# Liste des femmes mentionnées sur The Dinner Party

Cette liste recense les femmes mentionnées sur The Dinner Party, une installation artistique de Judy Chicago.
The Dinner Party, réalisée entre 1974 et 1979, comprend les noms de 1 038 personnalités féminines mythiques ou historiques. Trente-neuf de ces noms sont brodés sur un set de table, installé sur une table triangulaire, divisée en trois ailes. Les 999 autres noms sont inscrits sur le socle de l'œuvre.

## Aile I

### Déesse primordiale

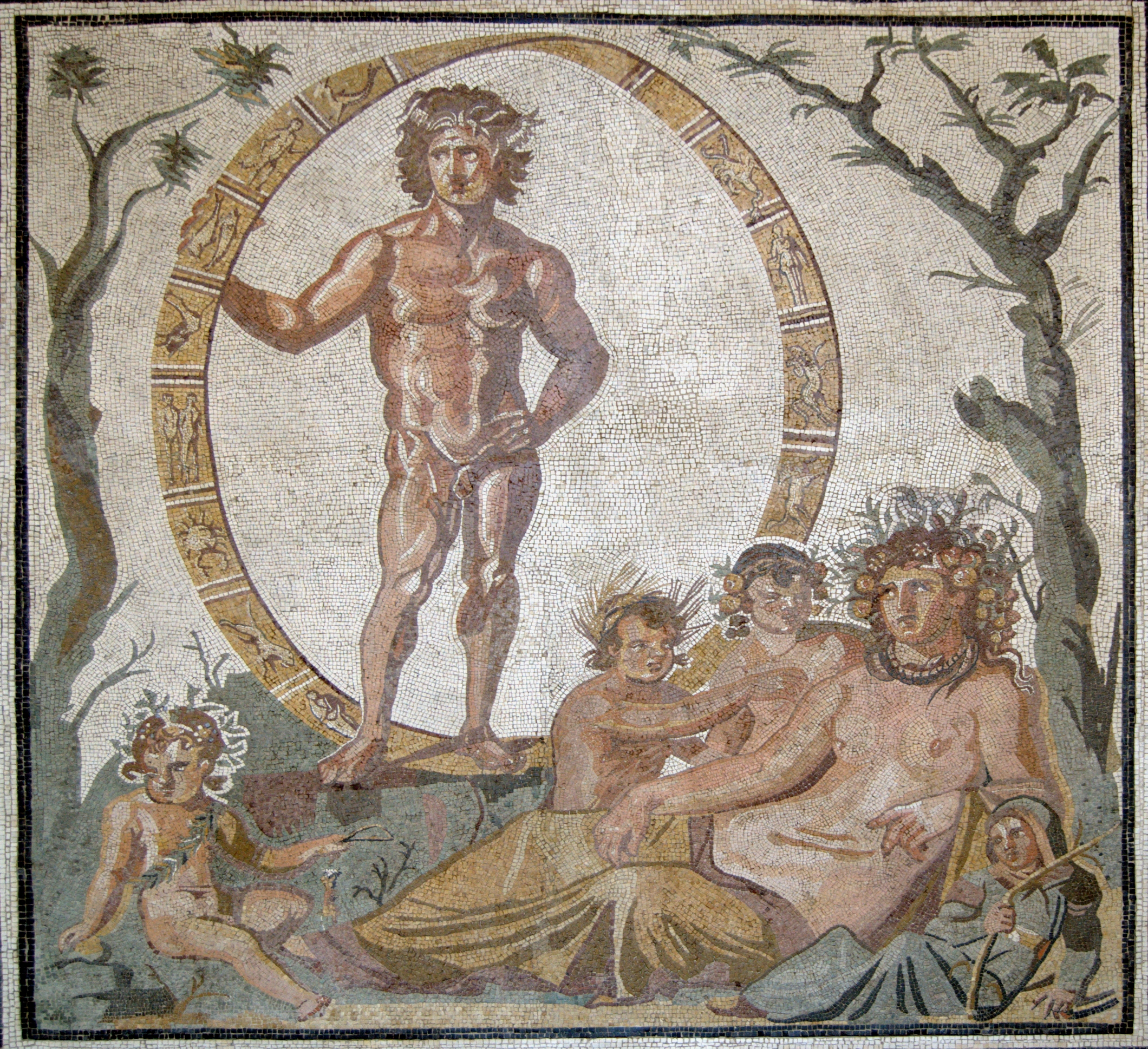
Partie centrale d'une grande mosaïque de sol provenant d'une villa romaine de Sentinum (actuelle Sassoferrato en Marche), v. 200-250 ap. J.-C. Éon (Aiôn), dieu de l'éternité, est représenté dans un orbe céleste constellé des signes zodiacaux, entre un arbre vert et un arbre dégarni (été et hiver). À ses pieds la terre-mère Tellus (équivalent romain de Gaia chez les Grecs) avec quatre enfants : il est possible que ce soit les quatre saisons personnifiées.

Déesse primordiale (Primordial Goddess) ou déesse mère, représentant la maternité, la fertilité, la création, la Terre.
- Aysyt (Ajysyt) : déesse iakoute de la naissance[2],[3].
- Aruru : également appelée « Ninhursag », divinité sumérienne de la Terre et Déesse mère : un autre nom pour Aruru est Ninhursag, aussi nommée ci-dessous.
- Atira : déesse de la Terre dans la mythologie Pawnee.
- Eurynomé (Eurynome) : divinité primordiale dans la mythologie grecque.
- Gaïa (Gaea) : déesse primordiale dans la mythologie grecque, Déesse mère, la Terre.
- Gefjon (Gebjon) : déesse de la fertilité dans la mythologie nordique.
- Ilmatar : déesse primordiale associée à l'air dans la mythologie finnoise.
- Nammu : déesse primordiale sumérienne, contrôlant les eaux primitives. Équivalente à Tiamat dans la mythologie babylonienne.
- Neith : très ancienne déesse de la ville de Saïs dans la mythologie égyptienne. Tisse le monde et l'existence sur son métier à tisser, déesse vierge.
- Ninhursag (Ninhursaga) : mère de la terre dans la mythologie sumérienne : il s'agit d'un autre nom pour Aruru, déjà nommée ci-dessus.
- Nout (Nut) : déesse du ciel dans la mythologie égyptienne.
- Omecihuatl (Omeciuatl) : déesse de la théogonie dans la mythologie aztèque.
- Siwa (Siva) : déesse slave de la vie, de l'amour et de la fertilité.
- Tefnout (Tefnut) : déesse égyptienne de la rosée et de la pluie.
- Tiamat : déesse du chaos dans la mythologie babylonienne.

### Déesse de la fertilité

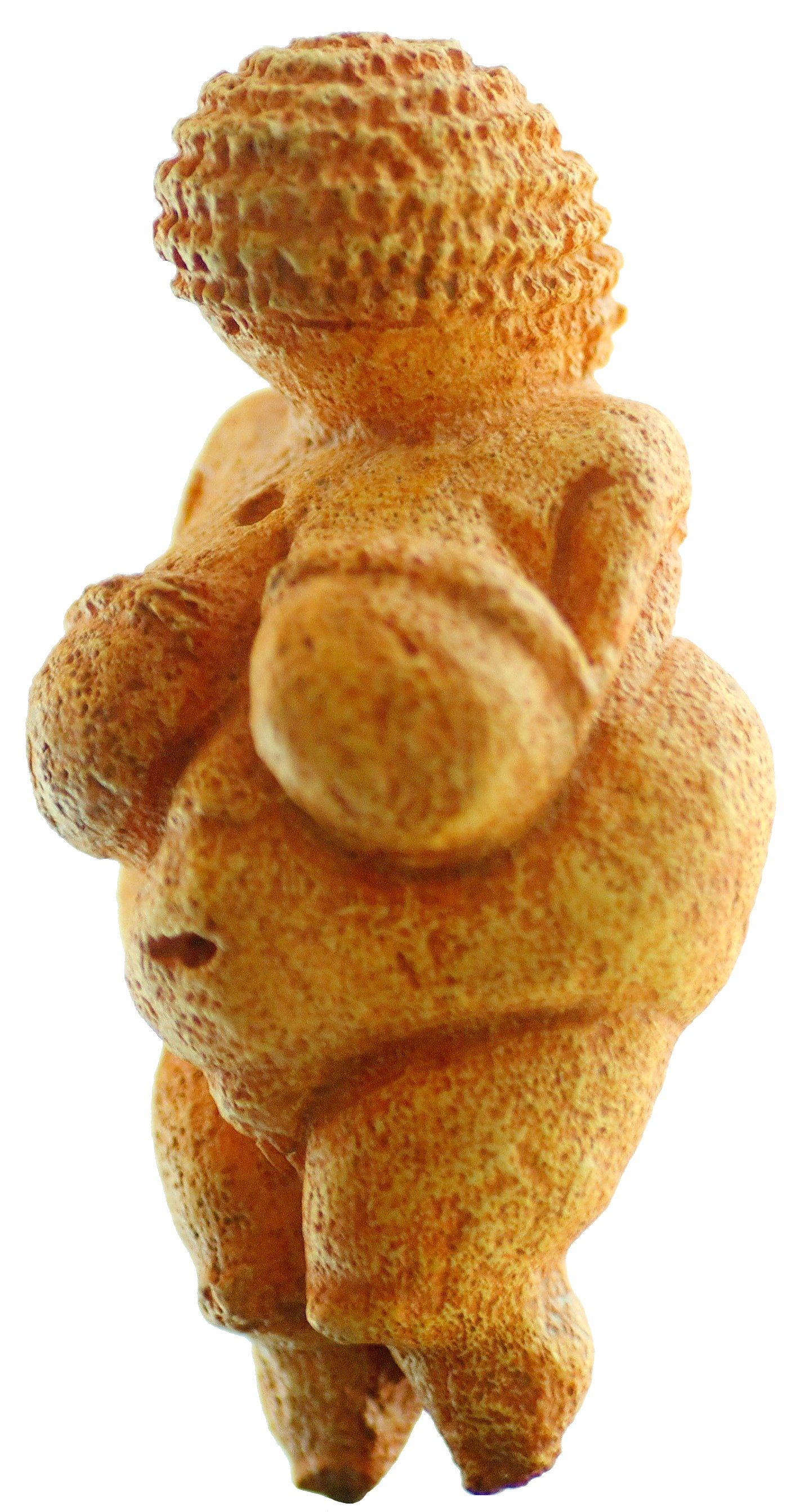
Vénus de Willendorf (v. 22 000–24 000 av. J.-C.)

Déesse de la fertilité (Fertile Goddess) : déesse associée à la fertilité, la grossesse, la naissance, parfois au sexe et à l'amour.
- Bona Dea : déesse de la procréation et de l'agriculture dans la mythologie romaine.
- Brigit (Brigid) : déesse de la fertilité dans la mythologie celtique.
- Cardea : déesse des saisons changeantes dans la mythologie romaine.
- Dana (Danu) : déesse de l'abondance dans la mythologie celtique irlandaise.
- Freyja (Freya) : déesse de l'amour, du mariage et de la fertilité dans la mythologie nordique.
- Frija : hypothétique déesse de l'amour dans la mythologie germanique.
- Héra (Hera) : principale divinité féminine dans la mythologie grecque, déesse protectrice des mariages, épouse de Zeus.
- Junon (Juno) : reine mère des dieux dans la mythologie romaine.
- Macha : déesse de la mythologie celtique irlandaise.
- Maderakka : déesse de la naissance dans la mythologie finnoise.
- Nerthus : divinité de la fertilité germanique, évoquée par Tacite.
- Ninti : déesse mésopotamienne, divinité de la guérison. Soigne la côte d'Enki, liée au mythe de la côte d'Adam.
- Tellus (Tellus Mater) : déesse de la fertilité dans la mythologie romaine.

### Ishtar

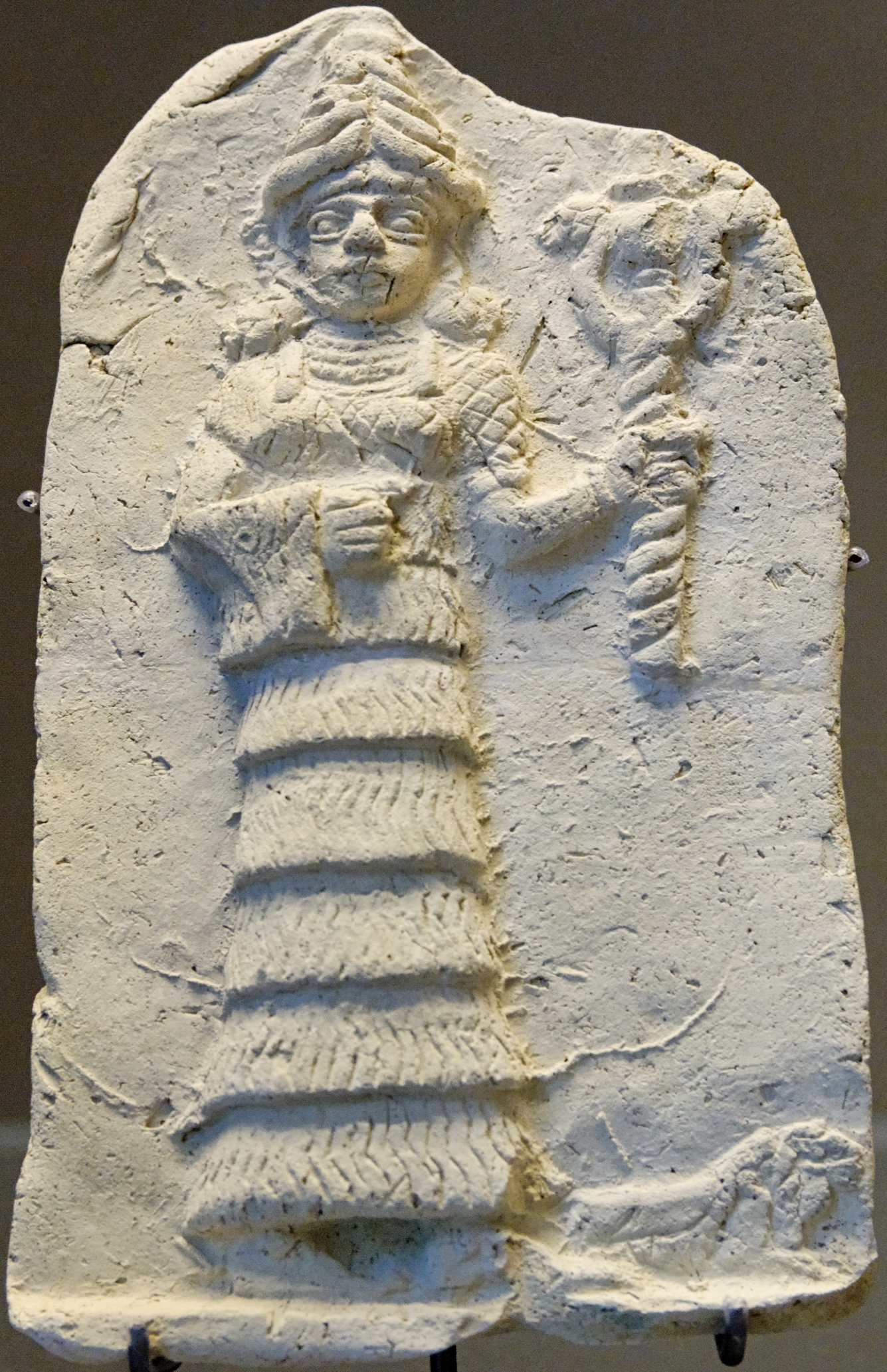
Plaque en terre cuite représentant Ishtar (Eshnunna, v. 1800 av. J.-C.)

Ishtar : déesse assyrienne et babylonienne. Elle doit sa renommée à son activité culturelle et mythologique jamais égalée par une autre déesse du Moyen-Orient. À son apogée, elle était déesse de l’amour physique et de la guerre, régissait la vie et la mort. Elle semble avoir comme descendance Aphrodite en Grèce, Turan en Étrurie et Vénus Victrix à Rome. Elle a un aspect hermaphrodite (Ishtar barbata), comme beaucoup de déesses de ce type.
- Amat-Mamu (v. 1750 av. J.-C.) : prêtresse et scribe à Sippar, Babylone.
- Anahita : déesse vierge de la fertilité, de l'amour et de la guerre dans la mythologie perse.
- Anat (Anath) : déesse de l'amour et de la guerre dans les panthéons ouest-sémitiques.
- Aphrodite : déesse de l'amour et de la beauté dans la mythologie grecque.
- Arinnitti (Arinitti) : divinité principale de la mythologie hittite, reine des Hatti, du Ciel et de la Terre, probablement la déesse-soleil d'Arinna[4].
- Ashera (Asherah) : divinité sémitique de la sexualité et de la procréation.
- Astarté (Astarté) : déesse de la fertilité au Proche-Orient.
- Ashtoreth : autre nom d'Astarté.
- Baranamtarra (XXIVe siècle av. J.-C. : codirigeante, avec son époux, de Lagash, philanthrope.
- Blodeuwedd : déesse de la mythologie celtique brittonique.
- Ceridwen (Cerridwen) : déesse de la mort et de la fertilité dans la mythologie celtique galloise.
- Cybèle (Cybele) : divinité de la mythologie grecque d'origine phrygienne, personnification de la nature sauvage.
- Enheduanna (Encheduanna : XXIIIe siècle av. J.-C.) : princesse, prêtresse et poétesse de langue sumérienne, et plus ancienne autrice littéraire dont le nom ainsi qu'une part significative de l'œuvre nous soient parvenus.
- Hannahannah: déesse « grand-mère » majeure de la mythologie hourrite.
- Hathor : déesse de la maternité et de la joie dans la mythologie égyptienne. Mère du dieu Soleil.
- Iltani (v. 1750 av. J.-C.) : membre d'une famille dirigeante de Babylone, prêtresse.
- Inanna : déesse sumérienne de l'amour et de la guerre. Identifiée à Ishtar et Astarté.
- Isis : déesse protectrice dans la mythologie égyptienne.
- Kubaba (v. 2500 av. J.-C.) : unique reine de la Liste royale sumérienne. Déifiée.
- Shibtu (v. 1775 av. J.-C.) : reine de Mari.
- Shub-Ad d'Ur (Shub-Ad of Ur ou Puabi, v. 2600 av. J.-C.) : personnalité importante d'Ur, peut-être reine.
- Tanit (Tanith) : déesse de la fertilité et des naissances dans la mythologie carthaginoise.

### Kali

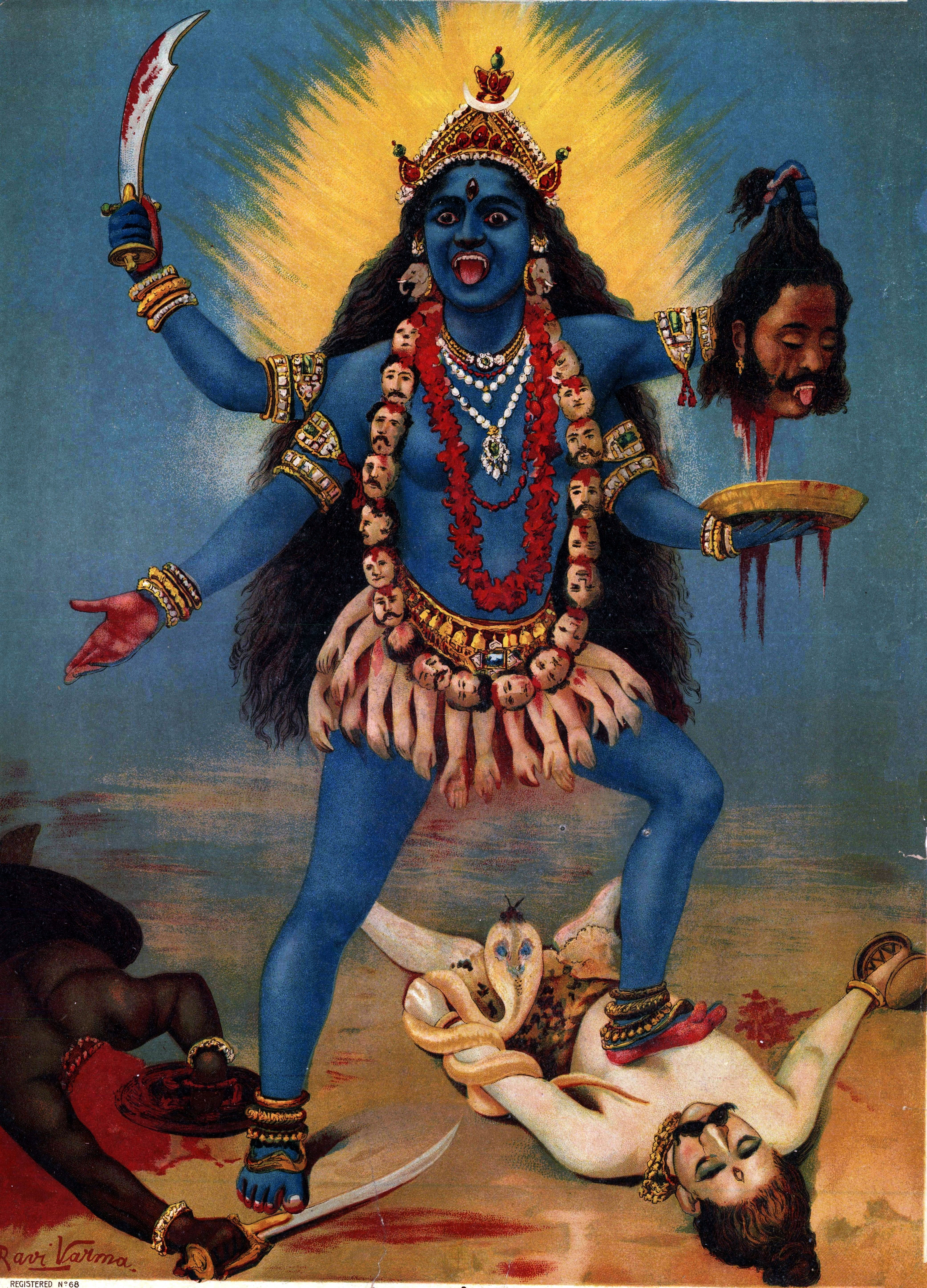
Représentation de Kali par Ravi Varmâ.

Kali : déesse hindoue du temps, de la mort et de la délivrance, mère destructrice et créatrice. Elle a l'aspect féroce de la Devi, la déesse suprême, qui est fondamental à toutes les déités hindoues. Elle détruit le mal sous toutes ses formes et notamment les branches de l'ignorance: l'avidyā comme la jalousie ou la passion.
- Alukah : succube ou vampire, mentionnée dans la Bible. Alukah peut être associée à Lilith.
- Arianrhod (Arianhrod) : déesse de la lune, de la fertilité, du passage d'un monde à l'autre et du temps dans la mythologie celtique galloise.
- Coatlicue : déesse de la fertilité, de la terre dans la mythologie aztèque.
- Ereshkigal : déesse sumérienne et akkadienne d'Irkalla, les Enfers.
- Érinyes (The Furies) : divinités persécutrices dans la mythologie grecque.
- Hécate (Hecate) : déesse de la magie et du monde souterrain dans la mythologie grecque.
- Hel : déesse du monde souterrain dans la mythologie nordique.
- Irkalla : nom sumérien et akkadien des Enfers, ainsi que l'un des noms de leur déesse, Ereshkigal.
- Morrigan : « Grande Reine » de la mythologie celtique irlandaise.
- Nephtys (Nephthys) : déesse protectrice des morts dans la mythologie égyptienne.
- Nornes (The Norns) : déesses présidant à la destinée des dieux et des mortels dans la mythologie nordique.
- Rhiannon : « Grande Reine » de la mythologie celtique.
- Tuchulcha : divinité infernale de la mythologie étrusque.
- Valkyries (The Valkyries) : vierges guerrières dans la mythologie nordique, divinités mineures servant Odin.

### Déesse serpent

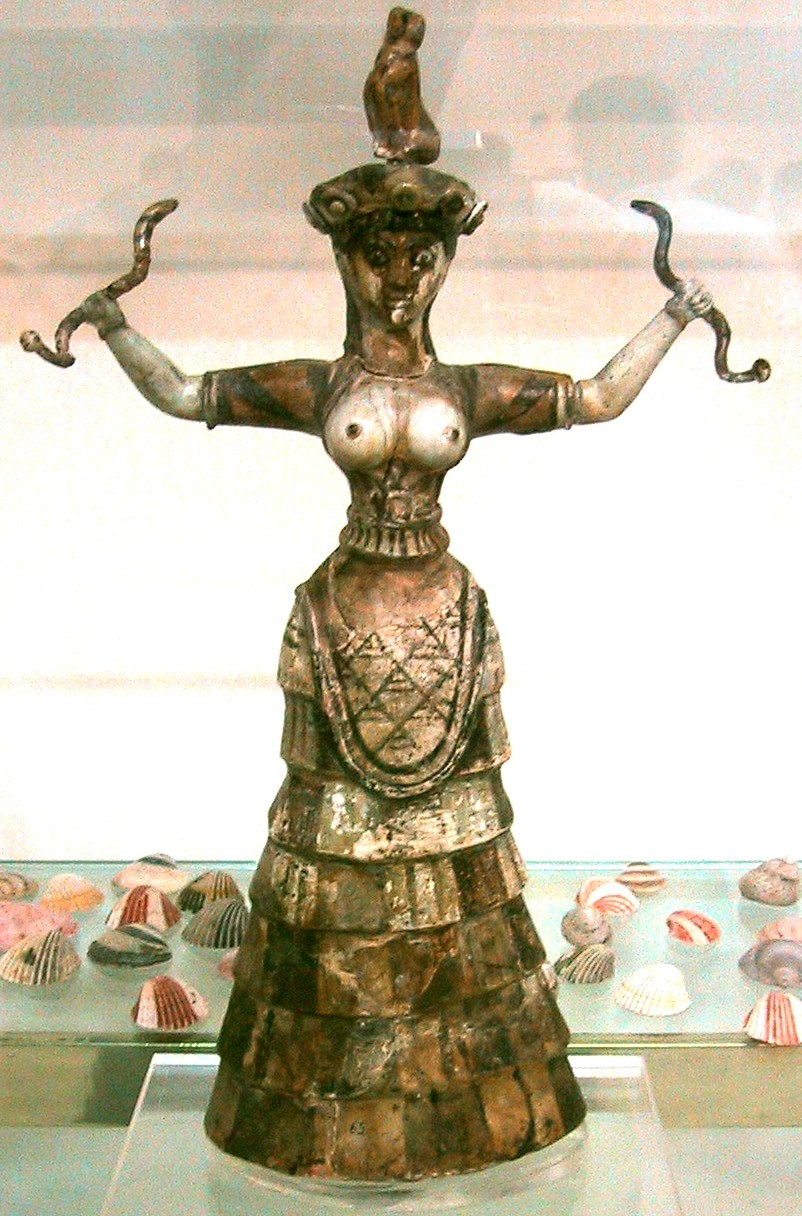
Figurine de déesse serpent (v. 1600 av. J.-C.).

Déesse serpent (Snake Goddess) : divinité minoenne. C'est une divinité chthonienne de cette civilisation. Des figurines datant d'environ -1600 ont été retrouvées grâce à des fouilles archéologiques à Knossos, en Crète, représentant des déesses, dans des sanctuaires de maisons, en tant que « serpents de la maison », ce qui semble relié à des traditions du Paléolithique.
- Ariane (Ariadne) : dans la mythologie grecque, aide Thésée à remplacer Minos, mais celui-ci l'abandonne sur les rives de Naxos. Le Dieu Dionysos la trouve et l'épouse, la rendant ainsi immortelle.
- Artémis (Artemis) : déesse de la chasse, de la Lune et des forêts dans la mythologie grecque.
- Athéna (Athene) : déesse de la guerre, de la sagesse, des artisans, des artistes et des maîtres d'école dans la mythologie grecque.
- Britomartis : divinité minoenne, déesse de la Lune, chasseresse. Règne sur les sociétés de femmes.
- Bouto (Buto) : patronne et protectrice de la Basse-Égypte, originaire de la ville de Bouto.
- Chicomecoatl : déesse du maïs, de la nourriture et de la fertilité dans la mythologie aztèque.
- Déméter (Demeter) : déesse de l'agriculture dans la mythologie grecque.
- Europe (Europa) : princesse phénicienne de la mythologie grecque, mère de Minos, enlevée en Crète par Zeus.
- Fortuna : divinité du hasard, de la divination et de la fertilité dans la mythologie romaine.
- Pasiphaé (Pasiphae) : épouse de Minos, mère du Minotaure dans la mythologie grecque.
- Perséphone (Kore) : une des principales divinités chthoniennes de la mythologie grecque, fille de Zeus et de Déméter, également associée au retour de la végétation lors du printemps.
- Python : serpent monstrueux vivant près du temple de Delphes, dans la mythologie grecque.
- Rhéa (Rhea) : mère des dieux dans la mythologie grecque.

### Sophie

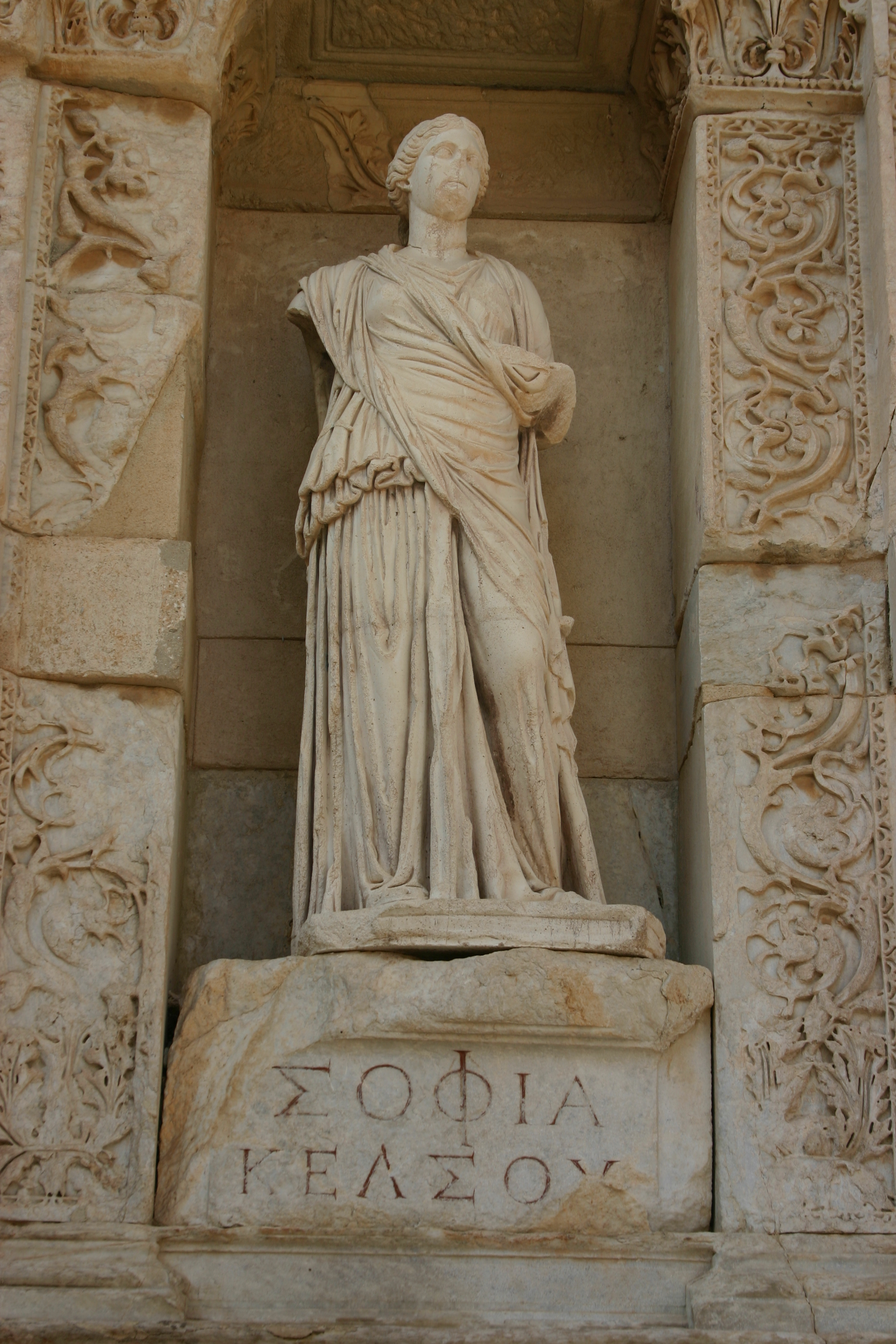
Statue de Sophie à Éphèse.

Sophie (Sophia) : personnification de la sagesse. C'est un terme utilisé en philosophie grecque, religion hellénistique, platonisme, gnosticisme, Église orthodoxe, christianisme ésotérique, mysticisme chrétien et en philosophie chrétienne. La « sophiologie » est un concept philosophique sur la sagesse et un concept théologique sur la sagesse de Dieu, et son aspect féminin.
- Antigone : personnage tragique de la mythologie grecque, fille d'Œdipe.
- Arachné (Arachne) : personnage de la mythologie grecque, tisseuse ayant défié la déesse Athéna sur la qualité de ses créations.
- Atalante (Atalanta) : chasseresse, guerrière et sportive dans la mythologie grecque.
- Camille (Camilla) : chasseresse et guerrière de la mythologie romaine, reine des Volsques.
- Cassandre (Cassandra) : princesse de Troie ayant repoussé les avances d'Apollon, qui la dote pour se venger de la faculté de prédire l'avenir sans jamais être crue.
- Circé (Circe) : déesse de la mythologie grecque. Dans l'Odyssée, elle transforme l'équipage d'Ulysse en cochons et autre forme d'animal, ils prennent celle qui leur correspondent, à la suite de leur débarquement sur son île.
- Clytemnestre (Clytemnestra) : fille de Zeus et de Léda dans la mythologie grecque, sœur d'Hélène. Épouse d'Agamemnon, elle l'assassine à son retour de la guerre de Troie, étant revenue avec une nouvelle femme, Cassandre.
- Daphné (Daphne) : nymphe de la mythologie grecque. Elle se transforme en laurier à la suite des avances répétitives d'Apollon qui est lui-même sous l'influence d'une flèche d'Eros.
- Hécube (Hecuba) : reine de Troie dans la mythologie grecque.
- Hélène de Troie (Helen of Troy) : fille de Zeus et de Léda dans la mythologie grecque, sœur de Clytemnestre. Mariée à Ménélas, roi de Sparte, avant d'être enlevée par Pâris, prince troyen, événement déclencheur de la guerre de Troie.
- Hersilie (Hersilia) : héroïne de la mythologie romaine. Selon Tite-Live, elle est l'une des Sabines enlevées par les Romains et épouse Romulus, le premier roi et fondateur de Rome, afin d'intervenir en faveur de la paix entre les Romains et les Sabins[5].
- Lysistrata : héroïne de la pièce du même nom d'Aristophane où elle mène les femmes de Grèce dans une campagne contre la guerre du Péloponnèse.
- Pandore (Pandora) : première femme dans la mythologie grecque. Elle est celle qui ouvre la boite contenant tous les maux de l'humanité.
- Praxagora : héroïne principale de la pièce L'Assemblée des femmes d'Aristophane, où elle mène un groupe de femmes habillées en hommes.
- Pythie (Pythia) : prêtresse de l'oracle de Delphes.
- Rhéa Silvia (Rhea Silva) : vestale de la mythologie romaine, violée par Mars, mère de Romulus et Rémus.
- Sibylle de Cumes (Sibyl of Cumae) : l'une des sibylles, prêtresse et prophète d'Apollon à Cumes.
- Verginia (Virginia) : héroïne légendaire de l'antiquité archaïque romaine. Plébéienne d'une grande beauté, convoitée par le decemvir Appius Claudius, assassinée par son père pour lui éviter ce sort, inspirant une révolte populaire renversant le pouvoir des decemvirs et restaurant la république.
- Vesta : déesse vierge du foyer et de la famille dans la mythologie romaine.

### Amazones

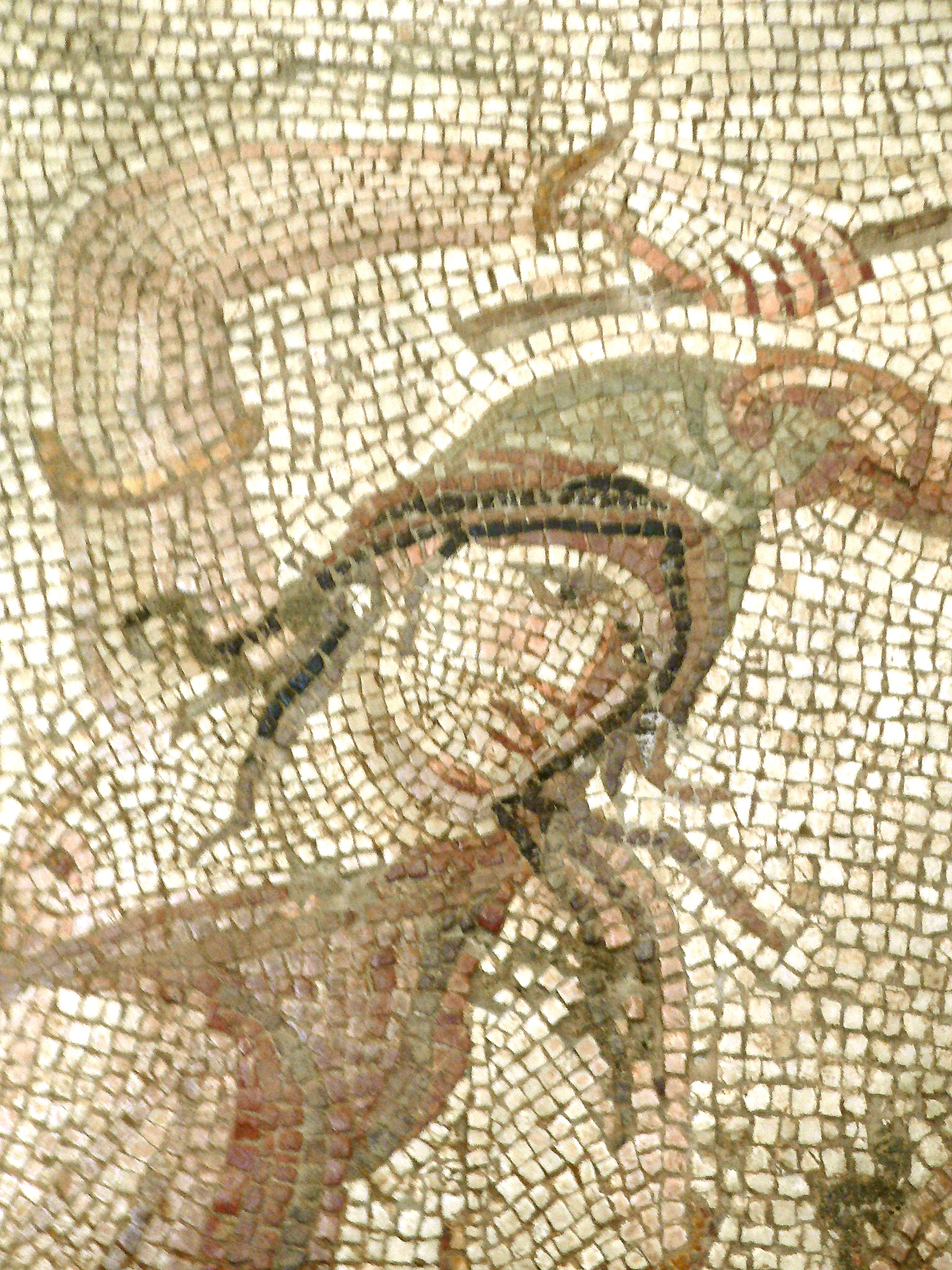
Amazone, fragment de mosaïque de pavement de Daphné (actuelle Turquie), 2e moitié du IVe siècle, musée du Louvre.

Amazones (Amazon) : dans la mythologie grecque, un peuple de femmes guerrières résidant sur les rives de la mer Noire, alors que d'autres historiographes les placent en Asie mineure ou en Libye antique. Les Amazones posséderaient une origine historique : elles correspondraient aux femmes guerrières des peuples scythes et sarmates.
- Antiope : guerrière amazone, sœur de la reine Hippolyte et fille du dieu Arès. Il existe plusieurs versions de son histoire.
- Égée (Egee): cheffe d'une armée de femmes.
- Eurypyle (Eurpyle) : cheffe d'une expédition de femmes contre Babylone.
- Hiéra : cheffe d'une armée de femmes mysiennes qui ont combattu dans la guerre de Troie.
- Hippolyte : codirigeante de la capitale amazone de Themiscyra.
- Lampédo : elle-même et sa sœur Marpésia, sont filles de Mars et reines amazones.
- Marpésia : a co-régné avec sa sœur Lampédo.
- Méduse (Medusa) : l'une des trois Gorgones . Elle se fait couper la tête par Persée.
- Myrina : a dirigé 30 000 femmes libyennes à la bataille contre les Gorgones, une autre tribu amazone.
- Orithye (Orithyia) : a co-régné avec ses sœurs Antiope et Hippolyte.
- Penthésilée (Penthesilia), dernière reine amazone.
- Thalestris : reine amazone.

### Hatchepsout

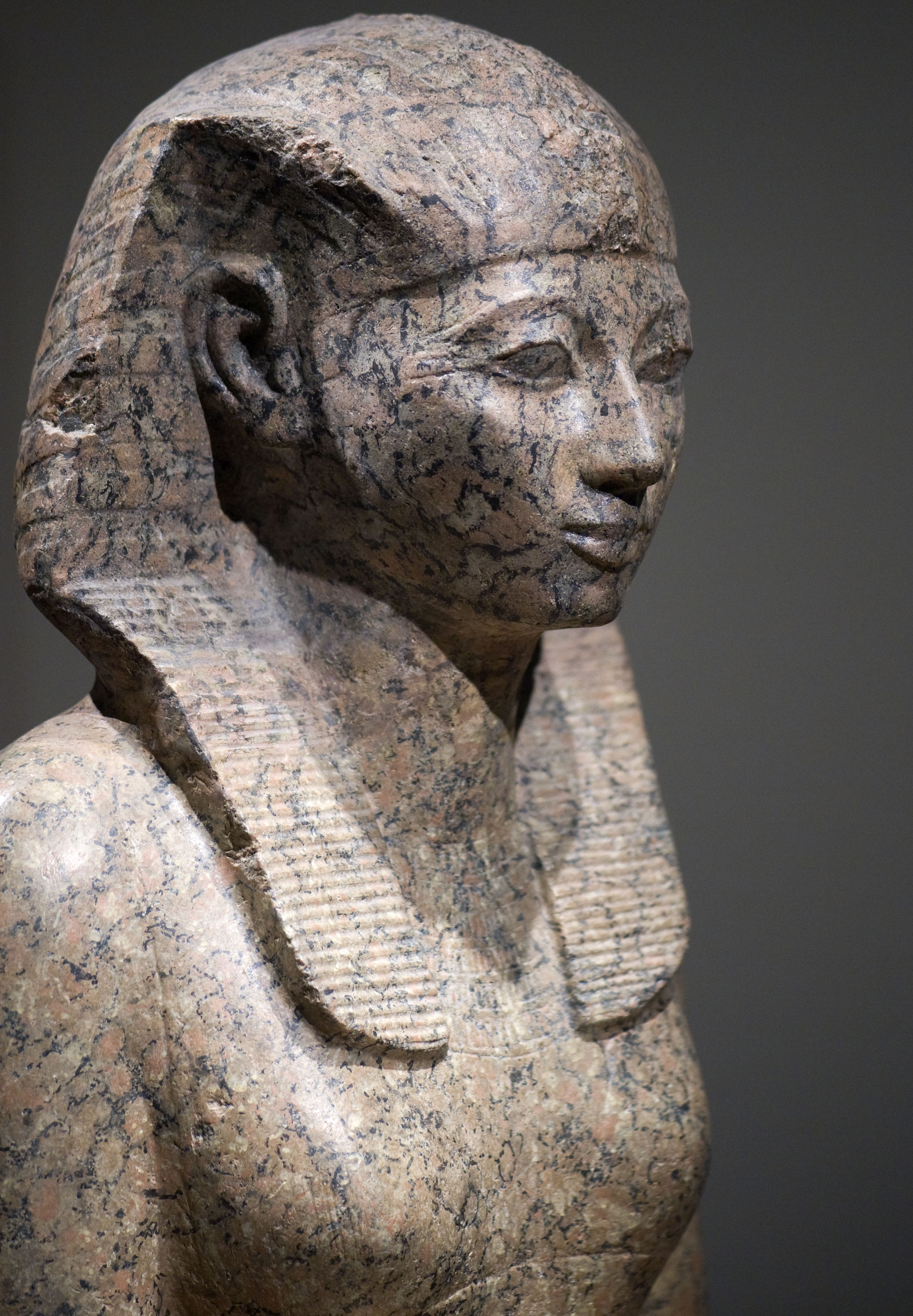
Statue de la reine Hatchepsout (Rijksmuseum van Oudheden, Leyde)

Hatchepsout (Hatshepsut). reine-pharaon, la cinquième souveraine de la XVIIIe dynastie de l'Égypte antique. Elle épouse son demi-frère, Thoutmôsis II, pour assurer la légitimité de ce dernier, qui « était encore un tout jeune enfant. C'est pourquoi sa sœur [sic] Hatchepsout [...] conduisait les affaires du pays. »
- Bel-Shalti-Nanna : grande prêtresse.
- Didon (Dido) : princesse phénicienne, a fondé Carthage.
- Hashop : autre nom de Hatchepsout.
- Khououyt : une des premières femmes musiciennes recensées par l'histoire.
- Lucrèce (Lucretia) : s'est tuée après avoir été violée, par crainte d'être accusée d'adultère.
- Makeda : érudite, appellation éthiopienne de la reine de Saba.
- Mama Ocllo (Mama Oclo) : cofondatrice de la dynastie inca.
- Mentouhotep (Mentuhetop) : reine de la 11e dynastie à Thèbes.
- Naqi (Naqi'a) : reine assyrienne v. 704-626.
- Néfertiti (Nefertiti) : reine, épouse d'Akhenaton.
- Néfret (Nofret) : reine, femme de Sesostris II, « dirigeante de toutes les femmes », voix progressiste pour les droits des femmes égyptiennes.
- Nicaula : reine de Saba.
- Nitocris : reine mythique de Babylone.
- Phantasia : conteuse, musicienne, poète. Elle serait l'autrice de récits ayant inspiré lIliade et lOdyssée, attribués à Homère.
- Puduhepa (Puduchepa) : reine, prêtresse.
- Rahonem : reine, prêtresse, musicienne.
- Sémiramis (Semiramis) : reine de Babylone.
- Tanaquil : selon la tradition romaine, une aristocrate étrusque, habile dans le domaine des augures.
- Tétishéri (Tetisheri) : mère du Nouveau royaume.
- Tiyi (Tiy) : reine-épouse du pharaon égyptien Amenhotep III. Sa momie a été identifiée comme « la vieille femme » dans la tombe d'Amenhotep II. Amenhotep III, se désintéressant des affaires d'État, semble s'être fiée aux avis politiques de Tiyi.

### Judith

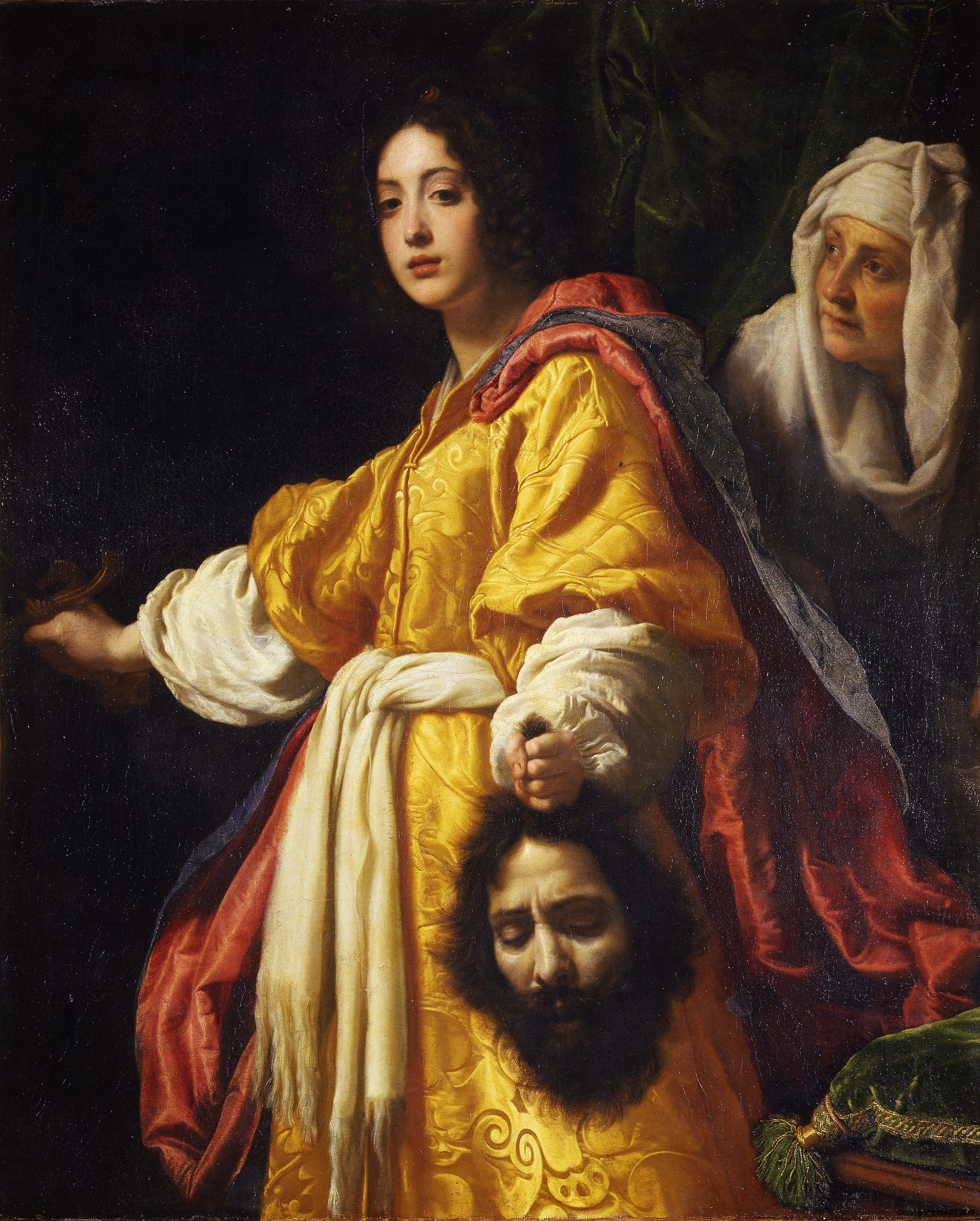
Judith tenant la tête d’Holopherne, Cristofano Allori, 1613 (Royal Collection, Londres).

Judith. Héroïne juive du livre biblique du même nom, le Livre de Judith. Elle écarte la menace d’une invasion assyrienne en décapitant le général ennemi Holopherne, et restaure du même coup la foi du peuple juif en la puissance salvatrice de son Dieu.
- Abigail : la plus ancienne femme pacifiste du récit biblique[6]. Son mari a défié David et afin d'éviter la guerre, elle a préparé de la nourriture pour David sans que son mari le sache. Son mari meurt alors du choc d'apprendre ses actions et elle devient la troisième femme de David[6].
- Athalie (Athaliah) : reine de Judée d'environ -842 à -837, qui a promu le culte du dieu Baal plutôt que celui du dieu hébreu « Yahweh ».
- Brouria (Beruriah) : femme de rabbi Meïr. Le Talmud la mentionne comme une sage avec une grande connaissance de la loi rabbinique juive.
- Débora (Deborah) : selon le livre des Juges, une prophétesse et la seule femme mentionnée par la Bible parmi les Juges d'Israël.
- Esther : dans la tradition juive, elle est vue comme un instrument de la volonté de Dieu pour empêcher la destruction du peuple juif, les protéger et leur assurer la paix pendant leur exil à Babylone.
- Ève (Eve) : première femme du récit biblique, mère de l'humanité. "Crée par Dieu" pour satisfaire et se soumettre à Adam.
- Houldah : prophétesse.
- Jézabel (Jezebel) : reine d’Israël. Son histoire est racontée dans le livre des Rois.
- Léa (Leah) : personnage de la Genèse, première femme de Jacob.
- Lilith : la première femme et la première compagne d’Adam, avant Ève. Il s’agit peut-être du plus ancien mythe de révolte féminine.
- Maacah (Maacha) : reine, fille d'Absalom, lui-même fils du roi David, épouse de Roboam et mère de Abijam. C'est aussi la mère ou grand-mère du roi Asa qui pour rétablir les traditions du roi David fait retirer à Maacah ses pouvoirs royaux et fait détruire le lieu consacré qu'elle avait fait bâtir à la déesse Ashera.
- Myriam (Miriam) : selon la Torah, la sœur de Moïse et d'Aaron, fille d'Amram et Yokébed.
- Naomi : dans le Livre de Ruth du récit biblique, femme de la tribu de Benjamin, plus précisément la femme d'Elimélek et la belle-mère de Ruth, qui se remaria avec Booz (Boaz) pour devenir l'arrière-arrière-grand-mère du roi David.
- Rachel : dans la Genèse, cousine et la seconde femme de Jacob. Elle est également la fille de Laban et la sœur de Léa. Elle est présente sur les jeux de cartes en la personne de la dame de carreau.
- Rébecca (Rebekah, Rivka) : dans la Genèse, fille de Betouel, femme d'Isaac et mère de Jacob et d'Ésaü.
- Ruth : convertie qui s'attache aux valeurs du judaïsme après la mort de son premier époux et qui est l'arrière-arrière-grand-mère du roi David.
- Sarah : dans le récit biblique, elle est l'épouse d’Abraham et la mère d’Isaac.
- Séphora (Zipporah) : dans le Livre de l'Exode, femme de Moïse, qui a pu être Africaine noire (Kouchite). Elle vient à l'aide de Moïse en circoncisant leur fils in extremis[7].
- Sorcière d'Endor (Witch of Endor) : une voyante qui a appelé le fantôme du prophète Samuel, récemment décédé, à la demande du roi Saül.
- Vashti : mentionnée dans le Livre d'Ester en tant que femme du roi Assuérus (Aʾhašveroš) de Perse. Le roi se vantait aux autres hommes que sa femme était la plus belle et lui a ordonné de se présenter nue devant eux. Vashti a refusé et s'est ainsi retrouvée bannie et peut-être même décapitée. Le roi a alors pris la belle Esther comme femme à sa place.

### Sappho

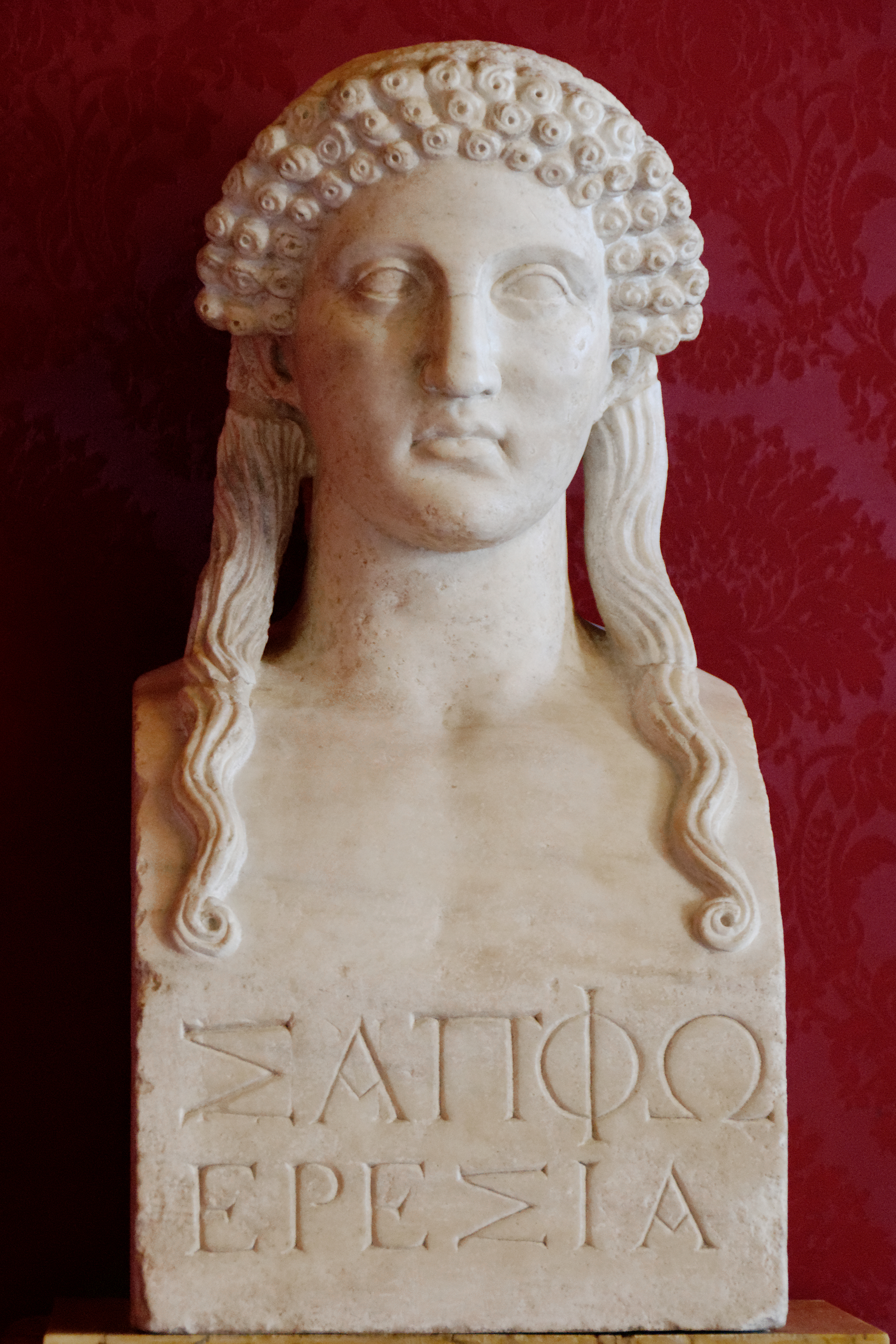
Buste de Sapphô (?). L'inscription ΣΑΠΦΩ ΕΡΕΣΙΑ veut dire en grec ancien « Sappho d'Érésos ». Copie romaine d'un original grec du Ve siècle av. J.-C., musées du Capitole (MC 1164).

Sappho. Poétesse de la Grèce antique, contemporaine du poète Alcée, lui aussi originaire de Lesbos. Très célèbre dans l'Antiquité, son œuvre poétique ne subsiste plus qu'à l'état de fragments (Papyri d'Oxyrhynque no 7, notamment).
- Anaxandra (Anasandra) : peintre grecque antique, fille et élève de Nealkes, un peintre de scène mythologiques. Elle est mentionnée par Clément d'Alexandrie, le théologien chrétien du IIe siècle, dans son ouvrage « Les Femmes sont autant capable que les Hommes de perfection. »
- Anytè (Amyte[8]): poétesse grecque du IIIe siècle av. J.-C., née à Tégée en Grèce.
- Carmenta : divinité romaine et prophétesse d'Arcadie.
- Cléobuline (Cleobuline) : poétesse grecque, née à Lindos, dans l'île de Rhodes.
- Corinne de Tanagra (Corinna of Tanagro) : poétesse de la Grèce ancienne, située habituellement au VIe siècle av. J.-C. Selon les sources de l'Antiquité, elle est née en Béotie, où elle rivalise avec le célèbre poète thébain Pindare. Deux de ses poèmes nous sont parvenus sous forme de résumés, le reste des textes préservés provient de papyri du IIe siècle av. J.-C.
- Crésilas (Cresilla) : sculpteur grec du Ve siècle av. J.-C., contemporain de Phidias. Il s'agit d'un homme et il a été inclus dans l’œuvre par erreur[9].
- Érinna (Erinna) : poétesse de la Grèce antique. On a longtemps cru qu'elle avait vécu autour de 600 av. J.-C., et qu'elle avait été une contemporaine et une amie de Sappho, sur la foi de la Souda et d'Eustathe de Thessalonique[10]. Néanmoins, on s'accorde aujourd'hui à dire qu'elle date plutôt du IVe siècle av. J.-C.[11],[12]. Selon Eusèbe de Césarée[13], elle est « bien connue » en 352 avant notre ère.
- Hélène d'Égypte (Helena) : peintre connue pour sa représentation de la bataille d'Issos.
- Kora : aussi connue sous le nom de Callirrhoé, artiste qu'on crédite de l'invention du dessin et, avec son père Boutades, de celle du relief.
- Lala (Lalla) : peintre et sculptrice.
- Manto : prophétesse dans la mythologie grecque.
- Mégalostrata : poétesse.
- Moïro de Byzance (Moero of Byzantium) : poétesse grecque du IIIe siècle av. J.-C. Elle est l'épouse d'Andromaque le Philologue et la mère de Homère le Tragique.
- Myrtis d'Anthédon (Myrtis of Anthedon) : poétesse mentionnée par Plutarque par rapport à l'histoire d'Eunostos et Ochné.
- Nanno : flûtiste associée au poète Mimnerme.
- Néobule : d'abord fiancée au poète Archiloque, mais aussitôt mariée à quelqu'un d'autre par son père. Le poète se venge en inventant le style littéraire de la satire[14].
- Nossis : poétesse grecque du IIIe siècle av. J.-C., originaire de Locres, dans le Bruttium, en Grande Grèce. L'Anthologie Palatine a conservé une douzaine d'épigrammes de Nossis, peuplées majoritairement de figures féminines, dans lesquelles elle célèbre l'amour, ou ambitionne d'égaler Sappho.
- Penthélia : prêtresse-musicienne égyptienne qui a servi le dieu du feu Ptah, au temple de Memphis, Égypte antique. Ses récits et ses chants de la guerre de Troie auraient inspiré Homère.
- Praxilla : poétesse grecque du VIe ou Ve siècle av. J.-C., née à Sicyone.
- Timarété (Timarete) : peintre de la Grèce antique, fille du peintre Micon le Jeune d'Athènes. Selon Pline l'Ancien, elle « est rebutée par les devoirs de femme et pratique l'art de son père ». Elle est connue pour une représentation de la déesse Diane qui était conservée à Éphèse.

### Aspasie

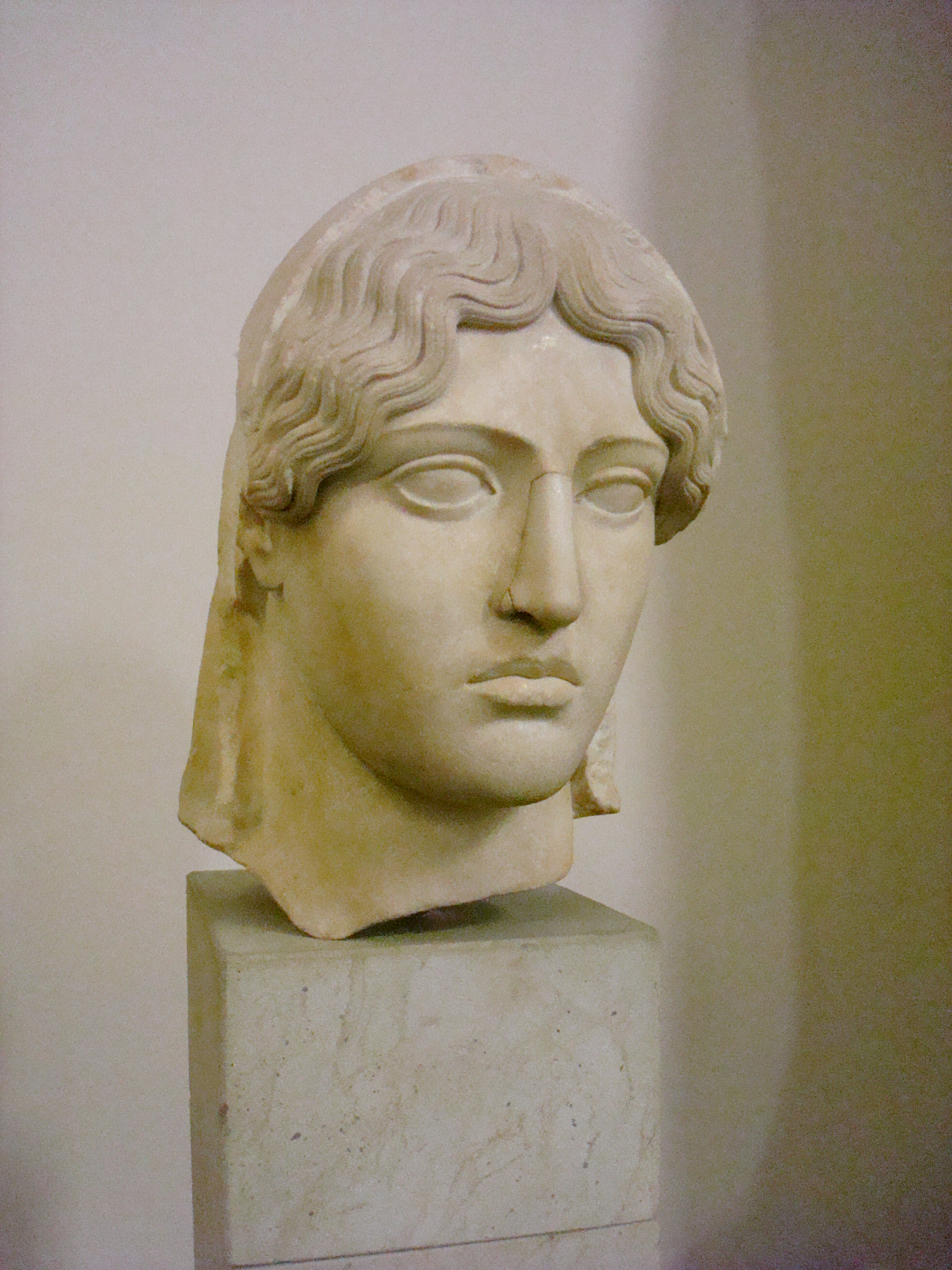
Aspasie, copie romaine d'un original grec (vers 460 ?),
Pergamon Museum, Berlin.

Aspasie (Aspasia) : philosophe, érudite, hétaïre grecque et compagne de Périclès. Courtisane cultivée, elle s'attira le respect de la plupart des grands hommes de son temps, en premier lieu Périclès ou encore Socrate, et acquit une grande influence sur la politique athénienne de son époque. Les écrits de Platon, Aristophane et Xénophon, entre autres, la mentionnent.
- Aglaonice : on croit qu'Aglaonice est la première femme astronome. Elle prédisait les éclipse lunaires et a été accusée de sorcellerie, puisque les gens pensaient que ses calculs étaient en fait la cause des éclipses[15].
- Agnodice : première femme gynécologue à pratiquer légalement, à Athènes, en 350 av. J.-C. Celle-ci doit se déguiser en homme pour suivre les cours de médecine et les malades viennent en grand nombre la voir ce qui amène les autres médecins à lancer une rumeur l'obligeant à révéler sa véritable identité, faisant qu'elle est accusée de violer la loi athénienne - en pratiquant une branche de la médecine - et risque une forte condamnation. La reconnaissance des femmes fait enfin que les magistrats acquittent Agnodice et lui permettent de continuer à exercer la médecine, puis, l'année suivante, une loi est créée pour autoriser les femmes à étudier la médecine, et ce jusqu'au XIIe siècle[15].
- Arété de Cyrène (Arete of Cyrene) : philosophe grecque de l'école des Cyrénaiques.
- Aristocléa (Aristoclea) : prêtresse de Delphes et philosophe, active vers 600 avant notre ère. Selon Diogène Laerce, elle aurait eu pour disciple Pythagore, et l'influença principalement dans le domaine moral. Elle est pour cette raison appelée parfois "La première femme philosophe".
- Axiothée (Axiothea) : philosophe grecque du IVe siècle av. J.-C., disciple de Platon.
- Cynisca : princesse grecque de Sparte. Elle est devenue la première de l'Histoire à gagner les Jeux olympiques antiques.
- Damo : philosophe grecque, l'une des trois filles de Pythagore et Théano, née à Crotone.
- Diotime (Diotima) : prêtresse et prophétesse qui joue un rôle important dans le Banquet de Platon. Avec Diotime, c’est la philosophie qui rentre en scène dans le dialogue qui « ouvre alors sur une dimension nouvelle, celle de l’intelligible. »
- Elpinice : femme noble connue via Plutarque pour deux confrontations politiques.
- Euryleon : conductrice de chariot olympique.
- Hipparchia : philosophe cynique grecque de la fin du IVe siècle av. J.-C., sœur de Métroclès et épouse de Cratès de Thèbes.
- Hippo : citée par Valère Maxime comme un exemple de chasteté.
- Lamia : courtisane célèbre et maîtresse de Démétrios.
- Léontion (Leontium) : courtisane athénienne, est connue pour être l'une des plus belles femmes de la Grèce antique et pour avoir été la femme de Métrodore de Lampsaque, la maîtresse d'Épicure et peut-être aussi du poète Hermésianax.
- Nicobule : autrice d'une biographie d'Alexandre le Grand.
- Perictione : mère du philosophe Platon.
- Phile : première femme magistrate de Priène.
- Salpe : sage-femme grecque du Ier siècle av. J.-C. connue via les écrits de Pline l'Ancien.
- Télésille (Telesilla) : poétesse grecque de la première moitié du Ve siècle av. J.-C. Native d'Argos, elle est célèbre comme héroïne pour avoir sauvé sa ville natale.
- Théano (Theano) : étudiante et fille ou femme de Pythagore. Elle a dirigé l'école de Pythagore après sa mort et on lui crédite l'écrite d'un traité sur le juste milieu.
- Théocléa (Theoclea) : prêtresse grecque, tutrice du philosophe et mathématicien Pythagore. Confondue avec Aristocléa déjà citée ci-dessus.

### Boadicée

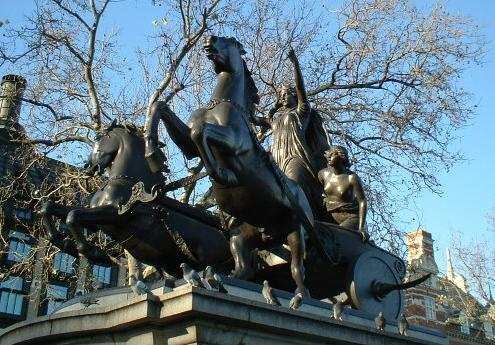
Boadicée

Boadicée (Boadaceia). Reine du peuple britto-romain des Iceni présent dans la région qui est aujourd’hui le Norfolk au nord-est de la province romaine de Bretagne, au Ier siècle apr. J.-C. Elle était l'épouse de Prasutagos.
- Alexandra de Jérusalem (Alexandra of Jerusalem) : prend le trône de Judée après la mort de son époux, Alexandre Jannée, en -76[16]. Elle a maintenu la paix de la région et mené la Judée dans une période de prospérité durant son règne. À sa mort en -67, une guerre civile est déclenchée tandis que son fils accède au trône.
- Aretaphile de Cyrène (Aretaphilia of Cyrene) : a défait le tyran Nicocrates.
- Arsinoé II (Arsinoe II) : reine de l'Égypte antique, fille de Ptolémée Ier Sôter et de sa maîtresse (puis épouse) Bérénice Ire.
- Artémise Ire (Artemisia I) : reine de la cité d'Halicarnasse au Ve siècle av. J.-C. qui a gouverné sous la suzeraineté de l'empire des Achéménides.
- Artémise II (Artemisia II) : reine d'Halicarnasse.
- Basilea : première reine de l'Atlantide légendaire dans le folklore de la Grèce antique.
- Brynhild : guerrière et walkyrie de la mythologie nordique, personnage central du cycle de Sigurd.
- Cartimandua (Cartismandua) : reine du peuple celte des Brigantes, dans l’île de Bretagne au Ier siècle apr. J.-C. Son règne (50-70 approximativement) est surtout caractérisé par son parti-pris en faveur des Romains, lors de l'invasion de l’île par l’empereur Claude.
- Chiomara : femme noble galatienne et femme d'Orgiagon, chef des Volques, une des trois tribus galatiennes durant la guerre galatienne avec Rome, en -189.
- Cléopâtre (Cleopatra) : reine d'Égypte antique de la famille des Lagides qui gouverne son pays entre -51 et -30, successivement avec ses frères et époux Ptolémée XIII et Ptolémée XIV puis avec le général romain Marc Antoine. Elle est connue pour ses relations avec Jules César et Marc Antoine.
- Cynané (Cynane) : demi-sœur d'Alexandre le Grand, fille de Philippe II de Macédoine et d'Audata, une princesse illyrienne.
- Eachtach : dans la mythologie celte irlandaise, fille de Diarmuid Ua Duibhne et Grainne.
- Macha aux Tresses rouges (Macha of the Red Tresses) : déesse de la mythologie celtique irlandaise, principalement connue pour avoir été à l'origine de la faiblesse des Ulates (habitants du royaume d'Ulster) selon une malédiction qui fait suite à la vantardise de son époux Crunnchú.
- Maeve (Meave) : autre nom de la reine Medb de Connacht.
- Medb de Connacht (Medb of Connacht) : dans la mythologie celtique irlandaise, la reine Medb apparaît notamment dans « La razzia des vaches de Cooley » (Táin Bó Cúailnge), long récit mythique, qui appartient au cycle d'Ulster.
- Muirgel : irlandaise ayant aidé son pays à se débarrasser d'un ennemi.
- Olympias : fille de Néoptolème, roi d'Épire de la tribu des Molosses et membre de la dynastie des Éacides. Épouse de Philippe II de Macédoine, elle donne naissance à Alexandre le Grand et à Cléopâtre de Macédoine.
- Tomyris : reine légendaire des Massagètes, célèbre pour avoir mis fin au règne de Cyrus le Grand. Elle est considérée comme la dernière reine des Amazones.
- Velléda (Veleda) : vierge prophétesse celte ou germanique (völva) des Bructères du temps de Vespasien. Elle prédit correctement la Révolte batave contre Rome.
- Zénobie (Zenobia) : reine de l'Empire de Palmyre en Syrie. Elle mène une révolte contre Rome, ce qui lui permet d'étendre son empire en conquérant l'Égypte et en expulsant le préfet romain. Elle dirige l'Égypte jusqu’en 274, lorsqu'elle est défaite et prise en otage par l'empereur romain Aurélien[17].

### Hypatie

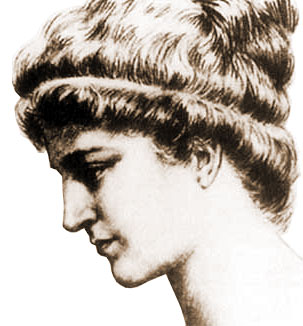
Hypatie

Hypatie (Hypatia). Mathématicienne et philosophe alexandrine qui a dirigé l'école néoplatonicienne d'Alexandrie. Elle meurt assassinée par des chrétiens en 415, étant alors démembrée et brûlée. Les textes à son sujet sont souvent contradictoires, les sources étant souvent postérieures ou très orientées, et sa mort violente prêtant à romancer.
- Aemilia. Poétesse et médecin, ne s'est pas mariée parce que ça aurait nui à sa carrière. Auteur d'ouvrages de gynécologie et d'obstétrique[18].
- Agathe (Agatha). Agathe de Catane est connue pour avoir rejeté les avances d'officiers militaires romains et a été torturée en ayant les seins coupés[18], puis est condamnée à être brûlée, mais est sauvée par un tremblement de terre. Elle est morte en prison et est reconnue comme une sainte catholique. Elle est la sainte patronne des patients du cancer du sein.
- Barbe (Barbara). Sainte de l’Église catholique romaine et de l’Église orthodoxe.
- Blandine (Blandina). Chrétienne d'origine levantine ou plus précisément micrasiate de la première communauté chrétienne de Lugdunum (Lyon).
- Catherine. Vierge et martyre qui aurait vécu aux IIIe et IVe siècles. La tradition situe sa naissance à Alexandrie vers 290 et sa mort, dans la même ville, vers 307. Sa légende, et donc son culte, ne s'est cependant répandu qu'après les Croisades.
- Clodia. Femme de la Rome antique, dont la vie est rapportée comme scandaleuse par les écrits de Cicéron et Catulle.
- Cornelia Gracchus (Cordelia Gracchi). Fille du célèbre Scipion l'Africain vainqueur d'Hannibal Barca et la mère des Gracques dont les actes politiques ont eu un si grand retentissement sur l'histoire de Rome. Elle est restée dans le souvenir des Romains comme le « modèle de la mère romaine », présidant à l'éducation de ses fils et les formant pour accéder aux premiers rangs. Elle a été sans doute la première femme romaine à être honorée par une statue en bronze à son effigie au Champ de Mars dans le portique de Métellus avec l'inscription suivante : « À Cornelia, fille de l'Africain, mère des Gracques ».
- Cornelia Scipio (Cordelia Scipio). Femme de la Rome antique associée à des personnalités politiques.
- Épicharis (Epicharis). Femme de la Rome antique, membre de la conjuration de Pison contre Néron.
- Hestiaea. Grammairienne grecque et érudite d'Homère, a influencé la conception de Strabon sur Homère.
- Hortensia. Oratrice de la Rome antique, qui a obtenu l'abolition d'une taxe visant les femmes romaines riches.
- Ima Shalom (Shalom). Une de quelques femmes à être citées dans le Talmud.
- Laya (Laya). Laya est un autre nom pour la peintre Lala, une des six femmes peintres de l'Antiquité mentionnées par Pline l'Ancien.
- Metrodora. Sage-femme de la Grèce antique.
- Pamphila (Pamphile). Historienne de grande réputation qui vécut sous le règne de Néron.
- Philotis. Une esclave romaine, probablement légendaire, qui a élaboré un plan pour sauver les matrones romaines des Étrusques ainsi que Rome même.
- Sulpicia. Sulpicia est le nom de deux poétesses de l'Empire romain. Celle-ci est Sulpicia II, qui a vécu durant la deuxième moitié du Ier siècle.

## Aile II

### Marcelle

Ichtus, symbole des premiers chrétiens.

Marcelle de Rome (Marcella). Noble dame de Rome, vivant au Ve siècle, qui s'était convertie au christianisme. Comme elle faisait partie des personnages les plus fortunés et les plus influents de la cité, nul n'osait la critiquer ni la combattre. Elle est connue pour avoir joué un rôle majeur dans la fondation du monachisme chrétien.
- Agrippine I (Agrippina I). A épousé Germanicus et l'a accompagné à la bataille durant la guerre. Après sa mort, elle est devenue une forte voix politique à Rome. Elle et ses deux fils adolescents sont accusés de vouloir renverser Tibère et sont enfin exilés[19],[20].
- Agrippine II (Agrippina II). Julia Agrippina, femme romaine noble, épouse de l'empereur Claudius et mère de Néron, elle a dans les faits régné sur Rome pendant deux décennies via son influence sur son époux et son fils.
- Anastasia. Elle a été arrêtée et accusée dans la dernière vague de persécutions contre les chrétiens, mourant en 304. Elle est faite sainte au Ve siècle.
- Caelia Macrina. Romaine ayant vécu autour de l'an 150, connue comme patronne de la communauté (patrona civitatis) pour avoir laissé des fonds pour une construction et des fonds alimentaires pour des enfants.
- Dorcas. Disciple du Nouveau testament du livre Actes des Apôtres.
- Eustochium. Sœur de sainte Blésille et la fille de sainte Paule à laquelle elle succéda à la tête du monastère de Bethléem.
- Fabiole (Fabiola). Personnalité romaine du IVe siècle, considérée comme sainte par l'Église catholique, issue d'une famille illustre de Rome, les Fabii, Fabiole fit bâtir à ses frais un hôpital, distribua son bien aux pauvres, alla visiter les lieux saints.
- Galla Placidia. Impératrice romaine, fille de l'empereur Théodose Ier, épouse du roi wisigoth Athaulf, puis de l'empereur Constance III. Elle joue un rôle politique durant les années 410 à 440, à une époque où le pouvoir impérial est affaibli.
- Hélène (Flavia Julia Helena). Impératrice romaine, épouse de Constance Chlore et mère de Constantin.
- Julia Domna. Impératrice romaine, seconde épouse de Septime Sévère, et la mère de Caracalla et de Geta.
- Julia Maesa. Impératrice romaine de 218 à (env.) 224, belle-sœur de Septime Sévère, tante de Caracalla, grand-mère des empereurs Héliogabale et Sévère Alexandre.
- Julia Mamaea. Impératrice romaine, sœur cadette de Julia Soaemias, fille de Julia Maesa et nièce de Julia Domna, l'épouse de Septime Sévère.
- Livie (Livia Drusilla). Impératrice romaine, divinisée par l’empereur Claude en 42 ap. J.-C. Fille de Marcus Livius Drusus Claudianus et troisième épouse de l’empereur romain Auguste. Mère de Tibère, futur empereur, et de Drusus, tous deux nés d’un premier mariage avec Tiberius Claudius Nero. Son mariage avec César Octavien (le futur Auguste) consacre l’alliance des Iulii (ou Julii) et des Claudii : les cinq premiers empereurs romains sont pour cette raison appelés les Julio-Claudiens.
- Lydia. Négociante en pourpre installée à Philippes en Macédoine. Juive (‘adorant Dieu’) elle «s'attacha aux paroles de l'apôtre Paul» (Ac 16:13). Avec sa famille elle reçoit le baptême et offre l’hospitalité à Paul (et sans doute Luc). Elle n’est pas mentionnée par ailleurs dans les textes du Nouveau Testament.
- Macrine (Macrina). Sainte chrétienne, fêtée le 19 juillet. Elle est la petite-fille de sainte Macrine l'Ancienne. Son père, Basile l'Ancien, et sa mère, sainte Emmélie, l'éduquent dans la foi chrétienne. Macrine est l'aînée d'une famille nombreuse de dix enfants. Trois de ses frères seront saints : Basile de Césarée, Grégoire de Nysse et Pierre de Sébaste.
- Marcelline (Marcellina). Personnalité chrétienne de la Rome antique.
- Marie de Béthanie (Mary of Bethany). Selon le Nouveau Testament, une femme disciple de Jésus-Christ. Sœur de Lazare et de Marthe, elle vit avec eux dans le village de Béthanie près de Jérusalem.
- Marie de Magdala (Mary Magdalene). Dans le Nouveau Testament, une disciple de Jésus qui le suivit jusqu'à ses derniers jours. Les quatre évangiles la désignent comme le premier témoin de la Résurrection, qui fut chargée d'en prévenir les apôtres.
- Marthe de Béthanie (Martha of Bethany). Femme disciple de Jésus-Christ, sœur de Lazare et de Marie de Béthanie, qui assiste à la résurrection de son frère Lazare. Marthe est aussi mentionnée avec sa sœur Marie en Luc 10, 38-42 où elle offre l'hospitalité à Jésus. Enfin, l'Épître des apôtres, écrit apocryphe chrétien datant de 120 ap. J.-C. la présente comme une des principales vierges témoins de la Résurrection de Jésus avec Marie de Magdala et Sara
- Octavie (Octavia). Sœur du premier empereur romain, Auguste et la demi-sœur d'Octavie l'Aînée. Elle est la fille de Gaius Octavius et d'Atia Balba, la nièce de Jules César. Elle a été l'une des femmes les plus en vue de l’histoire romaine, respectée et admirée par ses contemporains pour sa fidélité, sa noblesse et son humanité. De plus, Octavia a survécu dans une période de la Rome antique où beaucoup ont succombé aux trahisons et aux intrigues.
- Paule (Paula). Disciple de saint Jérôme. Ses attributs sont la compagnie de ce dernier et un volume de la Vulgate.
- Phœbé (Phoebe). Diaconesse de l’église de Cenchrées, le port de Corinthe. Elle fut recommandée aux chrétiens de Rome par saint Paul, qui l’appréciait pour l'aide qu'elle lui apporta, ainsi qu'à beaucoup d’autres.
- Plotine (Plotina). Épouse de l'empereur Trajan et impératrice romaine de 98 à 117.
- Porcie (Porcia). Femme de la Rome antique, fille de Caton d'Utique et femme de Brutus, morte en 42 av. J.-C.. Sa mort courageuse est un exemple de fidélité à son époux, mais non le seul à cette époque agitée de la fin de la république.
- Priscille (Priscilla). D'après le Nouveau Testament, Priscille et Aquila forment un couple Juif converti au christianisme. Les deux figurent dans le martyrologe romain et sont fêtés par l'Église catholique romaine le 8 juillet[21] : l'Église orthodoxe les fêtent le 13 février.

### Sainte Brigitte

Brigitte d'Irlande, vitrail

Brigitte d'Irlande (Saint Bridget) : sainte des Églises catholique et orthodoxe, avec les saints Patrick et Columcille (saint Colomba d'Iona), les trois sont les saints patrons de l'Irlande.
- Basine. Princesse de la ligue des Thuringes, puis une reine des Francs saliens par son mariage avec Childéric Ier.
- Brigh Brigaid. Brehon (juge) irlandaise au Ier siècle.
- Cambra. Fille de Belin le Grand, roi légendaire des Bretons, mariée à Antenor, le deuxième roi des Cimmériens.
- Eugénie de Rome (Eugenia). Vierge qui aurait subi le martyre en 257, du temps de l'empereur Valérien. Certains la font vivre à Rome, d'autres à Alexandrie, mais sa légende est similaire.
- Geneviève (Genevieve). Sainte française, patronne de la ville de Paris, du diocèse de Nanterre et des gendarmes. Selon la tradition, lors du siège de Paris en 451, grâce à sa force de caractère, Geneviève, qui n’a que 28 ans, convainc les habitants de Paris de ne pas abandonner leur cité aux Huns.
- Lucie (Lucy). Vierge et martyre dont le nom est illustre dans l'histoire de l'Église sicilienne, était issue d'une noble et très riche famille de Syracuse.
- Martia Proba. Reine bretonne du IVe siècle av. J.-C.
- Maximilla. Une des fondatrices et prophétesses du montanisme, un mouvement des débuts de la chrétienté.
- Scolastique (Scholastica). Vierge sainte catholique, est la sœur de saint Benoît de Nursie.
- Sylvie (Sylvia). Femme du IVe siècle, connue pour ses journaux de voyage aux lieux de pèlerinage du Proche-Orient.
- Thècle (Thecla). Sainte chrétienne, disciple de Paul de Tarse.

### Théodora

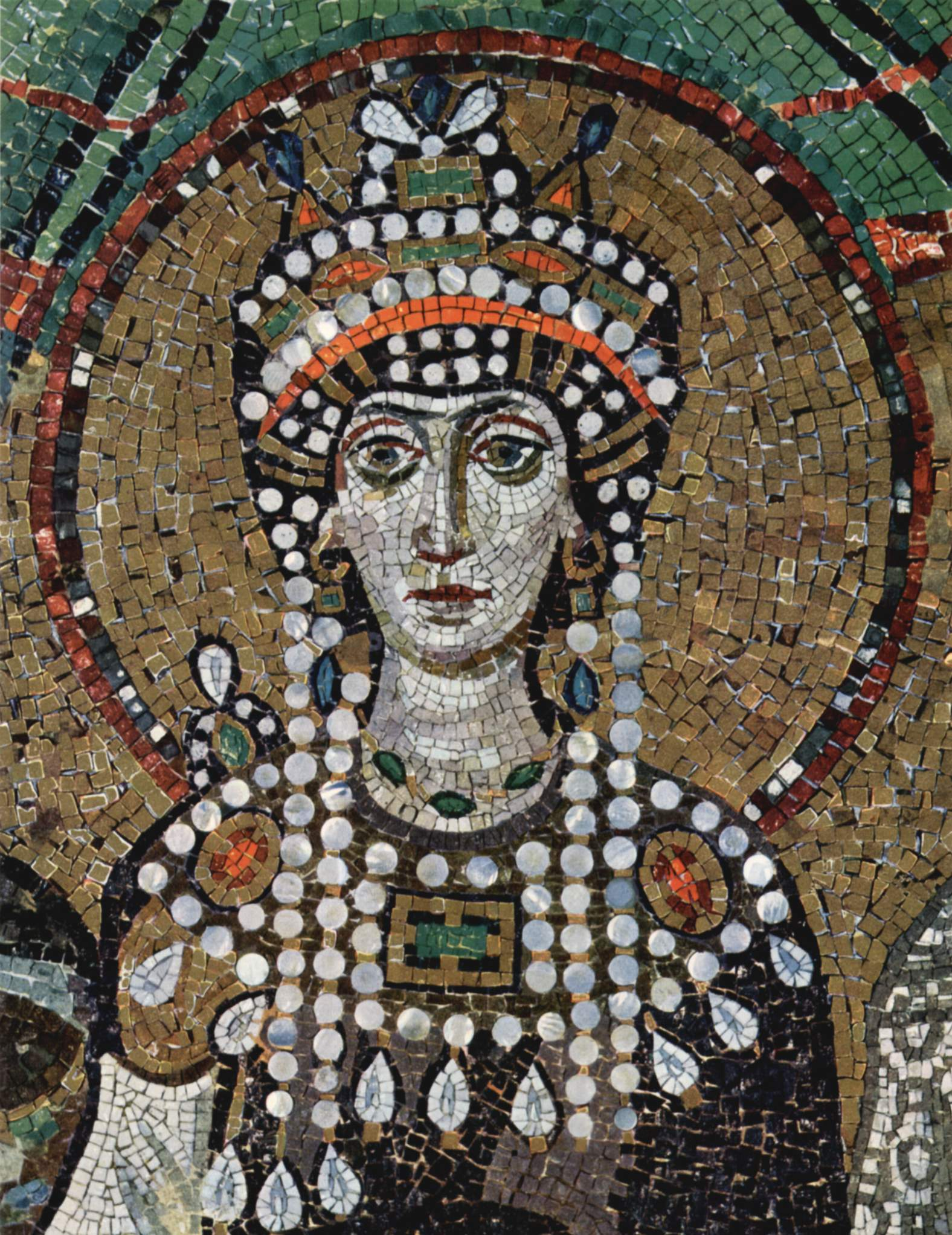
Théodora, détail de la mosaïque de Saint-Vital de Ravenne.

Théodora (Theodora). Impératrice de l'empire byzantin, femme de Justinien. D'humble origine, elle est semble-t-il la fille d'Acacius, un dresseur d'ours attaché au cirque de Constantinople. Avant de devenir la maîtresse du futur empereur Justinien elle est, selon Procope de Césarée, danseuse et courtisane.
- Adélaïde (Adelaide). Adélaïde de Bourgogne est une impératrice du Saint-Empire romain germanique[22].
- Æthelburg. Fille de Æthelberht de Kent et Berthe de Kent. Après la mort de son époux Edwin de Northumbrie, elle fonde le premier couvent de l'ordre de Saint-Benoît en Angleterre[23].
- Æthelflæd. Fille d'Alfred le Grand, elle a dirigé ses troupes contre les Vikings. Après la mort de son époux Æthelred, elle devient l'unique dirigeante de Mercie[24],[25].
- Anne Comnène (Anna Comnena). A écrit l'Alexiade, qui raconte l'histoire politique et militaire de l'Empire byzantin sous le règne de son père, Alexis Ier Comnène.
- Anne Dalassène Comnène (Anna Dalassena Comnena). Femme noble byzantine et mère de l'empereur Alexis Ier Comnène. A régné comme impératrice en l'absence de son fils, pendant ses campagnes militaires.
- Bathilde (Balthilde). Reine des Francs, épouse de Clovis II.
- Berthe d'Angleterre (Bertha of England). Reine de Kent dont l'influence conduisit à l'introduction du christianisme dans l'Angleterre anglo-saxonne. Elle fut canonisée sainte pour son rôle dans son établissement durant cette période historique.
- Brunehaut (Brunhilde). Princesse wisigothe devenue reine des Francs qui dans les faits va régner sur au moins un royaume mérovingien (Austrasie et/ou Burgondie) pendant 33 ans. Elle est assez célèbre pour sa rivalité avec une autre reine franque, Frédégonde.
- Clotilde (Clotilda). Princesse burgonde, devenue reine des Francs en épousant Clovis, qu'elle contribue à convertir au christianisme.
- Danielis (Damelis). Femme noble byzantine de grande fortune.
- Engelberge (Engleberga). Impératrice d'Occident et une reine d'Italie du IXe siècle par son mariage avec Louis II le Jeune.
- Eudocie (Eudocia). Philanthrope, politicienne, poétesse, une chrétienne orthodoxe qui s'est battue pour la protection des peuples Juif et païen.
- Eudoxie (Eudoxia). Eudoxie est une impératrice de Byzance, femme de Flavius Arcadius dont elle a critiqué et influencé le travail politique[26].
- Frédégonde (Fredegund). Reine de Neustrie après son mariage avec le roi mérovingien Chilpéric Ier.
- Irène (Irene). Régente de l'Empire byzantin de 780 à 790 puis impératrice régnante de 797 à 802.
- Leoparda. Gynécologue à la cour de Gratian (359–383).
- Maude. Sainte Matilde, épouse du futur Henri l'Oiseleur, roi de Francie orientale, et la mère d'Otton Ier, fondateur du Saint-Empire romain germanique.
- Olga. Épouse du grand-duc Igor Ier de Kiev (912 - 945), est régente de la principauté de Kiev et mère de Sviatoslav Ier, dit « Sviatoslav le Conquérant » (° 942? - † 972) (prince de Kiev de jure en 945, de facto en 964).
- Olympiade. Femme noble chrétienne romaine d'origine grecque.
- Pulchérie (Pulcheria). Sainte des Églises chrétiennes.
- Radegonde (Radegund). Princesse thuringienne, devenue reine des Francs en épousant Clotaire Ier, fils de Clovis. Fondatrice de l'abbaye Sainte-Croix de Poitiers.
- Théodelinde (Theodelinda). Reine des Lombards ayant joué un rôle important dans l'établissement du christianisme nicéen en Lombardie et Toscane.
- Théodora II (Theodora II). Théodora est la femme de l'empereur byzantin Theophilus (qui a régné de 829 à 842). Elle est canonisée après sa mort pour avoir renversé la politique de l'iconoclasme.
- Théodora III (Theodora III). Impératrice byzantine, dernière de la dynastie macédonienne qui a dirigé l'Empire durant près de 200 ans. Elle était coïmpératrice avec sa sœur, Zoé, et puis seule impératrice.
- Wanda. Selon la légende, la princesse Wanda régnait sur Cracovie. Fille du roi Krak, fondateur de la ville, elle se sacrifia en se jetant dans la Vistule pour échapper au mariage avec le prince allemand Rytygier et éviter ainsi la soumission de son peuple.
- Zoé. Coïmpératrice de l'Empire byzantin avec sa sœur Théodora III du 19 avril au 11 juin 1042.

### Hrosvitha

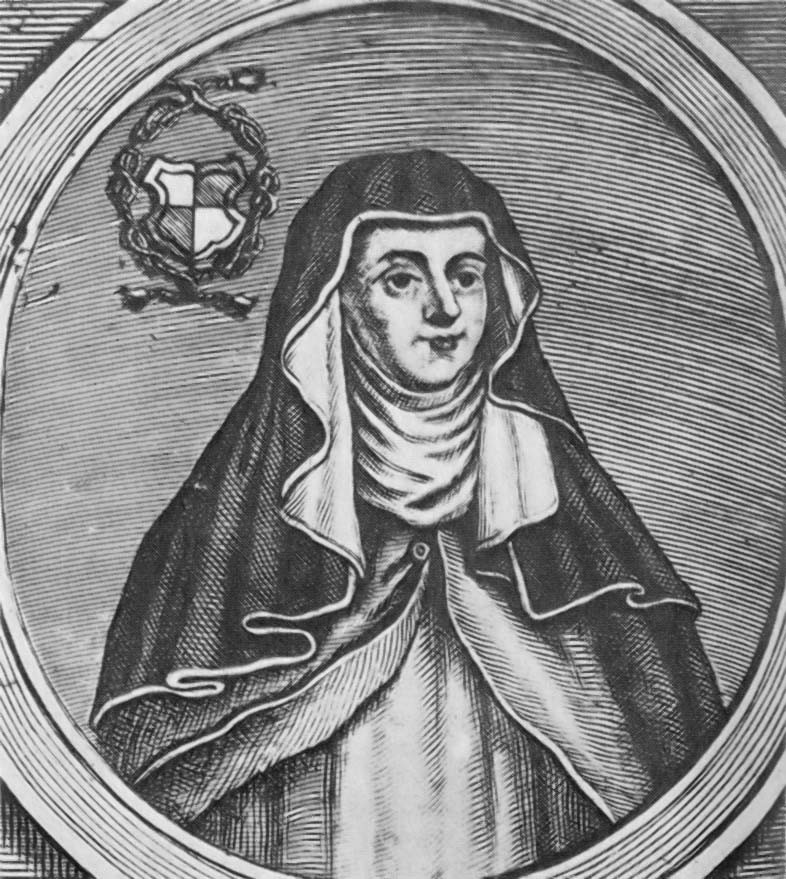
Hrotsvita de Gandersheim

Hrotsvita de Gandersheim. Poétesse et chanoinesse allemande, écrivant en latin. Entre 967 et 968, elle rédige une épopée sur le règne d’Otton Ier. Vers 970, elle compose l’histoire de l’abbaye de Gandersheim, Primordia coenobii Gandeshemensis, en un peu plus de six cents vers hexamétriques. On lui doit également huit hagiographies et une vie de la Vierge Marie en vers. Ses six pièces de théâtre, inspirées du poète latin Térence, les seules du haut Moyen Âge, la rendent particulièrement unique.
- Æbbe (Ebba). Martyre anglo-saxonne qui serait morte en 870, mais dont l'historicité est incertaine.
- Agnès II de Quedlinbourg (Agnes). Abbesse de St. Mary's à Quedlinburg, où on a créé de la broderie et des textiles fins, de même que des illustrations de manuscrits. Agnès a encouragé la création artistique et a supporté, grâce aux créations de ses nonnes, une vigoureuse industrie de l'art[29]
- Aisha. Poétesse espagnole ayant présenté son travail à l'Académie royale de Cordoue[29].
- Athanasie d'Égine (Athanarsa). Sainte ayant vécu dans l'Empire byzantin et ayant été conseillère de l'impératrice Théodora.
- Bathilde (Berthildis). Reine des Francs, épouse de Clovis II.
- Baudonivie (Baudonivia). Religieuse et érudite française.
- Begge (Begga). Épouse d'Ansegise, mère de Pépin le Jeune, maire des palais d'Austrasie, de Neustrie et de Bourgogne, et fondatrice de l'abbaye d'Andenne en région wallonne.
- Berthe (Bertha of France). Fille de Charlemagne, n'est pas mariée, afin de ne pas causer de rivalité politique avec un futur époux, et est finalement retirée dans un couvent.
- Bertille de Chelles (Bertille). Moniale de Jouarre, appelée par sainte Bathilde comme première abbesse de l'abbaye de Chelles vers 670.
- Bertrade (Bertha). Aristocrate franque de l'époque carolingienne, épouse de Pépin le Bref et mère de Charlemagne.
- Dame Carcas (Carcas). La légende de dame Carcas tente d'expliquer l'origine du nom de la Cité de Carcassonne.
- Claricia. Enlumineuse allemande du XIIIe siècle.
- Dhuoda. Aristocrate de l'époque carolingienne, épouse du marquis Bernard de Septimanie et, fait exceptionnel à cette époque, autrice d'un ouvrage destiné à l'éducation de son fils Guillaume.
- Diemode. Recluse et copiste bavaroise du XIIe siècle.
- Eadburh (Eadburga). Fille du roi Offa de Mercie et de son épouse Cynethryth, et l'épouse du roi Beorhtric de Wessex.
- Eanswith. Fille du roi Eadbald de Kent, elle refuse d'épouser un prince païen et fonde l'abbaye de Folkestone vers 630. Elle est considérée comme une sainte.
- Elsbeth Stagel (Elizabeth Stagel). Religieuse dominicaine abbesse du couvent de Töss.
- Ende. Enlumineuse espagnole du Xe siècle.
- Ethelberga. Reine du Wessex aux côtés de son époux le roi Ina de Wessex. A également combattu aux côtés de Ina. En 728 le couple abdique en faveur du frère de la reine et vont vivre parmi les pauvres de Rome[25].
- Æthelwynn (Ethylwyn). Femme noble anglo-saxonne du Xe siècle, connue pour son travail de broderie et pour sa rencontre avec saint Dunstan de Cantorbéry.
- Frau Ava. Première femme de lettres de langue allemande recensée par l'histoire.
- Gertrude de Nivelles (Gertrude of Nivelles). Première abbesse de l'abbaye de Nivelles, elle est la fondatrice et sainte patronne de la ville de Nivelles en province de Brabant (Belgique).
- Gisèle (Gisela). Fille de Pépin le Bref, sœur de Charlemagne et de Carloman. Elle devient religieuse à l'abbaye de Chelles, puis abbesse.
- Gisela von Kerssenbrock (Gisela of Kerzenbroeck). Chantre d'un couvent de Cisterciennes et enlumineuse d'un graduel du XIIIe siècle
- Gormflaith (Gormlaith). Princesse de Leinster, du fait de l'implication de sa famille dans les conflits contemporains, successivement l'épouse des principaux dirigeants irlandais de son époque.
- Guda. Religieuse et enlumineuse allemande.
- Herlinde (Hardlind). Sainte et abbesse bénédictine, a créé un manuscrit enluminé de l'évangile chrétien avec sa sœur, Relinde de Maaseik.
- Hilda de Whitby (Hilda of Whitby). Sainte chrétienne reconnue par les Églises catholique, orthodoxe et anglicane, petite-nièce du roi Edwin de Northumbrie, elle est abbesse de la première abbaye de Whitby où aurait eu lieu de son vivant le synode de Whitby.
- Hygeburg. Religieuse et femme de lettres anglo-saxonne allemande.
- Joanna (prieure de Lothen), religieuse allemande reconnue pour son travail en tapisserie.
- Uallach ingen Muinecháin (Lady Uallach). Poétesse irlandaise et Ollamh Érenn (en) d'Irlande.
- Leela de Grenade (Leela of Granada). Identité non confirmée[30].
- Liadain. Poétesse irlandaise.
- Libana. Identité non confirmée[31].
- Lioba. Religieuse bénédictine d'origine anglo-saxonne, missionnaire dans les pays germaniques.
- Mabel de Bury St Edmunds, brodeuse anglaise du XIIIe siècle, pour Henri III.
- Maria Alphaizuli. Poète de Séville.
- Maryann. Même personne que Maria Alphaizuli, ci-dessus.
- Mathilde (Mathilda), fille de Théodoric de Ringelheim, épouse de Henri Ier de Germanie, et mère d'Otton Ier du Saint-Empire.
- Relinde de Maaseik (Reinhild). Sainte et abbesse bénédictine, a créé un manuscrit enluminé de l'évangile chrétien avec sa sœur, Harlindis de Maaseik.
- Thoma. Érudite de la loi et autrice de livres de grammaire[32].
- Wallada (Valada). Célèbre poétesse andalouse, princesse omeyyade, fille de Muhammad al-Mustakfi Billah (Muhammad III) (976-1025), un des derniers califes omeyyade de Cordoue. Son père meurt alors qu'elle a 30 ans, ce qui la laisse avec un riche héritage lui permettant de vivre indépendamment et de faire fi des conventions imposées aux femmes de l'époque. Ses poèmes sont surtout satiriques et la majeure partie est dédiée à son amant, le poète Ibn Zeydoun.

### Trotula de Salerne

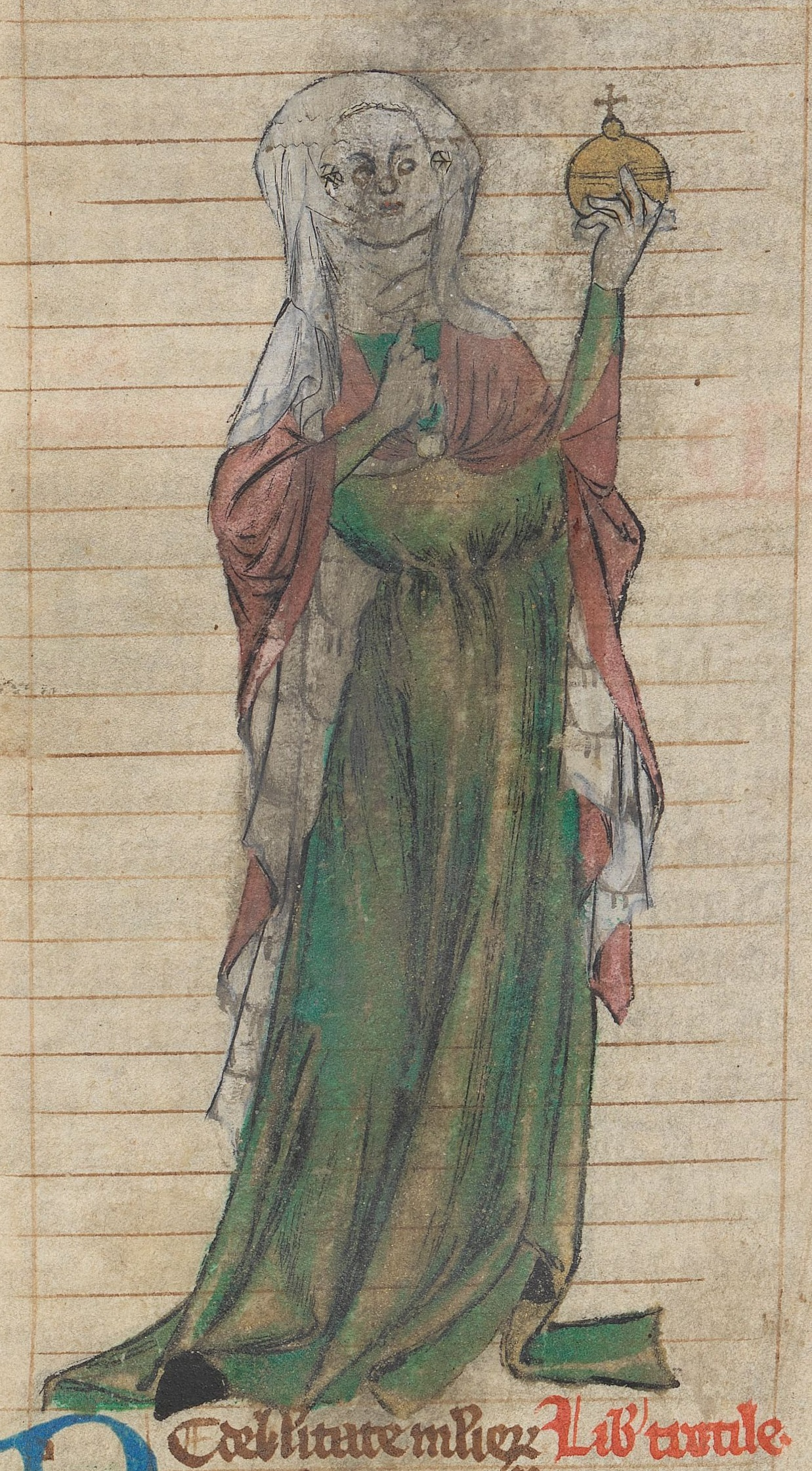
Trotula de Salerne

Trotula : médecin travaillant à Salerne, probablement au XIe siècle. Plusieurs ouvrages en latin traitant de la santé des femmes lui sont attribués, dont Les Maladies des femmes, Traitements pour les femmes et Soins cosmétiques pour les femmes. Au Moyen Âge et par après, ces textes ont constitué une source d'information gynécologique essentielle.
- Abella de Salerne (Abella of Salerno) : a enseigné la médecine à l'École de médecine de Salerne, particulièrement en embryologie[33], et a publié deux traités.
- Adelberger : médecin, membre de la Guilde des guérisseurs laïques[34]. C'est peut-être la même personne que Adalberge de Lombardie, fille de Didier de Lombardie, qui s'est battue contre Charlemagne. Peu d'information subsiste sur Adelberger.
- Ageltrude Benevento : impératrice du Saint-Empire romain germanique, fille de Adalgis de Bénévent et femme de Guy III de Spolète.
- Aloara : après la mort de son époux, Pandolf, en 981, elle règne sur Capoue jusqu'à sa mort en 992[34].
- Berthe de Sulzbach (Bertha of Sulzbach) : impératrice de Byzance et épouse de Manuel Ier Comnène.
- Bettisia Gozzadini : probablement la première femme à détenir un poste universitaire.
- Constance (Constantia) : souveraine de Sicile au Moyen Âge.
- Engelberge (Angelberga) : impératrice du Saint-Empire romain germanique, a corégné avec son époux, Louis II d'Italie. En 869 elle devient abbesse de San Sisto à Plaisance, qu'elle avait fondé.
- Etheldrède (Etheldreda) : sainte chrétienne anglo-saxonne très populaire.
- Francesca de Salerne (Francesca of Salerno) : reçoit un doctorat en chirurgie de l'École de Salerne en 1321.
- Odile (Odilla) : dame de l'époque mérovingienne, fille du duc Etichon-Adalric d'Alsace, fondatrice et abbesse du monastère de Hohenbourg, sur l'actuel mont Sainte-Odile.
- Papesse Jeanne (Pope Joan) : personnage légendaire qui, au IXe siècle, aurait accédé à la papauté en dissimulant son sexe féminin.
- Rachel (en) : la légende veut que les filles de Rachi soient des femmes pieuses et érudites. En particulier, Rachel est connue à partir d'une lettre, de Rabbenou Tam à son cousin, où il est mentionné que Rachel avait divorcé de son mari.
- Sarah de Saint-Gilles (Sarah of St. Gilles) : médecin française au XIVe siècle à Marseille.
- Stéphanie de Montaneis (Stephanie De Montaneis) : médecin française au XIIIe siècle à Lyon.
- Théodora la Sénatrice (Theodora the Senatrix) : puissante sénatrice romaine durant une période appelée règne des Catins ou pornocratie (circa 904–963), plus tard par des érudits catholiques.
- Urraque (Urraca) : princesse portugaise, fille de Alphonse Ier de Portugal, 1er roi du Portugal, et de sa femme Mathilde de Savoie: épouse Ferdinand II de León. Ceci n'empêche pas son père de déclarer la guerre à son mari et le mariage est annulé en 1175.
- Walburge (Walpurgis) : sainte chrétienne d'origine saxonne. La nuit de Walpurgis est célébrée en son honneur.

### Aliénor d'Aquitaine

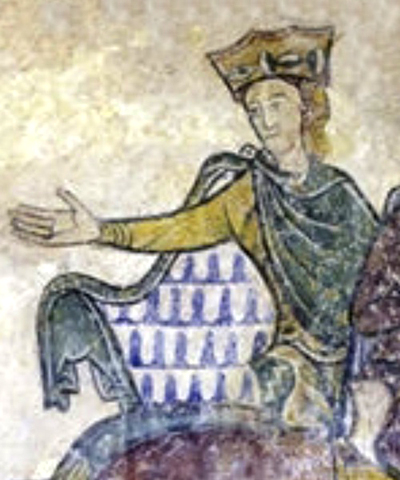
Aliénor d’Aquitaine représentée sur un mur de la chapelle Sainte-Radegonde de Chinon.

Aliénor d'Aquitaine (Eleanor of Aquitaine) : reine, tour à tour, de France et d'Angleterre, renversant ainsi le rapport de forces en apportant ses terres à l’un puis à l’autre des deux souverains. À la cour d'Aquitaine, elle favorise l'expression poétique des troubadours en langue d'oc. Depuis son premier mariage au cours duquel elle a participé à la deuxième croisade, elle joue un rôle politique important dans l’Occident.
- Adélaïde de Suse (Adelaide of Susa) : une philanthrope, héritière, comtesse de Savoy. Elle a dirigé une armée pour défendre Turin[35].
- Adèle de Blois (Adela of Blois) : sert en fonction de régente tandis que son époux, Stephen Henry, participe à la Première croisade[24].
- Agnès de Poitiers (Agnes of Poitou) : deuxième femme de Henri III du Saint-Empire, a gouverné l'empire jusqu'à ce que son fils, Henry IV atteigne l'âge de régner[35]. Elle s'est opposée à Grégoire VII et a aidé l'élection de Honorius II, son fils, au trône. Il est enlevé et en tant que rançon pour sauver sa vie, elle se retire de la régence et demeure, pour le restant de sa vie, dans un couvent.
- Almucs de Castelnou (Almucs De Castenau) : trobairitz française.
- Barbe de Verrue : personnage des Poésies de Clotilde, Barbe de Verrue y est décrite comme une trouvère française du XIIIe siècle.
- Beatritz de Dia (Beatrice de Die) : trobairitz de langue d'oc de la fin du XIIe siècle.
- Bérengère (Berenguela) : régente des États de Castille.
- Blanche de Castille (Blanche of Castile) : reine de France, 1223-1226.
- Dame Beatrix (Lady Beatrix) : identité non confirmée[36].
- Dame Godiva (Lady Godiva) : son nom est associé à une légende apparue plus d'un siècle après sa mort, selon laquelle elle aurait traversé les rues de Coventry à cheval, entièrement nue, afin de convaincre son époux de diminuer les impôts qu'il prélevait sur ses habitants.
- Derborgail (Dervorguilla) : épouse de Jean de Bailleul, mort en 1268, l'un des régents d'Écosse (1249-1255) pendant la minorité du roi d'Alexandre III.
- Édith (Edith) : épouse d'Édouard le Confesseur, roi des Anglo-Saxons de 1045 à 1066. Après la mort de son époux, Édith se consacre à la rédaction d'une vie des saints anglais, fournissant des renseignements sur saint Kenelm à l'hagiographe Goscelin.
- Margaret O'Connor (Failge) : femme noble irlandaise qui est passée à l'histoire pour sa grande hospitalité.
- Tibors de Sarenom (Fibors) : poétesse occitane, l'une des premières trobairitz attestées, active durant la période classique la littérature occitane médiévale.
- Hawise (Hawisa) : comtesse d'Aumale et dame d'Holderness en succédant à son père, en 1179.
- Isabella de Forz : comtesse de Devon, l'une des plus riches femmes de l'Angleterre de son temps et tenant-in-chief de l'île de Wight.
- Jeanne de Navarre (Jeanne of Navarre) : reine de Navarre de 1274 à 1305 et reine de France de 1285 à 1305. Malgré son mariage, elle continua de régner seule sur ses domaines.
- Marguerite de Quincy : comtesse de Lincoln et l'une des deux figures féminines dominantes de l'Angleterre du milieu du XIIIe siècle.
- Marguerite d'Écosse (Margaret) : princesse anglo-saxonne de la maison de Wessex qui devient reine d'Écosse en épousant le roi Malcolm III vers 1069-1070, après la conquête normande de l'Angleterre. Trois de ses enfants sont futurs rois d'Écosse. Ayant fait preuve d'une grande piété tout au long de sa vie, elle est canonisée en 1250 : c'est la sainte patronne de l'Écosse.
- Marie (Virgin Mary) : dans le Nouveau Testament et le Coran, la mère de Jésus. Révérée pendant des siècles comme l'aspect féminin du divin.[réf. nécessaire]
- Marie de Champagne (Marie of Champagne) : comtesse de Flandre et de Hainaut, puis Impératrice de Constantinople.
- Marie de France : poétesse qui a vécu en France et surtout en Angleterre, de la génération des personnes qui illustrèrent l'amour courtois en littérature, entre autres par l'adaptation des légendes orales bretonnes ou matière de Bretagne. Elle est la première femme à avoir écrit des poèmes en français.
- Marie de Ventadour (Maria de Ventadorn) : trobairitz (femme troubadour : poétesse et compositrice) occitane de la fin du XIIe siècle (morte sans doute en 1222).
- Mathilde (Matilda) : impératrice du Saint-Empire romain germanique, puis comtesse d'Anjou, duchesse de Normandie, et une aspirante déçue à la couronne d'Angleterre. À la mort d'Henri Ier en 1135, son cousin Étienne de Blois la dépossède de son héritage en usurpant le trône d'Angleterre. Cet événement engendre une guerre civile en Angleterre qui est parfois appelée « l'Anarchie ».
- Mathilde de Flandre (Matilda of Flanders) : épouse de Guillaume le Conquérant, et donc duchesse de Normandie et reine consort d'Angleterre.
- Mathilde de Toscane (Mathilde of Tuscany) : princesse qui a joué un rôle très important pendant la querelle des Investitures, conflit qui opposa la papauté et le Saint-Empire romain germanique entre 1075 et 1122.
- Mélisende (Melisande) : reine de Jérusalem de 1131 à 1143 et une régente du royaume de 1143 à 1152.
- Subh (Sobeya) : esclave d'origine vasconne, devient la favorite du calife omeyyade Al-Hakam II vers 960, à l'époque de la conquête musulmane de l'Hispanie.
- Violante : noble française ayant pour époux Jean Ier d'Aragon et qui devient reine du royaume médiéval ibérique d'Aragon. La mauvaise santé de Jean fait qu'elle exerce un pouvoir considérable en son nom. Elle a transformé la cour aragonienne en centre de la culture, en promouvant en particulier les troubadours.

### Hildegarde de Bingen

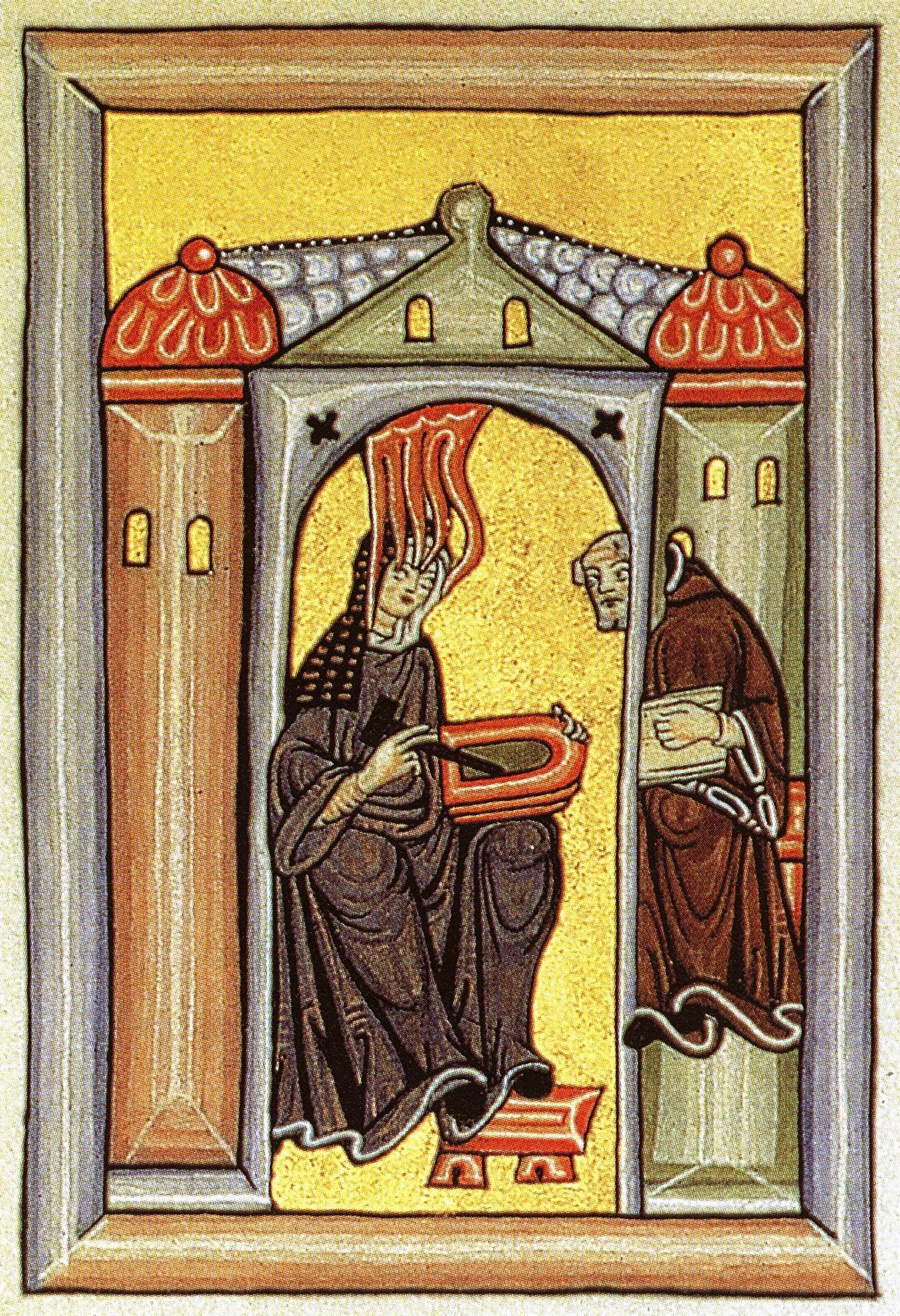
Hildegarde de Bingen

Hildegarde de Bingen (Hildegarde of Bingen) : religieuse bénédictine mystique, compositrice et femme de lettres franconienne du XIIe siècle. C'est la quatrième femme Docteur de l'Église après Catherine de Sienne, Thérèse d'Avila et Thérèse de Lisieux. Cette reconnaissance est la plus haute de l'Église catholique, affirmant par là-même l'exemplarité de la vie mais aussi des écrits d'Hildegarde comme modèle pour tous les catholiques,.
- Agnès (Agnes) : ancienne princesse de Bohème qui a fondé l'ordre des pauvres dames, une abbaye et un hôpital. Canonisée en 1989, elle est la sainte patronne de la Bohème.
- Agnès d'Harcourt (Agnes D'Harcourt) : abbesse de l'abbaye royale de Longchamp et autrice. Elle a écrit une courte biographie d'Isabelle de France, pour qui elle sert aussi d'assistante personnelle[40]
- Alpis de Cudot : souffrant de la lèpre, elle avait des visions induites par sa maladie. Souvent de nature religieuse, une de ses visions l'a portée à croire que la Terre était ronde. Elle en fait la promotion, mais les gens ne la croient pas. Elle est canonisée au XIXe siècle.
- Anne (Anna) : duchesse consort de Silésie (1238–1241).
- Bérangère (Berengaria) : reine consort d'Angleterre, 1191-1199.
- Brigitte de Suède (Birgitta) : mère de huit enfants dont Catherine de Suède, veuve en 1344, elle se fixa en 1349 à Rome où elle vécut volontairement dans la pauvreté. Renommée pour ses prophéties et ses révélations mystiques, elle était consultée par les chefs d'État et les papes réfugiés à Avignon.
- Catherine de Sienne (Catherine of Siena) : tertiaire dominicaine mystique, qui a exercé une grande influence sur l'Église catholique. Elle est déclarée sainte et docteur de l'Église.
- Claire d'Assise (Clare of Assisi) : disciple de saint François d'Assise est la fondatrice de l'ordre des Pauvres Dames (clarisses), déclarée sainte par l'Église catholique romaine.
- Cunégonde (Cunegund) : reine de Germanie, duchesse de Bavière puis impératrice du Saint-Empire, est l'épouse de l'empereur Henri II dit le Saint ou le Boiteux, avec lequel elle co-règne (ce que les chroniques de l’époque signalent).
- Douceline : sainte de l’Église catholique romaine.
- Edwige (Hedwig) : épouse de Henri Ier le Barbu, duc de Silésie, qui deviendra en 1232 duc de Cracovie. Edwige et son époux vécurent d’une manière très pieuse. Elle a une vie exemplaire, aidant les nécessiteux, marchant pieds-nus en toute saison, distribuant sa fortune à l’Église et aux pauvres.
- Élisabeth (Elizabeth) : fille du roi André II de Hongrie (dynastie des Árpád) et de Gertrude d'Andechs-Meran (dynastie des Babenberg) (assassinée en 1213). Fiancée à 4 ans et mariée à 14 ans au landgrave Louis IV de Thuringe, elle a connaissance du mouvement fondé en Italie par François d'Assise auquel elle adhère du fond de son âme.
- Élisabeth de Schönau (Elizabeth of Schonau) : visionnaire allemande et sainte catholique du XIIe siècle.
- Finola O'Donnell : noble irlandaise qui a co-fondé le monastère de Donegal.
- Gertrude la Grande (Gertrude the Great) : religieuse bénédictine, théologienne et mystique du XIIIe siècle.
- Gertrude de Hackeborn (Gertrude of Hackeborn) : abbesse fondatrice du couvent de Helfta, auquel elle contribua à donner un grand rayonnement.
- Héloïse (Heloise) : intellectuelle du Moyen Âge, épouse d'Abélard et première abbesse du Paraclet. Commençant d'écrire un tiers de siècle avant Hildegarde de Bingen, elle est la première femme de lettres d'Occident dont le prénom soit resté, les noms de famille n'existant pas à cette époque.
- Herrade de Landsberg (Herrad of Lansberg) : abbesse, poétesse et encyclopédiste.
- Hersend : chirurgienne militaire de la septième croisade.
- Isabelle de France (Isabel of France) : fille du roi de France Louis VIII le Lion et de Blanche de Castille. Elle est morte sans alliance ni postérité, fondatrice du monastère des clarisses urbanistes de Longchamp.
- Ivette (Yvette) : figure religieuse et prophète de la ville de Huy, Belgique. Veuve devenue recluse et mystique du XIIe siècle, sa vie nous est connue grâce au chanoine prémontré Hugues de Floreffe.
- Julienne de Norwich (Juliana of Norwich) : sainte de l'Église anglicane, parfois fêtée comme bienheureuse le 14 mai, mais il n'existe aucune trace de béatification éventuelle par l'Église catholique. On l'a par ailleurs surnommée la « première femme de lettres anglaise.
- Jutta : anachorète au couvent des bénédictines de Disibodenberg sur le Rhin, dans le diocèse de Mayence, connue pour avoir été l'éducatrice d'Hildegarde de Bingen.
- Las Huelgas : identité non confirmée[41].
- Loretta de Braose (Loretta) : fille du baron William de Braose, sa famille perd la faveur royale quelques années après qu'elle est devenue veuve en 1205. Sa mère et son frère meurent en prison, tandis que Loretta et son père partent en exil en France. Au retour de celle-ci en Angleterre en 1214, ses terres confisquées sont retournées à condition qu'elle ne se remarie pas sans la permission royale et, en 1419, elle prend le voile et vit en recluse à l'abbaye de Hackington près de Canterbury.
- Marguerite de Hongrie (Margaret) : fille du roi Béla IV de Hongrie et d'une princesse byzantine, elle devient une moniale dominicaine hongroise.
- Marguerite de Bourgogne (Marguerite of Bourgogne) : reine de Naples, de Sicile et d'Albanie à la suite de son mariage avec Charles Ier de Naples.
- Mechtilde de Hackeborn (Mechthild of Hackeborn) : religieuse allemande du XIIIe siècle qui vécut à Helfta. Elle est la sœur de Gertrude de Hackeborn, abbesse de ce couvent, et éduqua Gertrude de Helfta, la future Gertrude la Grande.
- Mathilde de Magdebourg (Mechthild of Magdeburg) : religieuse et mystique du XIIIe siècle.
- Phillipe Auguste : identité non confirmée[42].
- Rosalie de Palerme (Rosalia of Palermo) : patronne de la ville de Palerme en Italie et de la ville de El Hatillo au Venezuela.
- Thérèse d'Avila (Theresa of Avila) : sainte catholique et réformatrice monastique du XVIe siècle, connue pour ses réformes des couvents carmélites et considérée comme une figure majeure de la spiritualité chrétienne, en plus d'avoir été la première femme reconnue comme docteur de l'Église catholique.

### Petronilla de Meath

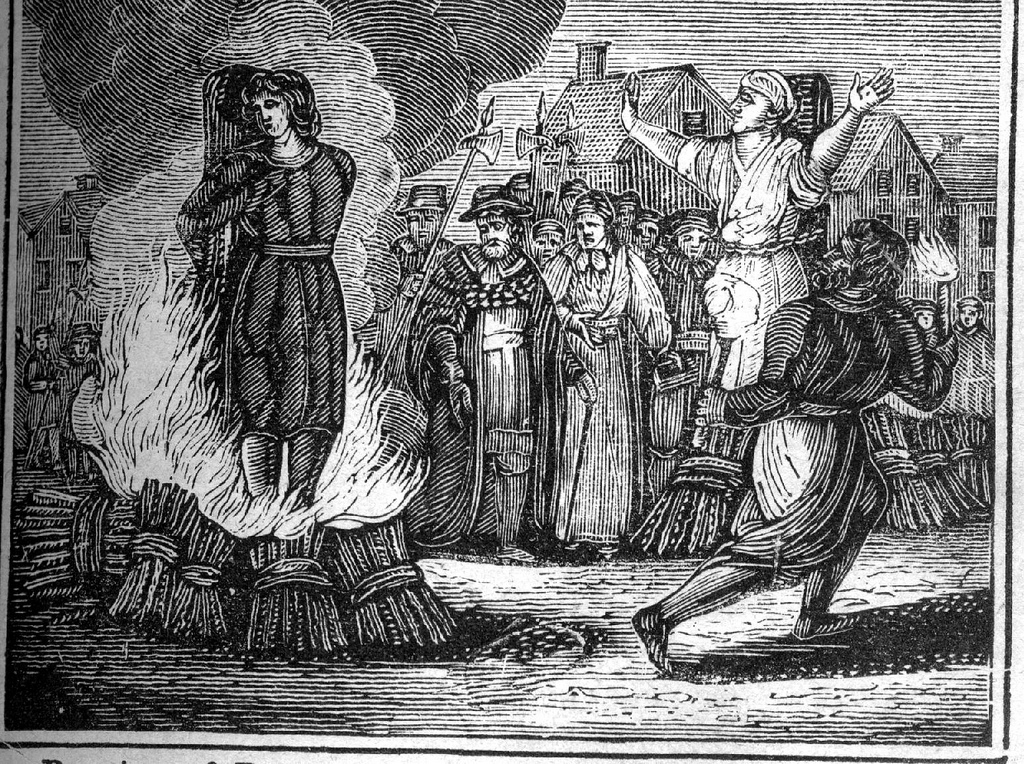
Illustration du XIX de l'exécution d'une sorcière par le bûcher

Petronilla de Meath : servante irlandaise condamnée au bûcher pour sorcellerie en 1324. Elle est au service de dame Alice Kyteler, une noble irlandaise, lorsqu'à la mort de son quatrième époux, dame Kyteler se retrouve accusée de pratiquer la sorcellerie, et Petronilla d'être sa complice.
- Jeanne d'Arc (Joan of Arc) : héroïne de l'histoire de France, cheffe de guerre et sainte de l'Église catholique, connue depuis l'époque comme « la Pucelle d'Orléans », et depuis le XIXe siècle comme « mère de la nation française ».
- Angéle de la Barthe (Angéle de la Barthe) : femme noble, elle est accusée de sorcellerie et confesse sous la torture. Elle est condamnée et brûlée vive. La ville de Toulouse n'a pas de documents quant à son procès, ce qui fait que l'on questionne la véracité de son histoire.
- Madeleine de Demandolx (Madeline de Demandolx) : les possessions d'Aix-en-Provence sont une affaire d'hystérie collective qui se déroula en Provence au début du XVIIe siècle où elles furent qualifiées de séduction diabolique. Des religieuses ursulines d'Aix-en-Provence, dont les sœurs Madeleine de Demandolx de la Palud et Louise Capeau se déclarèrent ensorcelées par la faute de Louis Gaufridi, moine bénédictin de Saint-Victor de Marseille et curé des Accoules. En dépit de puissants soutiens, dont celui des archevêques d'Avignon et d'Aix-en-Provence, le prêtre est décrété coupable, après avoir été convaincu de sorcellerie et de magie et est brûlé vif.
- Catherine Deshayes : aventurière française. Chiromancienne, avorteuse, se livrant à la pratique des messes noires, elle fut mêlée à l'affaire des poisons (entre 1679 et 1682). Elle aurait agi pour le compte de Madame de Montespan, qui était alors délaissée par Louis XIV pour Mademoiselle de Fontanges et voulait revenir en faveur par ses sortilèges.
- Maria de Zozoya : exécutée pour sorcellerie en 1609 au cours des procès pour sorcellerie au Pays basque, qui font partie de l'Inquisition espagnole.
- Geillis Duncan : femme écossaise accusée au procès des sorcières de North Berwick en 1590.
- Jacobe Felicie : femme médecin française dont le procès exclut les Françaises de l'enseignement et de la pratique de la médecine jusqu'au XIXe siècle.
- Ann Glover (Goody Glover) : dernière personne exécutée pour sorcellerie à Boston, en 1688.
- Guglielma de Bohême (Guillemine) : mystique chrétienne qui s'installe à Milan entre 1260 et 1271. D'abord honorée comme sainte, elle fut décrétée hérétique de manière posthume et ses disciples, les guillelmites, qui l'envisageaient comme l'incarnation féminine de l'Esprit Saint, furent exterminés par l'Inquisition catholique qui élimina matériellement son tombeau de Chiaravalle et brûla sa dépouille au XIVe siècle.
- Margaret Jones : la première à avoir été exécutée pour sorcellerie à la colonie de la baie du Massachusetts, en 1648.
- Margery Jourdemain : femme anglaise exécutée pour sorcellerie en 1441.
- Ursula Kemp (Ursley Kempe) : anglaise accusée d'avoir causé la mort de trois personnes puis pendue pour sorcellerie, en 1582. C'est la première accusée des sorcières de St Osyth (en).
- Alice Kyteler : appelée la sorcière de Kilkenny et a été l'une des premières femmes accusées de sorcellerie en Irlande. Tous ses maris sont morts durant leur mariage[43], la rendant riche, et elle a été accusée de les avoir tués. Elle a échappé à davantage d'accusations grâce à ses connexions aristocratiques et s'est enfuie en Angleterre en 1325.
- Piéronne la Bretonne (Pierrone) : compagne de Jeanne d'Arc qu'elle rencontre vers 1430. Comme elle, elle déclare recevoir des visions et soutient que Dieu lui apparaît sous forme humaine, habillé d'une robe blanche et lui parle comme à une amie.
- Marguerite de Porete (Margaret of Poréte) : femme de lettres mystique et chrétienne du courant des béguines, brûlée en 1310 avec son livre Le Miroir des Simples ou, au long, Le Miroir des âmes simples anéanties et qui seulement demeurent en vouloir et désir d'amour.
- Anne Redfearne : les procès des sorcières de Pendle en 1612 font partie des procès de sorcières les plus célèbres de l'histoire anglaise, et sont parmi les mieux documentés du XVIIe siècle. Des onze personnes envoyées en justice - neuf femmes et deux hommes -, dix furent jugées coupables et exécutées par pendaison. Seule une personne fut considérée non coupable. Anne Redferne est l'une de celles trouvées coupables.
- Maria Salvatori : accusée au procès en sorcellerie de Nogaredo.
- Agnes Sampson : guérisseuse et témoin principale au procès des sorcières de North Berwick. On la torture et la force à confesser qu'elle a conspiré avec 200 autres femmes pour tuer, à l'aide du diable, Jacques VI d'Écosse et Ier d'Angleterre. Elle est déclarée coupable et exécutée en 1591[44].
- Alice Samuel : femme âgée, elle est accusée d'être une sorcière par les enfants de son employeur. Le procès des sorcières de Warboys a lieu en 1593, et elle est pendue, de même que deux parents, grâce au témoignage des enfants.
- Anna Maria Schwegelin (Anna Maria Schwagel). Schwägel ou Schwegelin est une Allemande (de Bavière) accusée de sorcellerie, qu'on a longtemps considérée comme la dernière personne à avoir été exécutée pour sorcellerie en Allemagne. On croit qu'elle est morte oubliée en prison.
- Elizabeth Southern : une autre accusée au procès des sorcières de Pendle.
- Gertrud Svensdotter (Gertrude Svensen) : petite fille suédoise dont l'accusation pour sorcellerie déclenche une série de procès en 1668, dont celui de Märet Jonsdotter, le premier de la Grande chasse aux sorcières de 1668-1676 en Suède.
- Tituba : esclave amérindienne de Barbados ou Guiana, appartenant à Samuel Parris de Salem, Massachusetts. C'est une des trois premières personnes à être accusées de sorcellerie au procès de Salem de 1692[45].
- Agnes Waterhouse : femme exécutée pour sorcellerie en Angleterre en 1566.
- Jane Weir : femme britannique exécutée pour inceste et sorcellerie en 1670, sœur du militaire Thomas Weir (en), lui aussi exécuté pour sorcellerie.

### Christine de Pisan

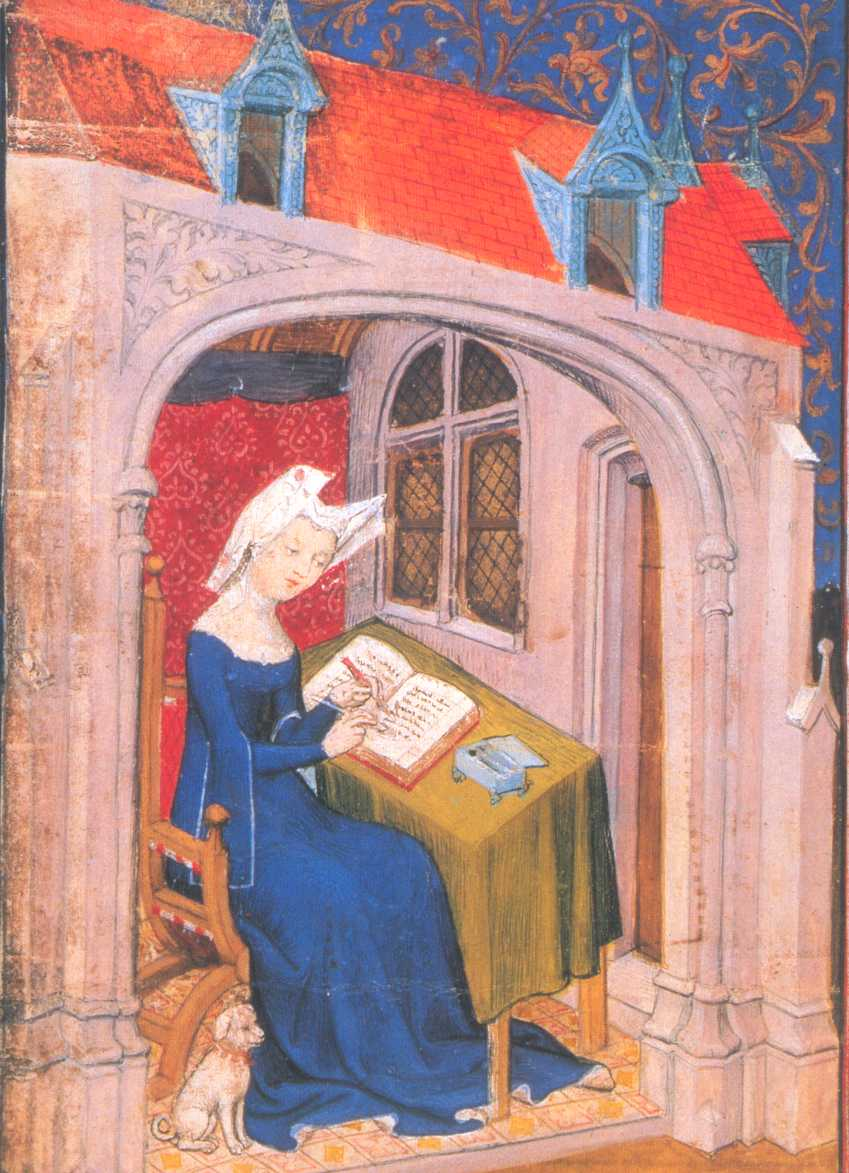
Christine de Pisan écrivant dans sa chambre (1407)

Christine de Pisan. Philosophe et poétesse française de naissance italienne. Considérée comme la première femme de lettres française ayant vécu de sa plume. Son érudition la distingue des écrivains et écrivaines de son époque. Veuve et démunie, elle dut gagner sa vie en écrivant des traités de politique et de philosophie, et des recueils de poésies. Autrice très prolifique, elle se retira dans un couvent à la fin de sa vie, où elle écrivit un Ditié de Jeanne d'Arc. On lui doit, entre autres, Cent ballades d'amant et de dame et la Cité des dames. Son travail majeur a été accompli entre 1400 et 1418.
- Agnes de Dunbar (Agnes of Dunbar). Connue en tant que « Black Agnes » (Agnès la Noire) elle défend avec succès son château familial tandis que son époux, Patrick V, comte de March, était à la guerre en 1337[46].
- Aliénor de Poitiers. Autrice de Les Honneurs de la cour, un ouvrage sur le rituel et l'étiquette de la cour pour toutes les classes sociales. On la considère comme l'Emily Post (écrivaine américaine, autrice d'ouvrages sur le savoir-vivre) du XVe siècle.
- Anastaise : artiste d'enluminures de manuscrits.
- Jane Anger : femme de lettres anglaise dont le seul ouvrage qui a survécu est Her Protection for Women.
- Margaret Beaufort : mère de Henri VII d'Angleterre et grand-mère de Henri VIII d'Angleterre, elle est une figure-clé de la guerre des Deux-Roses et une matriarche d'influence de la maison Tudor. Elle fonde deux collèges de Cambridge : Christ's College et St John's College.
- Juliana Berners (Juliana Bernes) : autrice anglaise ayant écrit des ouvrages traitant d'héraldique, de fauconnerie et de chasse. Elle est aussi considérée comme ayant été une prieure du couvent de Sopwell près de St Albans. Son livre sur la pêche fut le premier livre connu du genre écrit par une femme.
- Marfa Boretskaïa (Martha Baretskaya) : épouse du maire de Veliky Novgorod au XVe siècle et principale meneuse de la lutte contre l'influence grandissante de la Moscovie sur les terres appartenant à la république de Novgorod.
- Bourgot : fille de Jean Le Noir qui l'a assisté dans ses travaux d'enluminure.
- Cobhlair Mor : Irlandaise influente qui a lutté pour la préservation des coutumes gaéliques alors qu'elles avaient été déclarées illégales par les statuts de Kilkenny de 1367.
- Francisca de Lebrija : Espagnole qui enseigne à l'université d'Alcalá de Henares au XVIe siècle.
- Beatriz Galindo (Beatrix Galindo) : femme de sciences et éducatrice espagnole de la fin du XVe siècle et du début du XVIe siècle. Elle est préceptrice de la reine Isabelle de Castille et de ses enfants et professeuse à l'université de Salamanque.
- Clara Hätzlerin : scribe à Augsbourg au XVe siècle, connue pour son manuscrit de chansons, Liederhandschrift (en), utilisé comme source par Carl Orff pour Die Bernauerin.
- Ingrid Persdotter (Ingrida) : religieuse suédoise à l'abbaye de Vadstena, connue pour avoir écrit des lettres d'amour au chevalier Axel Nilsson en 1498.
- Margareta Karthäuserin : religieuse au couvent dominicain à Nuremberg et scribe, vers le milieu du XVe siècle.
- Margery Kempe : mystique anglaise, autrice du Book of Margery Kempe, considérée par certains critiques comme la première autobiographe d'expression anglaise.
- Maddalena Buonsignori : professeuse de droit au XIVe siècle à l'université de Bologne.
- Angèle Mérici (Angela Merici) : fondatrice de l'ordre de Sainte-Ursule. Canonisée en 1807.
- Isotta Nogarola : femme de lettres, une des femmes humanistes les plus connues de la Renaissance italienne. Son ouvrage le plus connu est Dialogue sur Adam et Ève.
- Margaret O'Connor : femme noble irlandaise, reconnue pour son hospitalité.
- Margaret Paston : une des autrices des lettres de Paston, une collection de la correspondance de la famille Paston, de la gentry du Norfolk.
- Modesta Pozzo : femme de lettres vénitienne reconnue comme une des pionnières du féminisme. Son ouvrage le plus connu, Le Mérite des Femmes, a une large influence en Italie et en Europe durant la Renaissance et inspira plusieurs œuvres consacrées à la dignité et l’excellence des femmes.
- Margaret Roper : femme de lettres et traductrice anglaise et une des femmes les plus érudites de l'Angleterre du XVIe siècle. C'est la première femme non noble à publier un livre qu'elle a traduit vers l'anglais, soit A Devout Treatise upon the Paternoster d'Érasme.
- Rose de Burford : marchande et femmes d'affaires du Londres du XIVe siècle. Elle dirige une entreprise de broderie.
- Thérèse de Carthagène (Teresa de Cartagena) : femme de lettres espagnole du XVe siècle. Ses écrits les plus connus sont Arboleda de los enfermos (Boisé des infirmes) et Admiraçión operum Dey (Admiration de l'œuvre de Dieu). Ce dernier ouvrage est considéré par plusieurs critiques comme la première œuvre féministe écrit par une femme espagnole.

### Isabelle d'Este

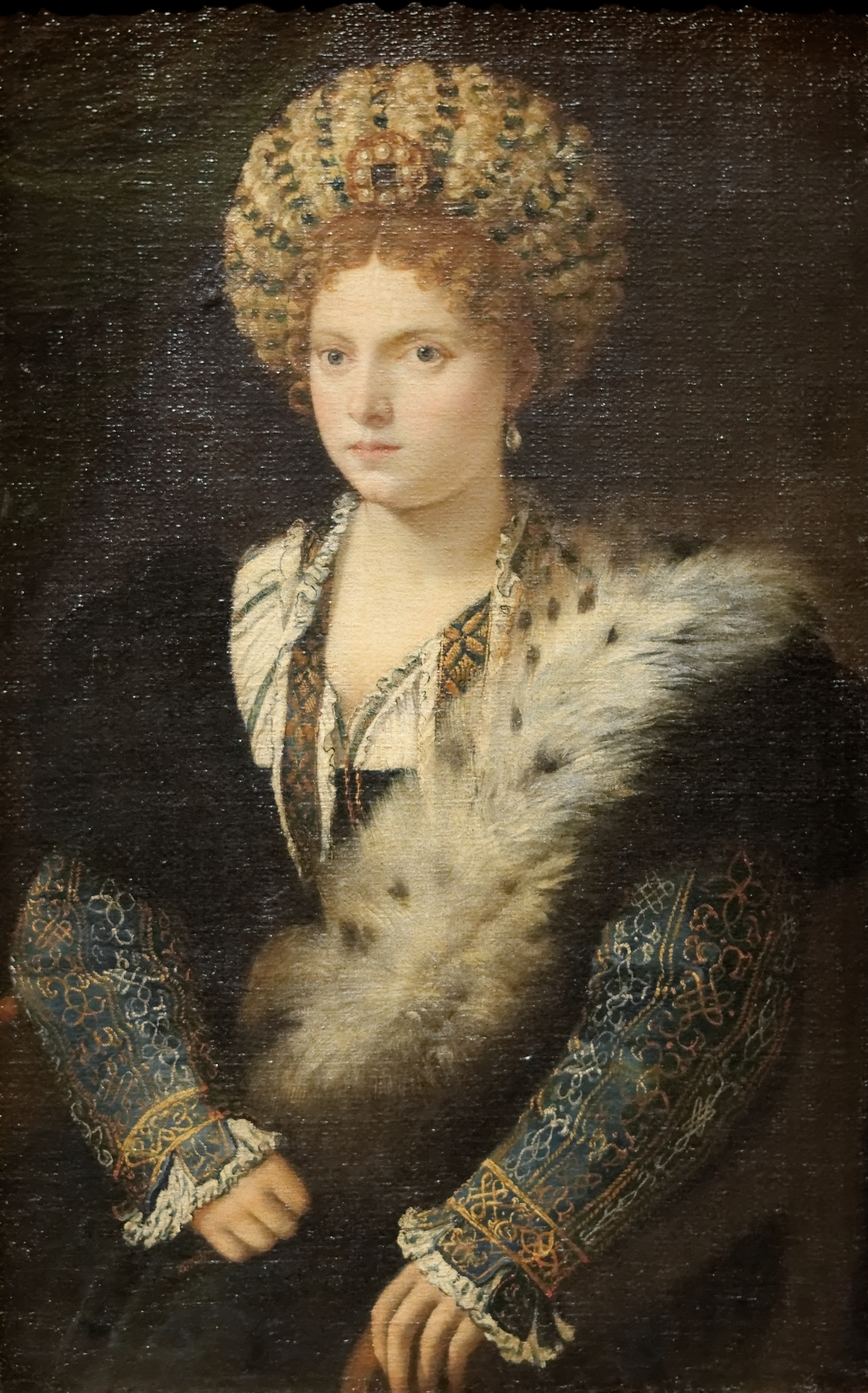
Portrait fort idéalisé d'Isabelle d'Este par Titien (1534/36). Kunsthistorisches Museum

Isabelle d'Este (Isabella d'Este). Noble italienne, l'une des principales femmes de la Renaissance italienne et une figure à la fois culturelle et politique de tout premier plan. Liée tant par la haute naissance que par le mariage à la très grande noblesse d'Espagne, elle est restée célèbre dans l'histoire comme la Première dame de la Renaissance.
- Catherine Adorni. Jeune femme de Ligurie qui a quitté la vie commune pour entrer au couvent pour consacrer sa vie à soigner les malades les plus atteints. Sa doctrine a été conservée dans deux livres : Traité du purgatoire et Les Dialogues.
- Laura Battiferri (Laura Ammanati) : poétesse italienne connue de la Renaissance.
- Isabella Andreini : poétesse et comédienne italienne de la commedia dell'arte.
- Anne de Beaujeu (Anne of Beaujeu) : princesse et régente de France. Après la mort de son mari, Anne de France écrit Enseignements à ma fille, source importante sur l’éducation des jeunes filles de l’aristocratie de l’époque. Elle publie également Histoire du siège de Brest, œuvre littéraire dont l’action se déroule durant la guerre de Cent Ans, qui donne en exemple les actes d’une femme lors d’une situation critique.
- Anne de Bretagne (Anne of Brittany) : aristocrate originaire de Bretagne qui devient, entre autres, reine de France. Elle est un enjeu central dans les luttes d’influence qui aboutiront après sa mort à l’union de la Bretagne à la France. Elle a également été élevée dans la mémoire bretonne en un personnage soucieux de défendre la Bretagne face à l'appétit de ses voisins.
- Mahaut d'Artois (Mahaut of Artois) : princesse de la maison capétienne d'Artois, comtesse d’Artois, pair de France par son titre de comtesse d'Artois, comtesse de Bourgogne par son mariage avec le comte Othon IV de Bourgogne, et belle-mère des rois Philippe V de France et Charles IV de France par les mariages de ses deux filles.
- Dorotea Bocchi (Dorotea Bucca) : médecin et universitaire italienne de la fin du XIVe et du début du XVe siècle.
- Lucrèce Borgia (Lucrezia Borgia) : fille naturelle du cardinal espagnol Rodrigo Borgia (futur pape Alexandre VI). Elle a marqué son époque comme protectrice des arts et des lettres.
- Francesca Caccini : compositrice italienne du début du XVIIe siècle, fille du chanteur et compositeur Giulio Caccini. Cantatrice, claveciniste, luthiste, guitariste, elle fut probablement la première femme ayant composé des opéras.
- Laura Cereta : humaniste et féministe de la Renaissance. La majeure partie de ses écrits est sous forme de lettres à des intellectuels.
- Vittoria Colonna. Noble italienne et poétesse, considérée comme la femme la plus influente de la Renaissance italienne. Amie et muse de Michelangelo.
- Catherine Cornaro (Caterina Cornaro) : reine de Chypre au XVe siècle.
- Isabella Cortese (Isabella Cortesi) : alchimiste Italienne et femme de lettres de la Renaissance.
- Annabella Drummond (Annabella Drummond). Reine consort d'Écosse.
- Cassandra Fedele (Cassandra Fidelis) : érudite italienne de renom des dernières décennies du Quattrocento.
- Veronica Gambara. Poétesse italienne, femme d'État et dirigeante politique. Mariée au seigneur Correggio, après la mort de celui-ci en 1518, elle prend l'État en charge, de même que l'éducation de ses deux enfants.
- Alessandra Giliani. Inventrice d'une méthode pour retirer le sang des veines des cadavres, pour le remplacer par des colorants liquides, dans le but de leur étude. Elle serait morte à 19 ans[48]. Elle était illustratrice médicale et l'assistante de Mondino de' Liuzzi[49]. Cela en a fait une figure mythique en tant que première femme italienne à pratiquer le métier de prosectrice.
- Élisabeth Gonzague (Elizabetta Gonzaga) : duchesse d'Urbino, fit de la cour de son époux, Guidobaldo da Montefeltro, l'un des hauts lieux de la Renaissance.
- Isabelle de Lorraine (Isabella of Lorraine) : duchesse de Lorraine, duchesse consort d'Anjou, reine consort de Naples, comtesse consort du Maine, de Provence et de Guise et reine consort de Jérusalem titulaire.
- Battista Malatesta (Baptista Malatesta) : poétesse de la Renaissance italienne.
- Marie de Médicis (Marie de Medici) : reine consort de France de 1600 à 1610 par son mariage avec Henri IV. Veuve en 1610, elle assure la Régence au nom de son fils, Louis XIII, jusqu'en 1614. Elle devient alors cheffe du Conseil du Roi à la suite du lit de justice du 2 octobre 1614, et ce jusqu'en 1617, date de la prise de pouvoir de son fils.
- Mechtilde d'Allemagne (Mathilda of Germany) : troisième fille d'Otton II du Saint-Empire et de l'impératrice Théophano Skleraina.
- Tarquinia Molza : compositrice, musicienne, poétesse et naturaliste italienne de la Renaissance.
- Jeanne de Montfort : fille de Louis Ier de Flandre, comte de Nevers, et de Jeanne de Rethel, comtesse de Rethel.
- Olympia Fulvia Morata (Olympia Morata) : érudite italienne du XVIe siècle.
- Novella d'Andréa : érudite italienne, professeuse en droit à l'université de Bologne.
- Catherine Sforza (Caterina Sforzia) : fille naturelle de Galéas Marie Sforza, duc de Milan en Italie et de la comtesse Lucrèce Landriani.
- Agnès Sorel (Agnes Sorel). Maîtresse de Charles VII de France et la première à être publiquement reconnue[43]. Ses quatre enfants ont également été reconnus. Elle meurt de dysenterie à l'âge de 28 ans, mais certaines croient qu'elle a été empoisonnée.
- Gaspara Stampa : poétesse italienne considérée comme la plus grande poétesse de la Renaissance italienne et même, parfois, de tous les âges de l'Italie.
- Barbara Strozzi : chanteuse et compositrice italienne.
- Lucrezia Tornabuoni (Lucrezia Tournabuoni) : épouse de Pierre de Médicis et la mère de Laurent le Magnifique. Elle a également laissé une œuvre poétique.
- Tullia d'Aragon (Tullia D'Aragona) : courtisane de classe sociale supérieure, autrice et philosophe, a publié un essai néoplatonique sur la nature de l'amour dans lequel elle promeut l'autonomie des femmes dans les relations romantiques.
- Yolande d'Aragon (Yolanda of Aragon) : la description par Chicago est celle de Yolande d'Aragon, une figure historique importante, en particulier pour le financement de l'armée de Jeanne d'Arc.

### ÉlisabethIred'Angleterre

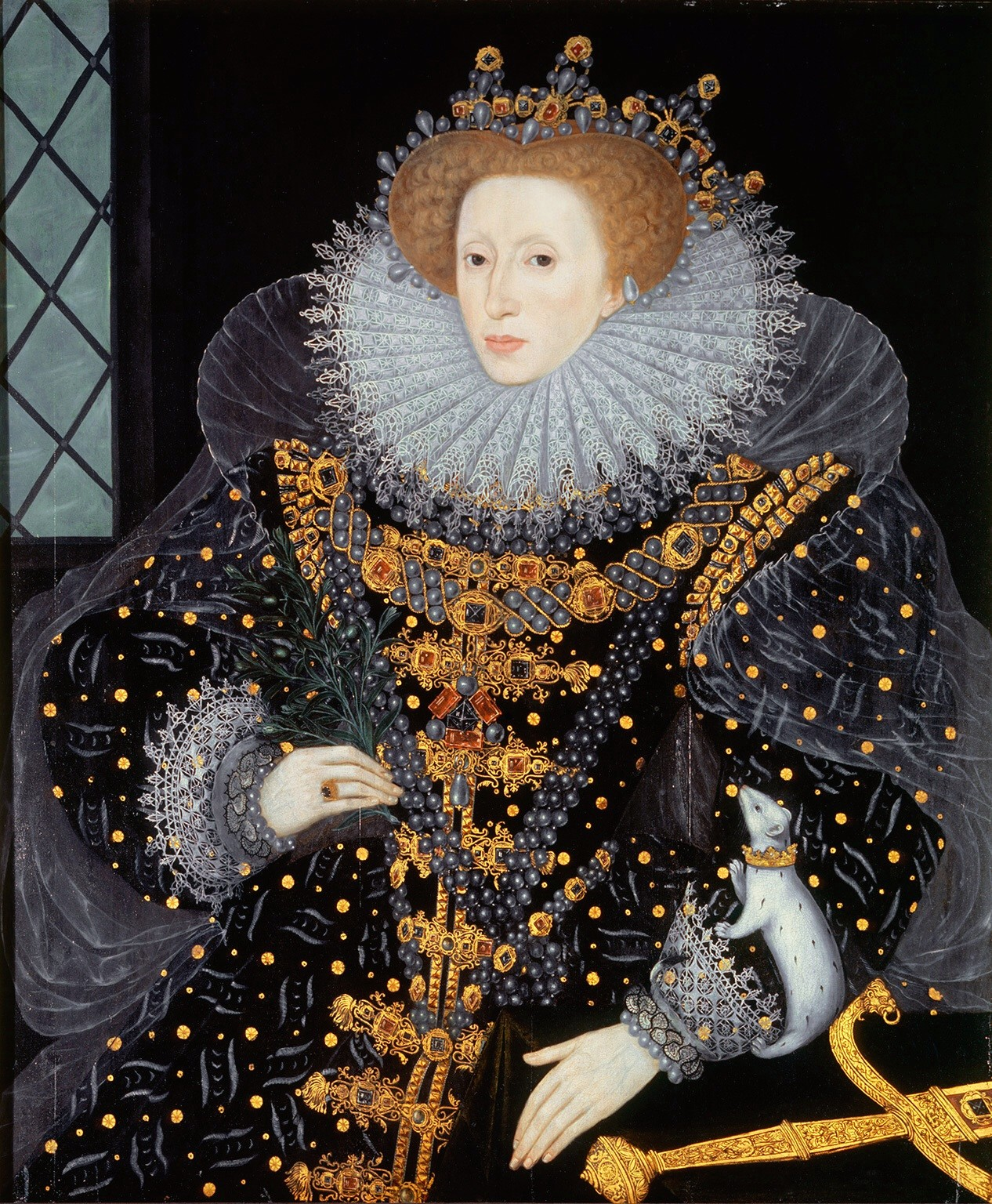
Élisabeth Ire d'Angleterre

Élisabeth Ire (Elizabeth R.) : reine d'Angleterre et d'Irlande de 1558 à sa mort. Son Règlement élisabéthain évolue pour devenir l'Église d'Angleterre. Élisabeth Ire ne se marie jamais, éteignant la lignée Tudor, et elle devient célèbre pour sa virginité. Elle est politiquement plus modérée que l'avait été sa famille : elle est tolérante sur le plan religieux et ne recherche pas à persécuter. En 1570, le pape l'excommunie et autorise ses sujets à ne plus lui obéir : elle échappe alors à plusieurs complots. L'ère élisabéthaine est associée à l'épanouissement du théâtre anglais représenté par William Shakespeare et Christopher Marlowe et aux prouesses maritimes d'aventuriers comme Francis Drake. Élisabeth Ire, reconnue pour son charisme et son caractère obstiné, règne durant 44 années qui ont apporté stabilité et identité nationale au royaume.
- Jeanne d'Albret : reine de Navarre, figure importante du protestantisme en France, elle s'illustra par sa rigueur morale et son intransigeance religieuse. Au début des guerres de religion, elle se sépara de son époux qui avait rejoint le camp catholique et implanta durablement la Réforme calviniste sur ses terres.
- Anne Bacon. Femme de lettres anglaise, mère du philosophe Francis Bacon.
- Catherine II : la « Grande Catherine », elle est impératrice et autocrate de toutes les Russies.
- Catherine d'Aragon (Catherine of Aragon) : reine consort d'Angleterre, avant de voir son mariage annulé par la volonté de son mari Henri VIII. Les circonstances dans lesquelles se déroule l'événement sont à l'origine de l'anglicanisme.
- Georgiana Cavendish : célèbre par sa beauté et son esprit, elle se mêle à certaines luttes politiques, soutient Charles James Fox, écrit (pense-t-on généralement) un roman épistolaire (The Sylph) paru anonymement en 1779 et des poèmes, dont le principal est le Passage du mont Saint-Gothard, traduit par Jacques Delille, 1802.
- Christine de Suède (Christina of Sweden) : « Roi » de Suède ayant eu une grande l'influence dans les domaines des sciences, des lettres et des arts, de la politique et des milieux ecclésiastiques (de nombreux cardinaux fréquentés à Rome pouvaient être à la fois érudits et mécènes).
- Marie de Cotteblanche (Maria de Coste Blanche) : noble française connue pour sa maîtrise des langues et ses traductions d'ouvrages de l'espagnol au français.
- Elizabeth Danvers (en) (Elizabeth Danviers) : noble anglaise, connue comme une habile politicienne.
- Catherine Tishem (en) (Catherine Fisher) : Néerlandaise qui a fui les persécutions religieuses vers Angleterre. Elle est connue pour sa grande érudition.
- Pernette du Guillet (Penette de Guillet) : poétesse française, autrice de Rymes de gentille et vertueuse dame, Pernette du Guillet.
- Kenau Simonsdochter Hasselaer (Kenau Hasselaer) : marchande de Haarlem qui est devenue une héroïne légendaire en défendant sa ville lors du siège de Haarlem.
- Hedwige Ire de Pologne (Jadwiga) : « Roi » de Pologne au XIVe siècle.
- Elizabeth Hoby : membre influente de la cour d'Élisabeth Ire, connue pour ses talents en poésie et en musique.
- Isabelle de Castille (Isabella of Castile) : dite Isabelle la Catholique, reine de Castille et León de 1474 à 1504, reine d'Aragon, de Majorque, de Valence, de Sardaigne, de Sicile (1479-1504) et de Naples (1503-1504).
- Sarah Jennings : femme de John Churchill, premier duc de Marlborough. Elle est considérée comme l’une des femmes les plus influentes de l’histoire des îles Britanniques, du fait de sa proximité avec la reine Anne.
- Isabel de Josa (Isabella de Joya Roseres) : noble catalane, philosophe, humaniste, latiniste et spécialiste de la théologie de Jean Duns Scot. Elle est l'autrice du traité (perdu) Tristis Isabella.
- Helene Kottanner : (Helene Kottauer) : femme de lettres hongroise, connue pour ses mémoires des années 1439 et 1440, et servante pour la reine Élisabeth de Luxembourg (1409-1442).
- Lilliard : jeune femme qui, selon des écrits apocryphes, a combattu à la bataille d'Ancrum Moor, lors de la guerre de Rough Wooing entre l'Angleterre et l'Écosse, au XVIe siècle.
- Isabella Losa : doctoresse en philosophie en théologie, connue pour sa maîtrise du grec, du latin et de l'hébreu.
- Elizabeth Lucar : autrice du premier ouvrage anglais sur la calligraphie, Curious Calligraphy (1525).
- Margaret de Desmond (Margaret of Desmond) : noble irlandaise, épouse de William Boleyn et via leur fils ainé, Thomas Boleyn, grand-mère d'Anne Boleyn.
- Marguerite d'Autriche (Margaret of Austria) : tante de l'empereur Charles Quint qui lui confia la gouvernance des Pays-Bas.
- Marguerite de Navarre (Margaret of Navarre) : femme de lettres française qui joue un rôle capital au cours de la première partie du XVIe siècle : elle exerce une influence profonde en diplomatie et manifeste un certain intérêt pour les idées nouvelles, encourageant les artistes tant à la Cour de France qu'à Nérac. Elle est aussi connue pour être, après Christine de Pisan et Marie de France, l'une des premières femmes de lettres françaises, surnommée la dixième des muses.
- Marguerite de Scandinavie (Margaret of Scandinavia) : monarque danoise, suédoise et norvégienne. Elle est régente du Danemark à partir de 1375 pour son fils Olaf de Norvège, puis reine de Suède à partir de 1387. Elle est à l'origine de l'union de Kalmar, créée en 1397.
- Marie-Christine de Lalaing : épouse de Pierre de Melun, gouverneur de Tournai. En l'absence de son mari, elle défendit la ville de Tournai contre le duc de Parme, Alexandre Farnèse en 1581.
- Marie de Hongrie (Mary of Hungary) : reine consort de Hongrie et de Bohême de 1522 à 1526, puis gouvernante des Pays-Bas espagnols de 1531 à 1555.
- Marie-Thérèse (Maria Theresa) : Archiduchesse d'Autriche, reine de Hongrie, de Bohème et de Croatie, etc.[50], épouse de François-Étienne de Lorraine (l'Empereur François Ier). Surnommée « La Grande », elle est connue dans l'histoire comme l'impératrice Marie-Thérèse[51]. Par mariage, elle a été duchesse de Lorraine et grande duchesse de Toscane. Seule femme souveraine des possessions des Habsbourg, elle est restée, dans la mémoire collective, comme l'une des plus grandes monarques de son époque. Elle fut souvent considérée comme souveraine de facto du Saint-Empire.
- Gracia Mendesa : figure de la Renaissance, qui géra une immense fortune familiale et prêta de l'argent aux rois, tout en venant en aide aux juifs persécutés à travers l'Europe.
- Grace O'Malley : femme piratesse irlandaise. O'Malley est la version anglicisée de son nom irlandais Gráinne Ni Mháille, et elle fut surnommée Granuaile.
- Catherine Pavlovna : grande-duchesse de Russie, par mariages, elle fut duchesse d'Oldenbourg puis reine de Wurtemberg.
- Élisabeth Petrovna (Elizabeth Petrovna) : impératrice de Russie qui régna de 1741 à 1762.
- Philippa de Hainaut (Philippa of Hainault) : reine d'Angleterre, en tant qu'épouse du roi Édouard III d'Angleterre.
- Oliva Sabuco : pionnière espagnole de la médecine psychosomatique.
- Mary Sidney : comtesse de Pembroke et sœur du poète Philip Sidney, est une femme de lettres britannique.
- Anne Sophie (Anna Sophia). Fille de Maurice de Saxe, épouse de Guillaume Ier d'Orange-Nassau.
- Sophie de Mecklembourg (Sophia of Mechlenberg) : reine consort de Danemark et de Norvège en tant qu'épouse du roi Frédéric II de Danemark.
- Jean de Sutherland (Jane of Sutherland) : riche noble écossaise et la première femme de James Hepburn, Earl of Bothwell qui devient, après son divorce de la Dame Jean, le troisième mari de la reine Mary Stuart.
- Elizabeth Talbot. Aristocrate anglaise.
- Elizabeth Jane Weston (en) (Jane Weston) : poétesse anglo-tchèque, connue pour sa poésie néo-latine.

### Artemisia Gentileschi

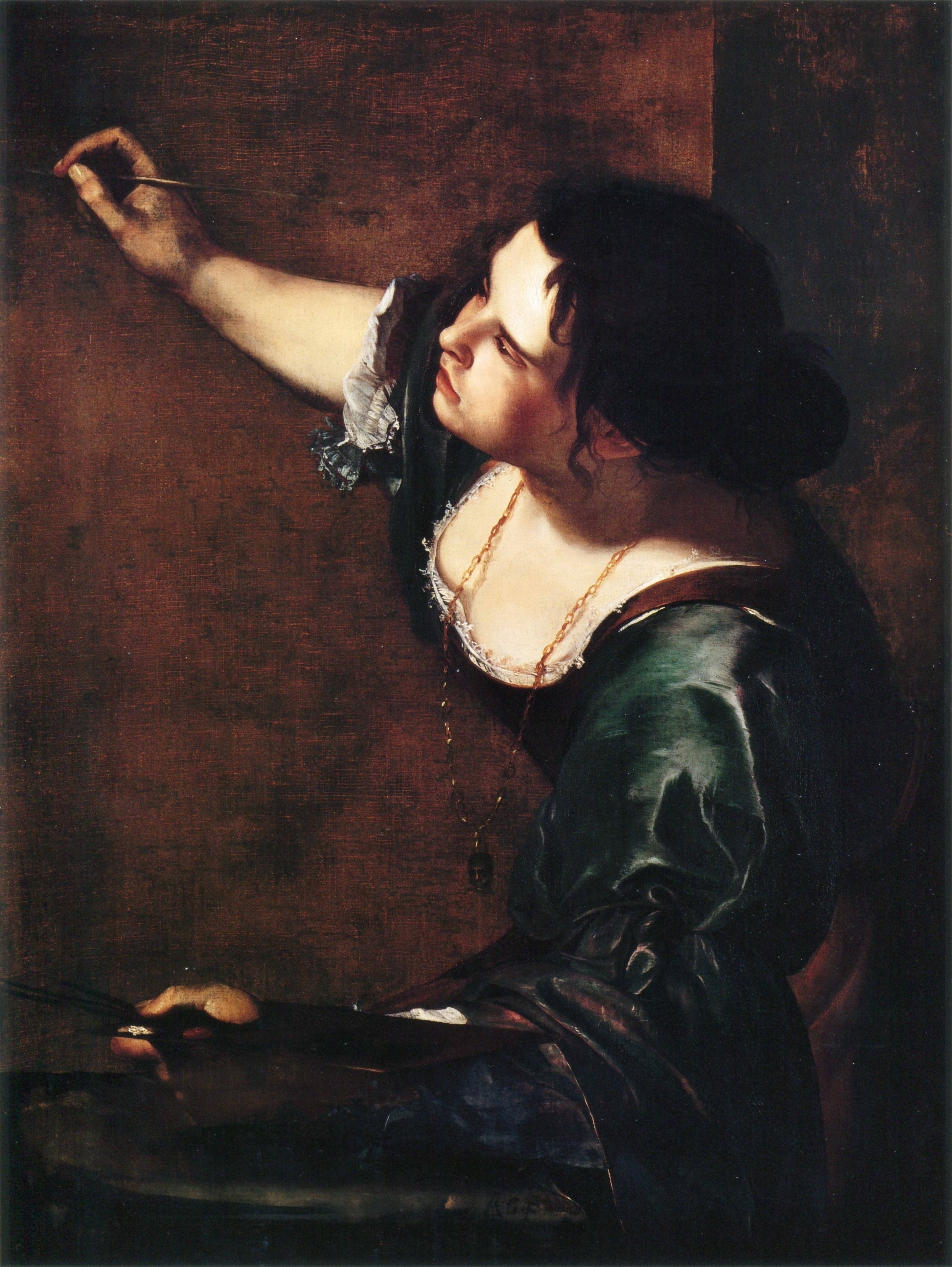
Artemisia Gentileschi, autoportrait

Artemisia Gentileschi : artiste-peintre italienne de l'école caravagesque du XVIIe siècle, peintre de cour à succès, sous le patronage des Médicis et de Charles Ier d'Angleterre qui s'impose par son art à une époque où les femmes peintres sont difficilement acceptées. Elle est également l'une des premières femmes à peindre des sujets historiques et religieux. On attribue à son viol et au procès humiliant qui s'ensuivit l'obscurité et la violence graphique, en particulier du tableau célèbre qui montre Judith décapitant froidement Holopherne. Ses peintures expriment souvent le point de vue féminin.
- Maria de Abarca : peintre espagnole, XVIIe siècle.
- Sofonisba Anguissola (Sophonisba Anguisciola) : femme peintre italienne maniériste spécialisée dans les portraits, qui a été active au XVIe et au début du XVIIe siècle.
- Leonora Baroni : chanteuse, compositrice, théorbiste et gambiste italienne, fille de Adriana Baroni-Basile.
- Rosalba Carriera : peintre vénitienne, qui lança la mode du pastel en France lors de son passage à Paris en 1720.
- Marie Champmeslé : actrice et tragédienne française du XVIIe siècle.
- Élisabeth Chéron (Elizabeth Cheron) : peintre sur émail et graveur.
- Elizabeth Farren : actrice anglaise de la fin du XVIIIe siècle.
- Lavinia Fontana : peintre italienne maniériste de l'école romaine.
- Fede Galizia : femme peintre italienne de l'époque baroque, qui a été active au XVIIe siècle.
- Marguerite Gérard (Marguerite Gerard) : artiste peintre française.
- Nell Gwynne (Nell Gwyn) : actrice anglaise, la plus célèbre des nombreuses maîtresses du roi Charles II d'Angleterre.
- Catarina van Hemessen (Caterina Van Hemessen): peintre flamande de la Renaissance, première femme peintre flamande dont on connaisse des œuvres avec certitude et le premier peintre, de tout genre, dont nous disposons d'un autoportrait, assis devant un chevalet.
- Angelica Kauffmann (Angelica Kauffman) : peintre italienne et cofondatrice de la Royal Academy.
- Joanna Koerten (Joanna Koerton) : artiste néerlandaise du tournant du XVIIIe siècle.
- Adélaïde Labille-Guiard (Adelaide Labille-Guiard) : portraitiste, membre de l'Académie royale de peinture et de sculpture, militante pour l'éducation des femmes.
- Judith Leyster : peintre hollandaise qui a particulièrement innové dans le domaine des scènes domestiques avec ses scènes paisibles de femmes à la maison, dont le thème ne deviendra populaire en Hollande que dans les années 1650.
- Onorata Rodiani (Honorata Rodiana) : peintre et condottiere italienne « semi-légendaire ».
- Luisa Roldán (Luisa Roldain) : sculptrice espagnole baroque.
- Properzia de Rossi : sculptrice italienne de la Renaissance.
- Rachel Ruysch : peintre néerlandaise qui se consacra toute sa vie aux natures mortes de fleurs.
- Maria Sibylla Merian : naturaliste et une artiste-peintre. Elle mit son talent de dessinatrice, acquis au sein d'une famille d'éditeurs et d'illustrateurs célèbres, au service des observations naturalistes très détaillées qu'elle conduisit notamment sur la métamorphose des papillons.
- Sarah Siddons : actrice britannique du XVIIIe siècle, connue pour son rôle dans les tragédies.
- Elisabetta Sirani (Elizabette Sirani) : artiste peintre italienne dans la lignée de Guido Reni.
- Sabina Von Steinbach : sculptrice du XIIIe siècle qui fut responsable du groupe de statues des portes sud de la Cathédrale de Strasbourg.
- Levina Teerlinc (Levina Teerling) : miniaturiste flamande de la Renaissance qui a été portraitiste officielle à la cour d'Édouard VI, de Marie Ire et d'Élisabeth Ire.
- Luiza Todi : chanteuse d’opéra portugaise.
- Marie Vernier (Marie Venier) : actrice française du XVIIe siècle, la première à être connue par son nom.
- Élisabeth Vigée Le Brun (Elizabeth Vigeé-Lebrun) : peintre française, considérée comme une grande portraitiste de son temps à l'égal de Quentin de La Tour ou Jean-Baptiste Greuze.

### Anne de Schurman

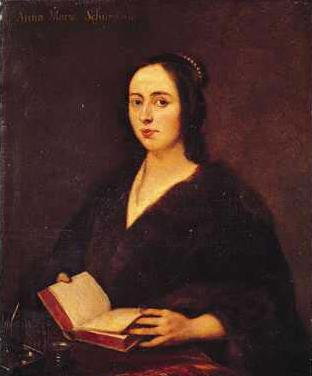
Anne de Schurman

Anne de Schurman (Anna van Schurman). Poétesse, artiste et érudite des Provinces-Unies. Fascinée par Jean de Labadie et attirée par la conception d’une église de renés, Anna Maria van Schurman devient son principal soutien. Après que Labadie, en 1666, eut été appelé à l'église wallonne de Middelbourg, elle voyageait régulièrement en Zélande, accompagnée de quelques amis, pour y assister à des exercices religieux. La secte s'installe à Amsterdam, où elle ne fut pas bien accueillie, raison pour laquelle elle gagne le Danemark, où Labadie meurt, puis Wieuwerd (Frise), où Anna Maria van Schurman s'éteint.
- Maria Agnesi : mathématicienne italienne connue pour avoir écrit un traité d'analyse mathématique renommé pour sa clarté et l'unité de sa méthode. Elle est nommée à l'université de Bologne par le pape Benoît XIV, mais n'y a jamais enseigné. Délaissant la science après la mort de son père, elle consacre la seconde partie de sa vie à « servir Dieu ainsi que le prochain ».
- María de Ágreda (Maria de Agreda) : mystique espagnole qui elle aurait vécu une série de visions extatiques du Saint-Esprit, de la passion du Christ, de la Pentecôte, de l'Enfant-Jésus et de la Reine des anges. Elle tombait en ravissement devant le Saint-Sacrement, semblait avoir un don de lévitation et aurait reçu des apparitions de la Sainte Vierge, qui l'aurait chargée de la mission d'écrire l'histoire de sa vie.
- Mariana Alcoforado (Marianna Alcoforado) : religieuse portugaise du Couvent de Nossa Senhora da Conceição (Notre Dame de la Conception) qui serait l'autrice des cinq Lettres portugaises qui auraient été adressées à Noël Bouton de Chamilly, comte de Saint-Léger, officier qui se battit sur le sol portugais, sous les ordres de Frederic de Schomberg, pendant la Guerra da Restauração (guerre de Restauration de l'indépendance).
- Anne-Amélie (Anna Amalia) : duchesse de Saxe-Weimar-Eisenach qui a exercé la régence pour son fils mineur au XVIIIe siècle. Femme politique avisée, elle est également connue pour ses talents de pianiste et de compositrice.
- Anne Askew : poétesse anglaise et une protestante convertie qui a été condamnée pour hérésie.
- Mary Astell : théologienne anglaise qui est l'une des premières femmes érudites à critiquer les théories de l'assujettissement des femmes. Mary Astell a su mettre en évidence les contradictions du nouveau droit naturel qui, d'un côté, fondait le contractualisme politique et, de l'autre, excluait les femmes du même contrat. En 1694, son ouvrage Serious Proposal to the Ladies for the Advancement of their True and Greatest Interest présente un plan pour un collège exclusivement pour femmes.
- Laura Bassi : mathématicienne et physicienne italienne, première femme professeuse d'université en Europe.
- Ann Baynard (Anne Baynard) : philosophe naturel et modèle de piété.
- Aphra Behn : prolifique dramaturge et romancière anglaise de la fin du XVIIe siècle, que l’on décrit souvent comme l’une des premières femmes de lettres professionnelles d'Angleterre. Elle a contribué à la littérature de la Restauration anglaise.
- Luisa Carvajal y Mendoza (Luisa de Carvajal) : noble espagnole, poétesse et femme de lettres sur des sujets religieux.
- Bernarda de Lacerda (Bernarda de la Cerda) : érudite portugaise, femme de lettres et dramaturge.
- Elena Cornaro (Helen Cornaro) : philosophe et mathématicienne italienne, membre de la famille Cornaro, qui donna quatre doges à la république de Venise.
- Izabela Czartoryska (Isabela Czartoryska) : noble polonaise, femme de lettres, collectrice d'art et fondatrice du premier musée polonais, le musée Czartoryski de Cracovie.
- Anne Dacier : philologue et traductrice française très réputée en son temps.
- Luise Gottsched : femme de lettres allemande.
- Jeanne Marie Guyon : mystique française.
- Glückel von Hameln (Glueckel von Hameln) : commerçante juive, connue pour son Journal intime qui contient un tableau fort détaillé de la vie juive en Allemagne de la fin du XVIIe siècle et du début du XVIIIe siècle.
- Marie le Jars de Gournay : femme de lettres française des XVIe et XVIIe siècles et « fille d’alliance » de Michel de Montaigne, dont elle publia en 1595 la troisième édition des Essais, augmentée de toutes les corrections manuscrites du philosophe.
- Zsuzsanna Lorántffy (Susanna Lorantffy) : princesse consort de Transylvanie, calviniste passionnée ayant assisté à l'introduction du protestantisme dans l'Église de son pays.
- Bathsua Makin : proto-feminist de la classe moyenne anglaise qui a contribué aux critiques émergentes sur la place des femmes dans les sphères domestiques et publiques dans l'Angleterre du XVIIe siècle.
- Lucrezia Marinella (Lucretia Marinelli) : écrivaine italienne, défenseuse des droits de la femme en Italie. Elle est connue pour son texte La Noblesse et l'excellence des femmes et les défauts et vices des Hommes publié en 1600.
- Marie de Miramion : aristocrate française du XVIIe siècle.
- Caritas Pirckheimer (en) (Charitas Pirckheimer) : abbesse du couvent de Saint Clara à Nuremberg, elle s'oppose à la Réforme protestante.
- Birgitte Thott (Bridget Tott) : connue pour avoir produit les premières traductions de la littérature classique romaine en danois.
- Barbara Uthmann (Barbara Uttman) : a offert l'un des plus grands supports à la dentelle aux fuseaux.
- Hortensia von Moos : érudite suisse de plusieurs domaines dont la théologie et la médecine. Connue pour ses écrits sur la condition féminine et considérée comme précurseuse par les mouvements de femmes en Suisse.
- Marie Antoinette Walpurge (Maria Antonia Walpurgis) : princesse de Bavière, compositrice, chanteuse, joueuse de clavecin et mécène, connue notamment pour ses opéras Il trionfo della fedeltà (Dresde, été 1754) et Talestri, regina delle amazoni (Nymphenburg, 6 février 1760). Elle est régente de Saxe de 1763 à 1768.
- Hannah Woolley : écrivaine anglaise connue pour avoir publié les premiers ouvrages sur la gestion du ménage et probablement la première à gagner sa vie de cette façon.

## Aile III

### Anne Hutchinson

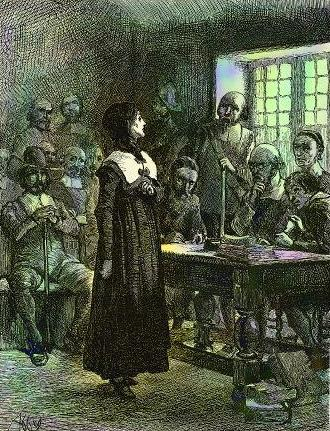
Le procès d'Anne Hutchinson

Anne Hutchinson. Puritaine dissidente de la Colonie de la baie du Massachusetts. Elle affirme que la Bible peut être interprétée individuellement, par elle comme par toute personne ordinaire.
- Abigail Adams : abolitionniste, militante pour le droit des femmes à l'éducation, femme de John Adams.
- Hannah Adams : autrice d'ouvrages de religion comparée et d'histoire des débuts des États-Unis. Elle est la première femme aux États-Unis ayant travaillé comme écrivaine professionnelle.
- Mary Alexander : marchande coloniale d'influence dans le New York du XVIIIe siècle.
- Penelope Barker : Américaine à l'origine du Edenton Tea Party, une manifestation politique qui a marqué un début de l'engagement des femmes en politique.
- Helena Blavatsky (Helen Blavatsky) : l'une des membres fondatrices de la Société théosophique et d'un courant ésotérique auquel elle donna le nom générique de « théosophie », concept antique selon lequel toutes les religions et philosophies possèdent un aspect d'une vérité plus universelle.
- Mary Bonaventure (en) : religieuse de l'ordre des Pauvres Dames et historienne irlandaise.
- Anne Bradstreet : première femme écrivaine et première poétesse américaine dont les œuvres ont été publiées, considérée comme la première écrivaine importante dans les colonies américaines.
- Margaret Brent : militante pour les droits des femmes des débuts des colonies anglaises américaines.
- Hannah Crocker : militante pour les droits des femmes et femme de lettres des colonies anglaises américaines, ainsi qu'espionne dans la guerre civile américaine.
- Mary Dyer : Anglaise quaker qui fut pendue à Boston dans le Massachusetts pour avoir dénoncé les lois anti-quaker de la colonie. Elle est considérée comme la seule femme exécutée pour avoir soutenu la liberté de religion sur le territoire des futurs États-Unis.
- Mary Baker Eddy : fondatrice du mouvement de la Science chrétienne et de L’Église du Christ, Scientifique. Elle a créé une société d'édition qui publie encore de nos jours plusieurs magazines et un journal d'information international le Christian Science Monitor. Par son œuvre en tant qu'autrice, guérisseuse, professeuse, conférencière elle a été une des premières femmes à tenir une place dans la vie publique de la société américaine du XIXe siècle.
- Margaret Fell Fox : l'une des fondatrices de la Société religieuse des Amis (quakers), elle est surnommée « la mère du quakerisme ». Elle fait partie des premières prédicatrices quakers dont le groupe est connu sous le nom de « The Valiant Sixty ».
- Mary Katherine Goddard : éditrice et maîtresse de poste américaine, la première à avoir imprimé la Déclaration d'indépendance des États-Unis avec tous ses signataires.
- Catherine Greene : épouse du général Nathanael Greene de la guerre d'indépendance des États-Unis. Mère de cinq enfants, elle est aussi la conceptrice principale du Cotton gin, bien que l'histoire ne lui la reconnaisse pas et donne le crédit à Eli Whitney.
- Selina Hastings (Selin Hastings) : cheffe de file religieuse qui a joué un rôle important dans le réveil religieux du XVIIIe siècle ainsi que dans le méthodisme en Angleterre et au Pays de Galles. Elle a laissé une dénomination chrétienne, Connexion de la comtesse de Huntingdon, en Angleterre et au Sierra Leone.
- Henrietta Johnston : pasteliste active dans les colonies anglaises d'Amérique du Nord d'environ 1708 jusqu'à sa mort. Elle est à la fois la première femme artiste connue et la première pasteliste des colonies anglaises.
- Ann Lee (1736-1784) : s'est jointe aux Shakers et déménage en Amérique après avoir été en prison en Angleterre pour avoir eu une vision qui a influencé le système de croyances shaker à propos du célibat. Elle fait aussi de la prison à New York pour causes de trahison après avoir refusé de jurer allégeance.
- Marie de l'Incarnation : mystique ursuline et missionnaire catholique. Elle a fondé les Ursulines de la Nouvelle-France.
- Judith Murray : militante américaine des premières heures pour les droits des femmes, écrivaine et poétesse.
- Mercy Otis Warren : connue comme la « conscience de la révolution américaine », certains historiens la surnomment même « la première dame de la révolution ». Elle écrivit plusieurs pièces de théâtre anti-britanniques et anti-loyalistes entre 1772 et 1775 puis elle fut la première à donner une interprétation jeffersonienne (anti-fédéraliste) de la Révolution intitulé History of the Rise, Progress, and Termination of the American Revolution, publié en trois volumes en 1805.
- Sarah Peale : portraitiste américaine ayant représenté des figures politiques et militaires notables dont Lafayette.
- Margaret Philipse (en) : marchande de la province coloniale de New York.
- Eliza Lucas Pinckney (en) : agricultrice des premières heures en Caroline du Sud qui a eu un impact majeur sur cette économie.
- Molly Pitcher (en) : femme, peut-être légendaire ou composite de plusieurs femmes, qui s'est battue à la bataille de Monmouth.
- Deborah Sampson : femme d'origine modeste qui se travestit en homme afin de s'enrôler dans l'Armée continentale pendant la guerre d'indépendance américaine. Elle servit pendant 17 mois sous le nom de Robert Shurtliff et fut libérée de son service à West Point, sans que son déguisement n'ait été percé à jour par ses compagnons d'armes et sa hiérarchie.
- Susanna Wesley (en) : connue comme la mère du méthodisme.
- Phillis Wheatley : première poétesse noire américaine de renom. Son livre Poems on Various Subjects fut publié en 1773, trois ans avant le début de la révolution américaine.

### Sacagawea

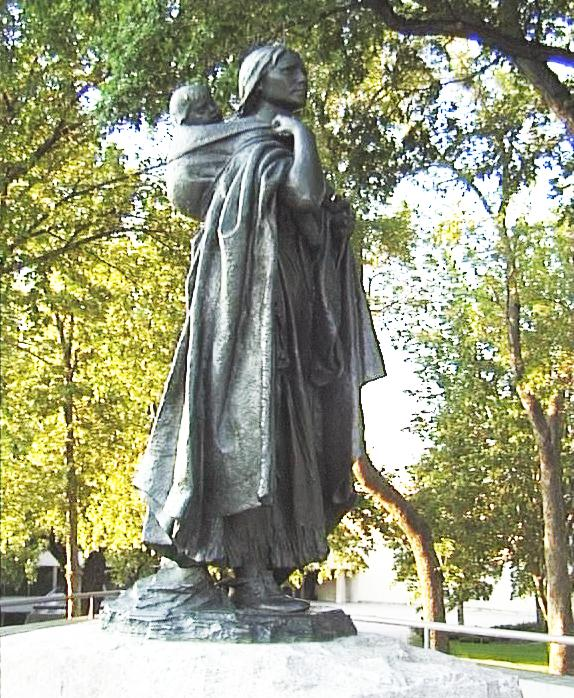
Sacagawea

Sacagawea (Sacajawea). Amérindienne de la tribu des Shoshones. Elle est enlevée à l'âge de 11 ans par les Hidatsa et vit avec eux comme esclave. Gagnée à un jeu de hasard par Toussaint Charbonneau, un trappeur canadien-français qui l'épouse, elle est, à l'âge de 15 ans, l'interprète et la guide de l'expédition Lewis et Clark.
- Anacaona (Anaconda) : cheffe Taïnos, poétesse et autrice de chansons.
- Awashonks (en) : cheffe (sachem) des Sakonnet (en).
- Maria Bartola : femme aztèque du XVIe siècle, reconnue comme la première historienne du Mexique.
- Ana Betancourt : mambisa, et l'une des féministes cubaines de la première génération.
- María Luisa Bombal (Maria Luisa Sanchez) : femme de lettres chilienne considérée comme l'une des écrivaines les plus novatrices de l'Amérique latine. De 1937 à 1940 elle écrit des scénarios pour la compagnie argentine Sonofilm et des nouvelles.
- Capillana : cheffe d'État au Pérou, avant l'arrivée des Espagnols.
- Rosana Chouteau (en) (Rosa Chouteau) : première femme cheffe de la Osage Beaver Band, des Osages.
- Juana de la Cruz : religieuse catholique (hiéronymite), poétesse et dramaturge de la Nouvelle-Espagne. Son œuvre poétique figure parmi les plus emblématiques de la langue espagnole.
- Josefa de Domínguez (Josefa de Dominguez) : partisane de l'indépendance lors de la guerre d'indépendance du Mexique.
- Ehyophsta : femme cheyenne qui a combattu les Shoshones.
- Candelaria Figueredo : patriote cubaine qui a lutté pour l'indépendance de Cuba d'envers l'Espagne.
- Isabel de Guevara : l'une de quelques femmes européennes à devenir colon au nouveau monde.
- Jovita Idar : journaliste américaine, militante pour les droits civiques et pour ceux des personnes Mexico-Américaines.
- Marie Aioe Dorion (Marie Iowa) : seule femme de l'expédition Astor.
- Kaʻahumanu (Kaahumanu) : reine régente du Royaume de Hawaï, femme de Kamehameha Ier. Femme préférée du roi et la plus puissante politiquement, elle continue à exercer un pouvoir important en tant que Kuhina Nui (en) pendant le règne de ses deux premiers successeurs, Kamehameha II et Kamehameha III.
- La Malinche : femme native américaine (probablement de l’ethnie nahua) qui a accompagné Hernán Cortés et joué un rôle important dans la conquête espagnole du Mexique, en tant qu’interprète, conseillère et intermédiaire: elle est aussi la maîtresse de Cortés dont elle a eu un fils. De nos jours, La Malinche est une figure populaire aux aspects contradictoires : symbole de la trahison, la victime consentante et la mère symbolique du peuple mexicain moderne.
- Carlota Matienzo : féministe et enseignante portoricaine, à qui l'on doit la réforme du système d'éducation de son pays et l'établissement de la Liga Social Sufragista.
- Maria Montoya Martinez : artiste-potière pueblo.
- Luisa Moreno : cheffe de mouvements de travailleurs aux États-Unis.
- Mary Musgrove (en) : médiatrice entre les Creeks et les colons anglais.
- Isabel Le Brun de Pinochet: à l'origine de la réforme de l'éducation des filles, au Chili.
- Pocahontas. Amérindienne de la confédération de tribus Powhatans. Elle est la fille de Wahunsunacock (aussi appelé chef Powhatan) qui a régné sur presque toutes les tribus voisines dans une région, alors appelée Tsenacommacah. La vie de Pocahontas est à l'origine de beaucoup de légendes.
- Magda Portal : poétesse, féministe, militante politique et féministe péruvienne. Elle est connue pour sa participation au mouvement littéraire d'avant-garde à Lima et son engagement politique et en faveur des droits des femmes.
- María del Refugio García (Maria del Refugio Garcia) : figure importante des débuts de la lutte pour les droits des femmes, au Mexique.
- Laura N. Torres (Laura Torres) : journaliste mexicaine et fondatrice d'une des premières associations pour femmes de son pays.
- Ofelia Uribe de Acosta (Ojelia Uribe de Acosta) : suffragette colombienne.
- Etelvina Villanueva y Saavedra : poétesse et éducatrice bolivienne, fondatrice d'une organisation féministe importante.
- Andrea Villarreal (Andres Villareal) : enseignante, poétesse, féministe et co-publicatrice de La Mujer Moderna (anglais : The Modern Woman), avec sa sœur.
- Teresa Villarreal (Teresa Villareal) : féministe et militante politique mexicaine.
- Nancy Ward : médiatrice et ambassadrice cherokee.
- Weetamoo (Wetamoo) : noble amérindienne dont la vie est relatée dans le livre historique pour enfants de 1653 The Royal Diaries.
- Sarah Winnemucca (Sara Winnemuca): femme de lettres amérindienne de langue anglaise, de la tribu des Paiutes. Sa Vie parmi les Paiutes (Life Among the Paiutes: Their Wrongs and Claims) décrit les premiers contacts de son peuple avec les explorateurs et les colons blancs.
- Xochitl : femme du roi toltèque Tecpancaltzin (en), de 990 à 1040. Elle l'aide à façonner l'État toltèque et la légende veut qu'elle soit morte au combat[52].

### Caroline Herschel

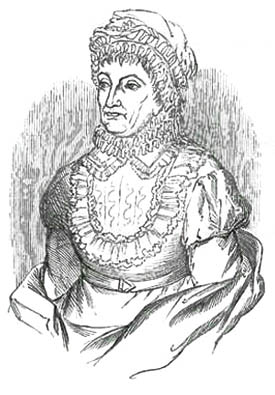
Caroline Herschel

Caroline Herschel : astronome britannique d'origine allemande dont la principale contribution est la découverte de nouvelles comètes
- Marie-Geneviève-Charlotte Thiroux d'Arconville (Genevieve d'Arconville) : chimiste française
- Baronne de Bertereau (Baroness de Beausaleil) : minéralogiste française
- Kata Bethlen (Katherine Bethlen) : femme de lettres hongroise
- Louise Bourgeois (Louyse Bourgeois) : sage-femme connue pour avoir accouché la reine Marie de Médicis.
- Margaret Cavendish : aristocrate anglaise, écrivaine prolifique et scientifique
- Elizabeth Cellier (Mrs. Cellier) : sage-femme anglaise
- Émilie du Châtelet (Émilie du Chatelet) : mathématicienne et physicienne française. Elle est célèbre pour être l'autrice de la traduction française des Principia Mathematica de Newton qui fait toujours autorité aujourd'hui, et également pour avoir été la maîtresse de Voltaire.
- Marie Colinet : sage-femme suisse
- Angélique du Coudray (Angelique de Coudray) : sage-femme de cour pour Louis XV de France qui a entraîné environ 4 000 femmes pauvres françaises comme sages-femmes.
- Frau Cramer (en) : sage-femme allemande et néerlandaise
- Maria Cunitz : astronome née en Silésie
- Justina Dietrich (Justine Siegemund) : sage-femme allemande
- Jeanne Dumée (Jeanne Dumeè) : astronome et autrice française
- Sophie Germain : mathématicienne et philosophe française
- Louise Le Gras : sainte de l'Église catholique, connue pour avoir été proche de Saint Vincent de Paul et avoir fondé les "Filles de la Charité".
- Anne Halkett : écrivaine religieuse et autobiographe
- Mother Hutton : pharmacienne britannique, connue pour avoir découvert l'utilité de la digitale pour les troubles cardiaques.
- Annie Jump Cannon : astronome américaine. Au début du XXe siècle, Edward Charles Pickering, le directeur du Harvard College Observatory, l'engage parmi de nombreuses femmes comme calculatrices afin d'effectuer les opérations complexes de réduction de données. En se basant sur la classification de Williamina Fleming, elle développe un système de classification des différents types de spectres qui est à la base de la classification de Harvard et est toujours utilisé pour désigner les types spectraux des étoiles.
- Josephine Kablick : botaniste et paléontologue tchèque
- Maria Kirch : astronome allemande et l'une des personnalités de sa profession les plus connues de son époque.
- Mary Lamb : femme de lettre anglaise
- Marie Lavoisier (Mary Lavoisier) : femme de science, une artiste-peintre et une illustratrice française.
- Hortense Lepaute (Hortense Lepaut) : mathématicienne et astronome
- Dorothea Leporin-Erxleben : première femme à avoir obtenu un doctorat en médecine en Allemagne.
- Jeanne Mance : pionnière de la Nouvelle-France. Elle a participé à la fondation et à la survie de Montréal, et y a fondé puis dirigé l’hôtel-Dieu de Montréal.
- Martha Mears : sage-femme et autrice anglaise
- Renier Michiel : aristocrate vénitienne ayant contribué à la vie intellectuelle et sociale de la cité.
- Maria Mitchell : astronome américaine
- Anna Morandi (Anna Manzolini) : anatomiste italienne qui, à la suite de la contraction de la tuberculose par son mari, Giovanni Manzolini, anatomiste également et professeur à l'université de Bologne, a enseigné à son tour et est devenue professeuse à sa mort.
- Mary Somerville : écrivaine et scientifique écossaise
- Dorothy Wordsworth : autrice et poétesse anglaise.

### Mary Wollstonecraft

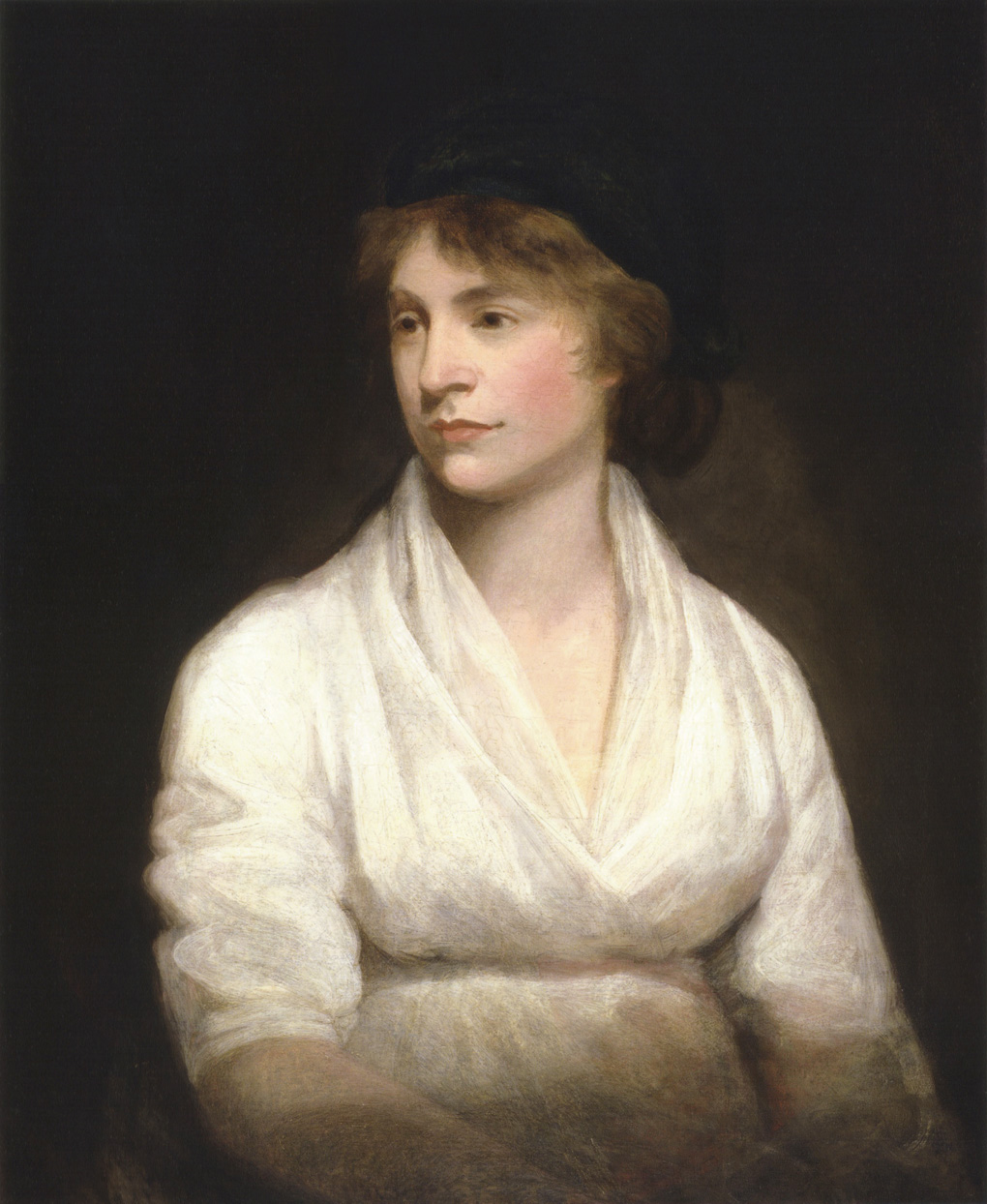
Mary Wollstonecraft.

Mary Wollstonecraft : maîtresse d'école, femme de lettres, philosophe et féministe anglaise, autrice de romans, de traités, d'un récit de voyage, d'une histoire de la Révolution française et d'un livre pour enfants. Elle est surtout connue pour son pamphlet contre la société patriarcale de son temps, Défense des droits de la femme.
- Leonor de Almeida Portugal (Leonor D'Almeïda) : peintre et noble portugaise, du mouvement du néoclassicisme.
- Josefa Amar y Borbón : femme de lettres espagnole, militante pour une réforme de l'éducation en Espagne.
- Bridget Bevan : éducatrice galloise
- Isabella Bird (Isabella Bishop) : exploratrice et écrivaine du XIXe siècle
- Jeanne Campan : éducatrice française du Premier Empire
- Elizabeth Carter : femme de lettres, poétesse, classiciste et traductrice anglaise et membre de la société des bas-bleus, la Blue Stockings Society.
- Charlotte Corday : personnalité de la Révolution française, célèbre pour avoir assassiné Jean-Paul Marat. Elle est guillotinée en 1793.
- Suzanne Curchod (Suzanne Necker). Femme de lettres et salonnière suisse
- Catherine Dachkov (Yekaterina Dashkova) : l'amie la plus proche de l'impératrice Catherine II de Russie et une figure majeure des Lumières russes. L'une des femmes les mieux éduquées de son époque.
- Celia Fiennes : fille de Nathaniel Fiennes, un colonel parlementariste de la première révolution anglaise et de sa seconde épouse, Frances née Whitehead. Celia Fiennes, restée célibataire, est une femme de lettres ayant écrit sur ses voyages.
- Olympe de Gouges : femme de lettres française, devenue femme politique et polémiste. Elle est considérée comme une des pionnières du féminisme. Auteur de la Déclaration des droits de la femme et de la citoyenne, elle a laissé de nombreux écrits en faveur des droits civils et politiques des femmes et de l’abolition de l’esclavage du peuple Noir. Elle est guillotinée par les Jacobins en 1793.
- Elizabeth Hamilton : femme de lettres écossaise, autrice d'essais, de romans et de satires.
- Mary Hays : romancière et féministe anglaise. Son ouvrage le plus connu est un roman épistolaire en partie autobiographique, Memoirs of Emma Courtney (Mémoires d'Emma Courtney), publié pour la première fois en 1796.
- Madame de La Fayette (Marie de Lafayette) : femme de lettres française
- Françoise de Maintenon : dame française des XVIIe et XVIIIe siècles, épouse puis veuve de Paul Scarron. Par la suite, elle est titrée marquise de Maintenon. Elle est la fondatrice de la Maison royale de Saint-Louis et la gouvernante des enfants naturels de Louis XIV, de qui elle devient secrètement l'épouse après la mort de la reine Marie-Thérèse en 1683, attirant à elle autant la flagornerie que la haine de la cour et de la famille royale.
- Mary Manley : femme de lettres anglaise, autrice de romans d'amour, de pièces de théâtre et de pamphlets politiques.
- Théroigne de Méricourt (Théroigne de Mericourt) : femme politique française, personnalité de la Révolution française. Oratrice éloquente, elle a exercé dans les clubs, l'Assemblée nationale et la rue.
- Mary Monckton : salonnière britannique
- Elizabeth Montagu : femme de lettres, réformatrice sociale, mécène, salonnière, critique littéraire anglaise et membre influente de la société des bas-bleus, la Blue Stockings Society.
- Hannah More : femme de lettres britannique. Elle devient célèbre à trois titres : comme poétesse de talent et femme d’esprit dans le cercle d’amis où se retrouvaient le docteur Johnson, Joshua Reynolds et David Garrick, comme moraliste et comme dame patronnesse
- Ida Pfeiffer : voyageuse et exploratrice autrichienne. Commençant à voyager à 45 ans, elle effectue cinq voyages en seize ans, dont deux tours du monde. Les récits de ses voyages sont publiés, depuis le premier jour de son départ pour la Terre sainte en 1842, jusqu'au dernier jour de son aventure malgache en 1858. Voyageant seule et sans moyens financiers, elle rapporte de ses périples des spécimens de plantes, d'insectes et de papillons qui trouvent place dans les collections des musées de Vienne. Reconnue par la communauté scientifique, elle est membre des Sociétés de géographie de Berlin et de Paris.
- Caroline von Pichler (Karoline Pichler) : romancière nationaliste autrichienne
- Jeanne de Pompadour (Jeanne de Pompodour) : dame de la bourgeoisie française devenue favorite du roi de France et de Navarre Louis XV.
- Mary Radcliffe : personnalité britannique importante des premiers temps du mouvement féministe.
- Jeanne Manon Roland : personnalité de la Révolution française qui joue un rôle majeur au sein du parti girondin, et pousse son mari, Jean-Marie Roland de La Platière, au premier plan de la vie politique de 1791 à 1793.
- Alison Rutherford : poétesse, Rutherford déménage à Édimbourg en 1753 après être devenue veuve et fréquente les cercles littéraires de l'élite écossaise. Elle écrit une version de la chanson folklorique Flowers Of The Forest.
- Caroline Schelling (Caroline Schlegel) : femme de lettres et salonnière allemande
- Mary Shelley : autrice de Frankenstein ou le Prométhée moderne et fille de Mary Wollstonecraft.
- Germaine de Staël : romancière et essayiste française d'origine genevoise.
- Esther Stanhope (Hester Stanhope) : riche aristocrate britannique devenue aventurière au Proche-Orient. Elle est  proclamée « reine de Palmyre » par des tribus bédouines avant de devenir une sorte de « prophétesse » dans le pays druze, au Liban. La Revue des deux Mondes de 1845 la décrit comme « reine de Tadmor, sorcière, prophétesse, patriarche, chef arabe, morte en 1839 sous le toit délabré de son palais ruiné, à Djîhoun, dans le Liban ».
- Marie Tussaud : créatrice française du musée de cire Madame Tussauds qu'elle ouvre à Londres à l'âge de soixante-quatre ans. Née Marie Grosholtz, Madame Tussaud vécut chez un médecin-sculpteur suisse qui lui apprit l'art de modeler la cire. Douée et passionnée, elle réalise très tôt des effigies de personnalités de l'époque, comme Voltaire ou Benjamin Franklin, avant d'être engagée à la cour de Versailles où elle crée les portraits de Louis XVI et de sa famille. La Révolution lui permit d'élargir ses talents avec la création de masques mortuaires de célébrités exécutées. Lorsqu'elle s'exile en Grande-Bretagne, ses premières effigies sont celles de Louis XVI et de Marie-Antoinette.
- Rahel Varnhagen (Rachel Varnhagen) : femme de lettres allemande de l'époque du romantisme
- Elizabeth Vesey : riche intellectuelle britannique, mécène et membre influente de la société des bas-bleus, la Blue Stockings Society.
- Mary Wortley Montagu (Mary Wortley Montague) : femme de lettres britannique.

### Sojourner Truth

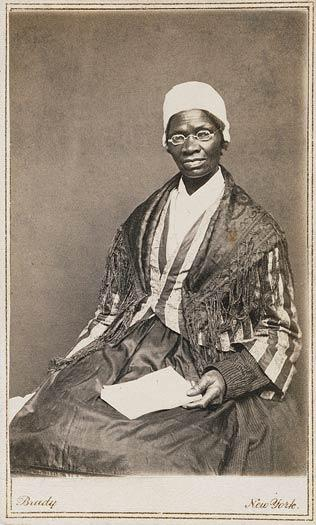
Sojourner Truth

Sojourner Truth : abolitionniste noire américaine. Après la guerre civile, elle travaille à faciliter la recherche d'emploi des personnes afro-descendantes réfugiées. Elle fait aussi de nombreuses apparitions publiques où elle s'adresse en majorité à un public blanc. Dans ses discours, teintés de religion et de féminisme, elle défend l'idée de la création d'un État noir dans l'ouest des États-Unis.
- Marian Anderson : contralto américaine dont le talent est universellement reconnu après des débuts difficiles. Elle chante à plusieurs reprises sous la direction de chefs tels qu'Arturo Toscanini, Pierre Monteux, Eugene Ormandy, Jascha Horenstein ou encore Dimitri Mitropoulos. Elle excelle dans les genres les plus variés, de l'opéra au negro spiritual en passant par le lied et l'oratorio.
- Joséphine Baker (Josephine Baker) : chanteuse, danseuse et meneuse de revue. D'origine métissée afro-américaine et amérindienne des Appalaches, elle est souvent considérée comme la première star noire. Elle prend la nationalité française en 1937 et, pendant la Seconde Guerre mondiale, joue un rôle important dans la résistance à l'occupant. Elle utilisera ensuite sa grande popularité dans la lutte contre le racisme, et pour l'émancipation du peuple Noir, en particulier en soutenant le mouvement des droits civiques de Martin Luther King.
- Harriet Beecher Stowe : femme de lettres américaine, abolitionniste. Elle est principalement connue pour être l'autrice de La Case de l'oncle Tom (1852), une représentation de la vie des personnes afro-américaines sous l'esclavage, alimentant les forces anti-esclavagistes dans le nord-américain, tout en provoquant une colère largement répandue dans le Sud. Elle a écrit plus de 20 livres.
- Prudence Crandall : institutrice américaine qui suscite la controverse en ouvrant une école destinée aux jeunes Afro-Américaines, la première du genre en Nouvelle-Angleterre, dans la ville de Canterbury (Connecticut) en 1833.
- Anna Ella Carroll (Anne Ella Carroll) : politicienne américaine, pamphlétiste et lobbyiste, conseillère pour Abraham Lincoln
- Lily Ann Granderson (Milla Granson) : née esclave en 1816 en Virginie, devient une pionnière de l'éducation.
- Angelina Grimké (Angelina Grimke) : militante chrétienne pour les droits des femmes et abolitionniste. Autrice du premier tract américain sur les droits des femmes.
- Sarah Grimké (Sarah Grimke) : militante abolitionniste et féministe américaine
- Frances Harper : femme de lettres et abolitionniste afro-américaine
- Edmonia Lewis : sculptrice américaine ayant surtout travaillé à Rome
- Mary Livermore : journaliste américaine, militante pour les droits des femmes
- Mary McLeod Bethune : éducatrice américaine et défenseuse des droits citoyens. Elle a créé une école pour les élèves d'afro-descendance de Daytona Beach en Floride qui est devenue l'université de Bethune-Cookman. Elle est aussi devenue la conseillère du président Franklin D. Roosevelt.
- Margaret Murray Washington : militante américaine pour les droits des femmes
- Zora Neale Hurston : femme de lettres de la Renaissance de Harlem, notamment connue pour son roman Their Eyes Were Watching God (traduit en français sous le titre Une femme noire). Elle participe à la Renaissance de Harlem en produisant le magazine littéraire Fire !! avec Langston Hughes et Wallace Thurman. Elle s'intéresse aussi au folklore noir-américain et au vaudou haïtien.
- Mary Ann Shadd Cary : militante abolitionniste américano-canadienne, journaliste, éditrice, enseignante et avocate. Elle est la première femme de descendance africaine en Amérique du Nord à être une professionnelle de la communication.
- Bessie Smith : chanteuse américaine et une des artistes d'enregistrement les plus réputées des années 1920. Elle fut surnommée l'Impératrice du Blues.
- Maria W. Stewart (Maria Stewart) : militante afro-américaine abolitionniste et pour les droits des femmes, journaliste et conférencière. Elle avait commencé à travailler en tant qu'aide domestique.
- Harriet Tubman : combattante de la liberté afro-américaine, connue aussi sous les noms de Moïse noire, Grand-mère Moïse, ou encore Moïse du peuple Noir.
- Ida B. Wells : journaliste afro-américaine, rédactrice en chef et avec son mari propriétaire d'un journal. Elle est une cheffe de file au début du mouvement des droits civiques : elle a documenté l'ampleur du lynchage aux États-Unis. Elle a également été active dans le mouvement des droits des femmes et le mouvement pour le suffrage des femmes.

### Susan B. Anthony

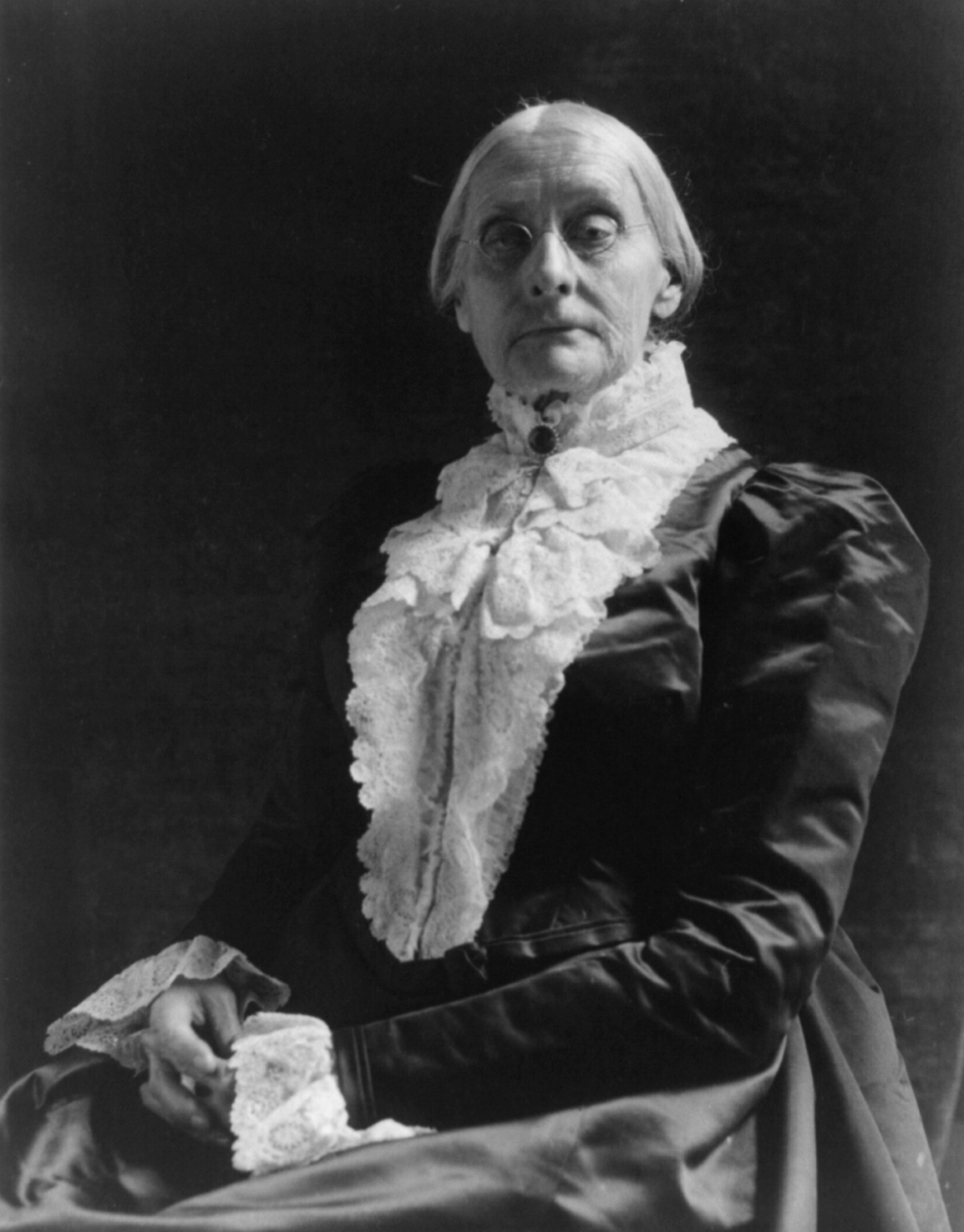
Susan B. Anthony

Susan B. Anthony : militante américaine des droits civiques, qui joue un rôle central dans la lutte pour le suffrage des femmes américaines. Elle sillonne les États-Unis et l'Europe en donnant près d’une centaine de conférences par an pour les droits des femmes, pendant plus de 45 ans. Lors de l'élection présidentielle de 1872, Susan Anthony est arrêtée et condamnée pour avoir tenté de voter.
- Sophie Adlersparre (Baroness of Adlersparre) : militante suédoise pour les droits des femmes, éditrice, rédactrice en chef et écrivaine
- Gunda Beeg : une des fondatrices du mouvement de la réforme du costume victorien (en) en Allemagne au tournant du XXe siècle.
- Barbara Bodichon : éducatrice, artiste et une des figures de proue britanniques du mouvement féministe au milieu du XIXe siècle
- Fredrika Bremer (Frederika Bremer) : autrice et féministe suédoise. Elle a eu une grande influence en Suède dans les débats de société, sur la question du droit des femmes.
- Elisabeth Cady Stanton (Elizabeth Cady Stanton) : féministe radicale américaine
- Minna Canth : féministe et femme de lettres finlandaise
- Minna Cauer : éducatrice, militante radicale pour les droits des femmes et journaliste allemande
- Carrie Chapman Catt : journaliste, professeuse et suffragette américaine, passée à la postérité pour son combat en faveur du droit de vote des femmes aux États-Unis.
- Mary Church Terrell : une des premières femmes afro-américaine à avoir obtenu un diplôme de l'enseignement supérieur. Elle devient une activiste qui dirige de nombreuses associations et s'implique en faveur des droits civiques et du droit de vote.
- Millicent Fawcett : femme politique et militante féministe britannique. Elle fait partie du mouvement des Suffragists dans lequel ses positions modérées la poussent à promouvoir l'éducation des femmes.
- Auguste Fickert (Augusta Fickert) : pionnière du féminisme autrichien et réformatrice sociale. Située sur l'aile gauche du féminisme autrichien, elle s'allie avec des organisations prolétaires dans des campagnes en faveur de l'éducation et de la protection légale des femmes ouvrières.
- Henni Forchhammer (Margarete Forchhammer) : militante pour les droits des femmes et éducatrice danoise
- Vida Goldstein : pionnière de la politique australienne qui fait campagne pour le suffrage des femmes, les réformes sociales et la paix dans le contexte de la Première Guerre mondiale.
- Alexandra van Grippenberg : une des premières militantes pour la tempérance et les droits des femmes. Elle établit une branche du Conseil international des femmes en Finlande[53],[54].
- Aasta Hansteen (Hasta Hansteen) : féministe, peintre, polémiste et écrivaine norvégienne, un véritable personnage de la Norvège des années 1870-1880. Elle n'hésite pas à prononcer des conférences alors que la société attend toujours des femmes qu'elles ne prennent pas la parole en public. Elle publie deux livres dans lesquels elle essaie de réconcilier les préoccupations féministes et la doctrine morale chrétienne. Elle rejette l'autorité des Églises d'État.
- Amalia Holst (Amelia Holst) : souvent considérée comme la contrepartie allemande de Mary Wollstonecraft, écrivaine, intellectuelle, éducatrice et féministe. Autrice du premier livre en allemand défendant le droit des femmes à l'éducation[53].
- Aletta Jacobs : première femme diplômée d'une université néerlandaise et première femme médecin des Pays-Bas. Elle est aussi militante pour les droits des femmes et a traduit Women and Economics de Charlotte Perkins Gilman en néerlandais, aidant les idéaux féministes à se répandre dans son pays. Après la Première Guerre mondiale, elle crée la Ligue internationale des femmes pour la paix et la liberté[53]
- Annie Kenney : suffragette britannique et figure marquante de l'Union féminine sociale et politique.
- Eliška Krásnohorská (Eliska Krasnohorska) : autrice féministe tchèque
- Mary Lee : suffragette irlando-australienne et réformiste sociale en Australie du Sud
- Bertha Lutz : herpétologiste et féministe brésilienne
- Constance Bulwer-Lytton : écrivaine britannique, suffragette, activiste, oratrice et militante pour la réforme des prisons, le vote des femmes et le contrôle des naissances
- Lucretia C. Mott (Lucretia Mott) : féministe, abolitionniste et prédicatrice quaker nord-américaine
- Mary Müller (Mary Mueller) : une des premières féministes néo-zélandaises
- Carrie Nation : Américaine, membre radicale de la Woman's Christian Temperance Union
- Caroline Norton : femme de lettres anglaise qui devient autrice féministe à la suite de son expérience dramatique de la loi anglaise de l'époque georgienne.
- Louise Otto-Peters (Luise Otto-Peter) : femme de lettres, journaliste et militante féministe allemande, crée le premier journal voué à la cause des femmes - le Frauen-Zeitung - à l’issue de la révolution allemande de 1848.
- Christabel Pankhurst : suffragette anglaise cofondatrice de la Women's Social and Political Union (WSPU)
- Emmeline Pankhurst : femme politique britannique féministe, son action est reconnue comme un élément crucial pour l'obtention du droit de vote pour les femmes au Royaume-Uni.
- Sylvia Pankhurst : femme politique britannique, leader des suffragettes
- Kallirrói Parrén (Kallirhoe Parren) : journaliste, féministe et écrivaine grecque, lance en 1887 un journal féministe appelé Ephimerís ton kyrión (Journal des femmes).
- Alice Paul : une des plus importantes suffragettes américaines, elle a écrit Equal Rights Amendment et a fondé le National Woman's Party aux États-Unis.
- Charlotte Perkins Gilman : sociologue et écrivaine américaine. Son œuvre a eu une grande influence sur le féminisme.
- Emmeline Pethick-Lawrence : activiste britannique pour les droits des femmes. Elle a été trésorière de la Women's Social and Political Union (WSPU).
- Adelheid Popp (Adelheip Popp) : dirigeante du Mouvement des femmes autrichiennes socialistes, elle sert dans le gouvernement autrichien[55].
- Frances Power Cobbe : militante irlandaise des droits des femmes et des animaux
- Käthe Schirmacher (Kathe Schirmacher) : activiste allemande pour les droits des femmes
- Auguste Schmidt (Augusta Schmidt) : pionnière du féminisme allemand, éducatrice, journaliste et militante pour les droits des femmes
- Katherine Sheppard : suffragette, d'une grande influence dans l'acquisition du droit de vote pour les femmes de 1893, la Nouvelle-Zélande étant de plus le premier pays où les femmes ont pu voter.
- Annie Smith Peck : alpiniste et éducatrice américaine
- Alice Stone Blackwell : fille de Lucy Stone, elle édite le Woman's Journal et participe à la formation de la National American Woman Suffrage Association.
- Lucy Stone : féministe et abolitionniste américaine. En 1839, elle est la première femme du Massachusetts à obtenir un grade universitaire. Elle est en outre la première femme américaine à conserver son nom de jeune fille après son mariage.
- Frances Willard : suffragiste et militante féministe américaine. Elle a eu une activité importante dans les mouvements qui menèrent à l'adoption des XVIIIe (prohibition) et XIXe (droit de vote des femmes) amendements à la Constitution américaine.
- Annie Wood Besant : conférencière, féministe, libre-penseuse, socialiste et théosophe britannique, qui prit part à la lutte ouvrière avant de diriger la Société théosophique, puis de lutter pour l'indépendance de l'Inde.
- Victoria Woodhull : cheffe de file américaine du mouvement pour le suffrage des femmes. Elle était une radicale faisant la promotion de la journée de huit heures, d'un taux d'imposition progressif, du partage des profits et des programmes de bien-être social. En 1872, elle se présente comme candidate à la présidence des États-Unis.
- Frances Wright : libre-penseuse, féministe et abolitionniste d’origine écossaise qui devient américaine en 1825.

### Elizabeth Blackwell

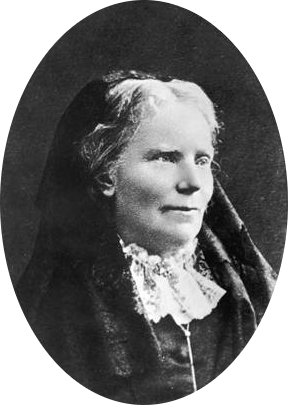
Portrait d’Elizabeth Blackwell.

Elizabeth Blackwell : première femme médecin aux États-Unis, ainsi que première femme membre de l'ordre des médecins du Royaume-Uni. Féministe et autrice : son guide d’éducation sexuelle (The Moral Education of the Young), est publié en Angleterre, tout comme son autobiographie (Pioneer Work in Opening the Medical Profession to Women, 1895).
- Elizabeth Anderson : première femme à avoir obtenu un diplôme en médecine au Royaume-Uni
- Clara Barton : enseignante, infirmière et humanitaire américaine, connue pour être la fondatrice de la Croix-Rouge américaine
- Marianne Beth : première femme autrichienne docteure en droit
- Emily Blackwell : troisième femme médecin américaine, jeune sœur d'Elizabeth Blackwell
- Sophie Blanchard : Française, première femme aéronaute professionnelle, avec 67 ascensions réussies, ainsi que première femme à périr dans un accident aérien.
- Marie Boivin (Marie Bovin) : sage-femme et obstétricienne française
- Kate Campbell Hurd-Mead : gynécologue américaine d'origine canadienne qui fait la promotion du rôle des femmes en médecine.
- Edith Cavell : infirmière britannique fusillée par les Allemands pour avoir permis l'évasion de centaines de soldats alliés de la Belgique alors sous occupation allemande pendant la Première Guerre mondiale.
- Marie Curie : physicienne et chimiste polonaise, naturalisée française par mariage. Elle est la seule femme à avoir reçu deux prix Nobel et la seule parmi tous les lauréats à avoir été récompensée dans deux domaines scientifiques distincts.
- Babe Didrikson : excelle dans de nombreux sports du début au milieu du XXe siècle. Médaillée d'or olympique en athlétisme.
- Marie Dugès (Marie Duges) : sage-femme en chef de l’Hôtel-Dieu de Paris
- Marie Durocher : Brésilienne, première femme médecin en Amérique latine
- Amelia Earhart : aviatrice américaine militante pour les droits des femmes
- Emily Faithfull (Emily Faithful) : militante britannique pour les droits des femmes
- Susan La Flesche Picotte : première femme médecin des Premières nations, aux États-Unis
- Althea Gibson : première femme afro-américaine à participer au Tournoi de Wimbledon et à l'US Open. Elle continue sa carrière avec le golf et devient la première femme afro-américaine à participer à la Ladies professional golf association.
- Charlotte Guest : traductrice et femme d’affaires britannique. C’est une figure importante des études de la littérature galloise et de la langue galloise, elle est principalement connue pour avoir été la première à traduire en anglais les Mabinogion et autre contes gallois médiévaux.
- Salomée Halpir : occultiste lituanienne, souvent considérée comme la première femme médecin du grand-duché de Lituanie[56]
- Jane Harrison : érudite britannique de la littérature antique, linguiste et féministe. Harrison est l'une des fondatrices, avec Karl Kerényi et Walter Burkert, de l'étude moderne de la mythologie grecque.
- Sophia Heath : pionnière irlandaise de l'aviation
- Marie Heim-Vögtlin : médecin suisse
- Sonja Henie : patineuse artistique et actrice norvégienne
- Irène Joliot-Curie (Irene Joliot-Curie) : chimiste, physicienne et femme politique française
- Elin Kallio : gymnaste pionnière finlandaise
- Betzy Kjelsberg : politicienne pionnière norvégienne
- Sofia Kovalevskaïa (Sofia Kovalevskaya) : mathématicienne russe ayant apporté des contributions importantes aux domaines de l'analyse, des équations différentielles et de la mécanique, c'est la première femme à obtenir un poste de professeur titulaire en Europe du Nord.
- Marie Lachapelle (Marie la Chapelle) : sage-femme française. Elle est l'autrice d'une Pratique des accouchements en trois volumes. Par cet ouvrage et par son enseignement elle prend place parmi les personnes fondatrices de l'obstétrique moderne.
- Rebecca Lee Crumpler : première femme médecin afro-américaine
- Belva Lockwood : militante américaine des droits civiques, qui joue un rôle central dans la lutte pour le suffrage des femmes aux États-Unis. Une des premières femmes avocates américaines.
- Alice Milliat : fondatrice de la Fédération sportive féminine internationale[57] et a lancé les Jeux mondiaux féminins[57]
- Margaret Murray: anthropologue et égyptologue britannique, connue pour ses contributions savantes à l'égyptologie et à l'étude du folklore qui a mené à la théorie paneuropéaniste, la religion païenne préchrétienne fondée autour du dieu cornu. Ses idées sont reconnues pour avoir sensiblement influencé l'apparition des religions néopaganistes de la Wicca et du reconstructionisme.
- Florence Nightingale : infirmière anglaise, pionnière des statistiques médicales
- Emmy Noether : mathématicienne allemande spécialiste d'algèbre abstraite et de physique théorique
- Marie Popelin : avocate et féministe belge
- Dorothea von Rodde : érudite allemande et première femme Philosophiæ doctor en Allemagne
- Clémence Royer (Clemence Royer) : philosophe et scientifique française. Traductrice en français de L'Origine des espèces de Charles Darwin.
- Anna Shabanova (Anna Schabanoff) : médecin russe et militante pour les droits des femmes
- Emilia Snethlage (Émilie Snethlage) : ornithologue allemande
- Miranda Stuart : chirurgien militaire dans l'armée britannique, né de sexe féminin, il choisit de vivre en tant qu'homme sous le nom de James Barry pour poursuivre une carrière médicale. Il serait en quelque sorte la première femme médecin britannique.
- Amelia Villa : première femme médecin de Bolivie[58]
- Mary Walker : chirurgienne américaine, féministe, abolitionniste, prohibitionniste, prisonnière de guerre et seule femme à avoir reçu la Medal of Honor qui est la plus haute décoration de l'armée américaine.
- Nathalie Zand : neurologue polonaise qui travaille de près avec Edward Flatau, considéré comme le fondateur de la neurologie moderne, et publie en français. Durant la guerre, elle est emprisonnée dans le ghetto de Varsovie où elle est exécutée.

### Emily Dickinson

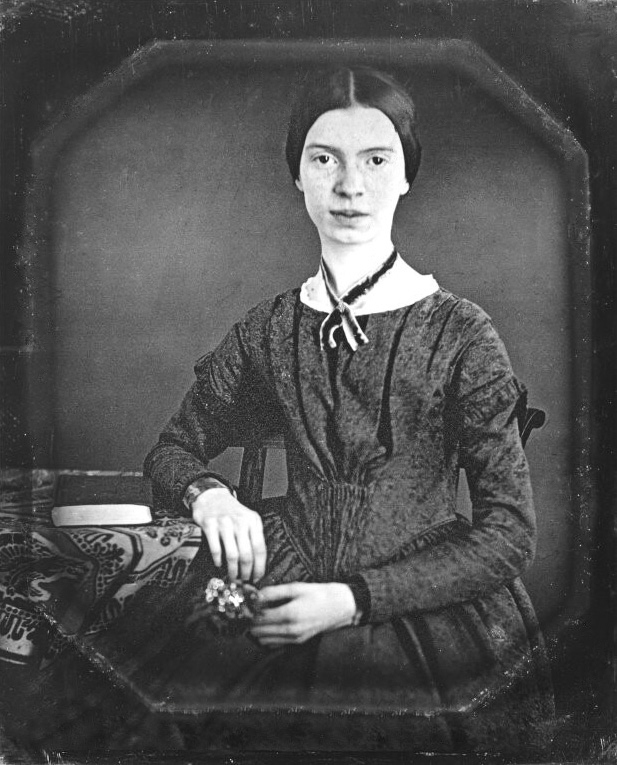
Emily Dickinson

Emily Dickinson. Poétesse américaine connue pour avoir mené une vie introvertie et recluse. Considérée comme une excentrique, on la connaît pour son penchant pour les vêtements blancs et pour sa répugnance à recevoir des visiteurs. Bien qu’ayant été une autrice prolifique, moins d’une douzaine de ses presque mille huit cents poèmes ont été publiés de son vivant. Les poèmes de Dickinson sont uniques pour leur époque : ils sont constitués de vers très courts, n’ont pas de titres et utilisent fréquemment des rimes imparfaites, etc. Un grand nombre de ceux-ci traitent de la mort et de l’immortalité, des sujets récurrents dans sa correspondance.
- Bettina von Arnim : femme de lettres et une nouvelliste romantique allemande.
- Jane Austen : femme de lettres anglaise dont le réalisme, sa critique sociale mordante et sa maîtrise du discours indirect libre, son humour décalé et son ironie ont fait d'elle l'une des écrivaines anglaises les plus largement lues et aimées.
- Johanna Baillie (Joanne Baillie) : poétesse écossaise qui a été considérée en son temps comme la plus grande poétesse de langue anglaise, pour tomber ensuite, pendant plus d'un siècle et demi, dans l'oubli. Elle a été redécouverte par des universitaires et érudits et est dorénavant reconnue comme une autrice marquante de l'Époque romantique anglo-saxonne.
- Elizabeth Barrett Browning : poétesse, essayiste et pamphlétaire anglaise de l'ère victorienne.
- Elizabeth Bekker : autrice néerlandaise de plusieurs romans qui se distinguent par l'intérêt et par la vérité des mœurs et des caractères, dont les plus populaires sont Cornelia Wildschut et Abraham Blankaart.
- Charlotte Brontë : romancière anglaise qui, malgré sa condition de femme et son absence de moyens financiers, réussit à publier ses poèmes et ceux de ses sœurs (sous des noms masculins), en 1846, et surtout, à publier Jane Eyre, qui rencontre un succès considérable. Elle est considérée aujourd'hui comme l'une des romancières de langue anglaise les plus accomplies.
- Emily Brontë : poétesse et romancière britannique, sœur de Charlotte Brontë et d'Anne Brontë. Les Hauts de Hurlevent (Wuthering Heights), son unique roman, est considéré comme un classique de la littérature anglaise.
- Frances Brooke : femme de lettres anglaise qui a composé plusieurs romans et des poésies. Mariée à un ministre anglican du Canada, elle puisa dans ce pays ses plus belles scènes.
- Fanny Burney : femme de lettres et romancière anglaise.
- Anne Clough : suffragette britannique de la première heure, prônant une meilleure éducation pour les femmes.
- Elżbieta Drużbacka (Elizabeth Druzbacka) : poétesse polonaise connue pour son ouvrage Description des quatre saisons (Opisanie czterech części roku).
- Maria Edgeworth : romancière et moraliste anglo-irlandaise.
- George Eliot : autrice, traductrice et journaliste. Entre autres écrits : Middlemarch, Silas Marner, Daniel Deronda, Adam Bede.
- Margaret Fuller : journaliste, critique et militante féministe américaine.
- Anna Karsch : poétesse allemande.
- Mary Lyon : éducatrice américaine et fondatrice du Mount Holyoke College.
- Harriet Martineau : journaliste, écrivaine, militante et sociologue britannique.
- Albertine Necker de Saussure : cousine de la femme de lettres Germaine de Staël, avec qui elle a fréquemment collaboré et sur qui elle a écrit. Militante pour les droits des femmes, notamment pour l'éducation physique pour les filles[59].
- Hedvig Charlotta Nordenflycht (Hedwig Nordenflycht) : une des premières femmes suédoises à vivre de sa plume, et son engagement en faveur des droits des femmes lui vaut d'être considérée comme l'une des premières féministes du pays.
- Nedelya Petkova (Baba Petkova) : pionnière pour l'éducation des femmes. A fondé la première école pour filles en Bulgarie.
- Christina Rossetti : poétesse anglaise, sœur de Dante Gabriel Rossetti, William Michael Rossetti et de Maria Francesca Rossetti.
- Susanna Rowson : romancière, poétesse, dramaturge, actrice et éducatrice anglo-américaine, qui est l'autrice de Charlotte Temple - le premier best-seller américain.
- George Sand : autrice dramatique, critique littéraire française, journaliste, qui compte parmi les écrivaines prolifiques avec plus de soixante-dix romans à son actif, cinquante volumes d'œuvres diverses dont des nouvelles, des contes, des pièces de théâtre et des textes politiques.
- Bertha von Suttner : pacifiste autrichienne radicale, lauréate en 1905 du prix Nobel de la paix. Issue de la haute aristocratie austro-hongroise, elle reçut une éducation assez cosmopolite due à son milieu et apprit dès son plus jeune âge à parler plusieurs langues.
- Pálné Veres (Hermine Veres) : éducatrice et féministe, a fondé la première école secondaire pour filles en Hongrie.
- Emma Willard : éducatrice américaine. Elle est connue en tant que militante pour les droits des femmes.

### Ethel Smyth

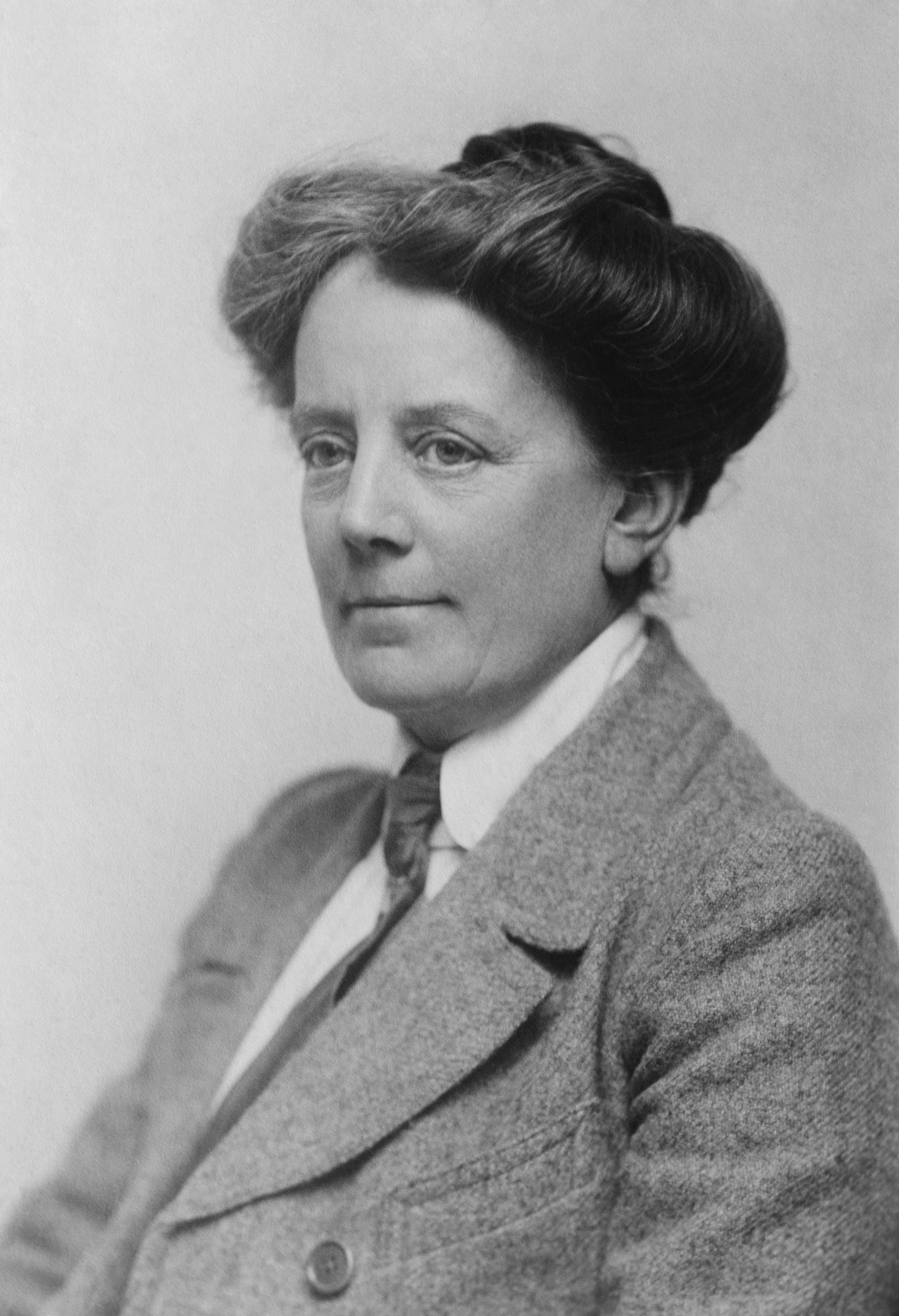
Ethel Smyth

Ethel Smyth. Compositrice et suffragette britannique. Elle achève quatre œuvres majeures avant que la surdité ne mette fin à sa carrière en composition. Elle s'intéresse alors à la littérature et publie une dizaine de livres à succès, la plupart, autobiographiques.
- Elfrida Andrée : organiste, une compositrice, et un cheffe d'orchestre d'origine suédoise.
- Amy Beach : pianiste américaine et première femme compositeur américaine.
- Antonia Bembo : compositrice et une cantatrice italienne.
- Faustina Bordoni : chanteuse d’opéra italienne du XVIIIe siècle.
- Lili Boulanger : compositrice française, sœur cadette de la compositrice et pédagogue de renom Nadia Boulanger.
- Nadia Boulanger : pianiste, organiste, cheffe d'orchestre et pédagogue française.
- Antonia Brico : pianiste et première femme à être reconnue internationalement comme chef d'orchestre.
- Marguerite-Antoinette Couperin : claveciniste française du XVIIIe siècle.
- Marguerite-Louise Couperin : cantatrice et claveciniste, issue de la famille Couperin, célèbre dynastie musicale des XVIIe et XVIIIe siècles. Son père, François Couperin (1631-1701) avait été remarqué vers 1650 avec ses frères Louis et Charles, par le célèbre claveciniste du roi, Chambonnières, qui les avait emmenés à Paris.
- Margarete Dessoff (Margarethe Dessoff) : cheffe de chorale, chanteuse et professeuse de chant allemande.
- Sophie Drinker : musicienne amatrice et musicologue américaine
- Jeanne Louise Farrenc (Jeanne Louis Farrenc) : compositrice, pianiste et professeur française.
- Carlotta Ferrari : compositrice italienne renommée pour l'opéra.
- Élisabeth de La Guerre (Elizabeth de la Guerre) : compositrice et claveciniste française.
- Wanda Landowska : prodige musical dont les performances au clavecin, enseignements, enregistrements et écrits ont joué un rôle important dans le retour en popularité de cet instrument au début du XXe siècle.
- Jenny Lind : cantatrice suédoise.
- Fanny Mendelssohn : compositrice et pianiste allemande, sœur du compositeur Felix Mendelssohn.
- Rose Mooney : harpiste irlandaise itinérante, alors que la tradition d'itinérance était en déclin au XVIIIe siècle.
- Maria Theresia von Paradis : pianiste, chanteuse et compositrice autrichienne qui perdit la vue dans l'enfance et pour qui Mozart a vraisemblablement écrit son dix-huitième concerto pour piano, K456 en si bémol majeur.
- Clara Schumann : pianiste et compositrice allemande, épouse du musicien Robert Schumann.
- Mary Lou Williams : pianiste, arrangeuse et compositrice américaine de jazz.

### Margaret Sanger

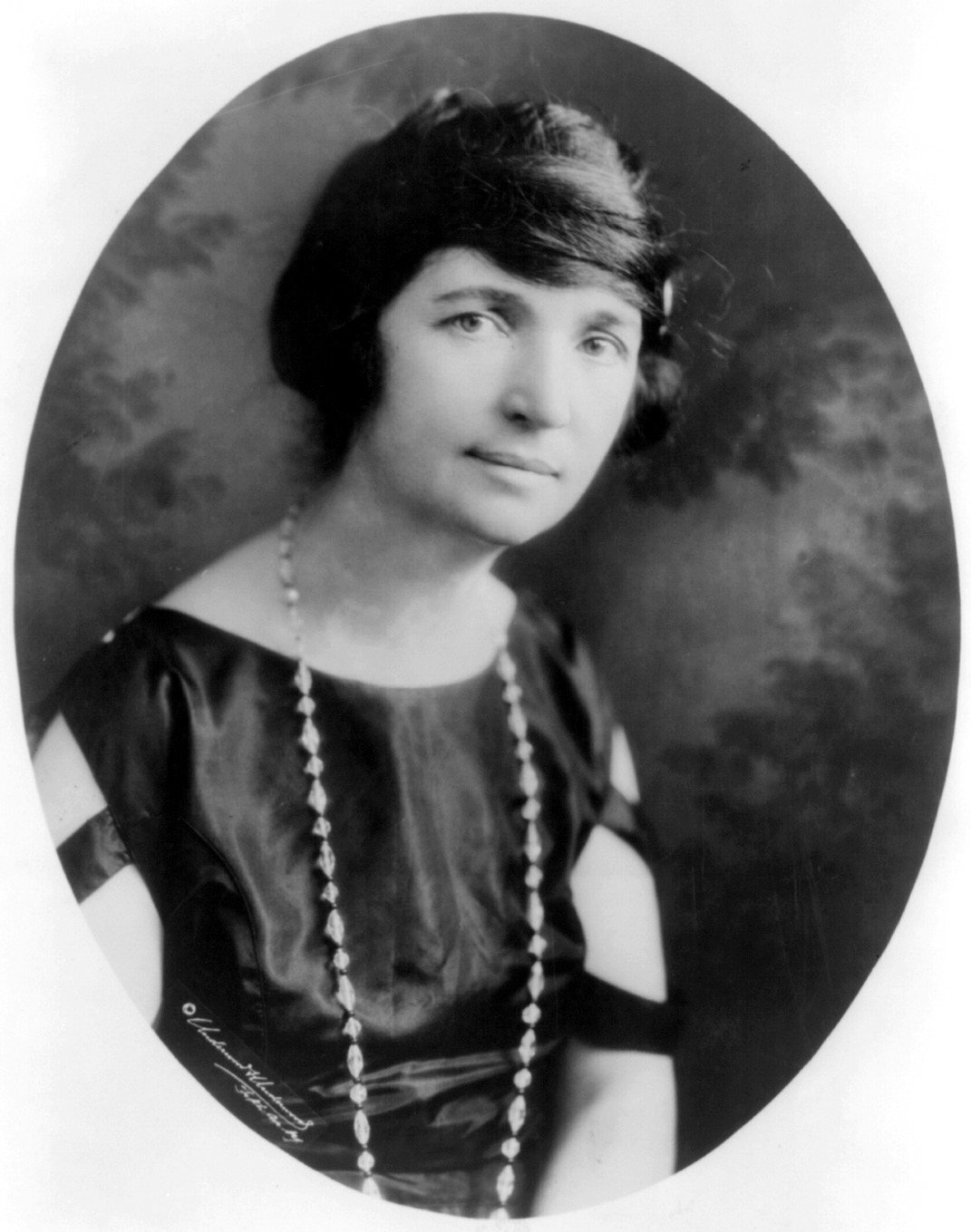
Margaret Sanger

Margaret Sanger. Militante américaine qui lutta pour la contraception et la liberté d'expression, ce qui l'amena à fonder l'American Birth Control League (ligue pour le contrôle des naissances), qui deviendra le planning familial américain sous le nom de Planned Parenthood. Initialement reçues avec beaucoup de résistance, ses idées pour qu'une femme puisse décider quand et comment elle sera enceinte, gagnèrent peu à peu de l'audience, tant dans le public qu'auprès des tribunaux. Margaret Sanger a été un élément fondateur à un accès universel à la contraception et au contrôle des naissances, mais sa défense de l'eugénisme négatif en fait une personnalité controversée.
- Jane Addams : créatrice de l’Aide sociale publique aux États-Unis.
- Inès Armand (Inesse Armand) : femme politique communiste d'origine française.
- Sylvia Ashton-Warner : femme de lettres et éducatrice néo-zélandaise.
- Angelica Balabanova (Angelica Balbanoff) : femme de lettres socialiste russe. Elle déménage en Italie et devient chef du Parti socialiste italien puis retourne en Russie et s'implique dans le Parti communiste de l'Union soviétique. Elle travaille avec Emma Goldman, Lénine et Leon Trotsky.
- Catharine Beecher (Catherine Beecher) : éducatrice américaine. Elle est connue pour sa lutte pour l'éducation des femmes ainsi que pour l'incorporation de l'école maternelle dans l'éducation des enfants.
- Ruth Benedict : anthropologue, biographe et poétesse américaine.
- Yekaterina Breshkovskaya : socialiste russe révolutionnaire surnommée la « Babushka » (petite grand-mère) de la révolution russe.
- Rachel Carson : zoologiste et biologiste américaine qui se consacre progressivement à l'écriture à plein temps dans les années 1950. Son best-seller Cette mer qui nous entoure (The Sea Around Us) est publié en 1951.
- Dorothea Dix : militante américaine qui a fait campagne afin de créer les premiers asiles psychiatriques dans ce pays. Elle est super-intendante des infirmières de guerre, durant la guerre civile américaine.
- Véra Figner (Vera Figner) : révolutionnaire et narodnik ( ? ) russe née en Kazan. Elle a dirigé le Narodnaya Volya (volonté du peuple), une organisation révolutionnaire socialiste qui visait à défaire le pouvoir de l'État via le terrorisme et qui a été impliquée dans la planification de plusieurs attentats, comme celui de l'assassinat du tsar Alexandre II en 1881.
- Elizabeth Fry : philanthrope britannique, réformatrice des prisons et réformatrice sociale.
- Emma Goldman : anarchiste russe née le 27 juin 1869 et morte le 14 mai 1940, connue pour son militantisme politique, ses écrits et ses discours radicaux anarchistes et féministes. Elle a joué un rôle majeur dans le développement de la philosophie anarchiste en Amérique du Nord et en Europe dans la première moitié du XXe siècle.
- Elizabeth Gurley Flynn : militante syndicale et politique américaine.
- Dolores Ibárruri (Dolores Ibarruri) : femme politique espagnole qui a été secrétaire générale du Parti communiste espagnol (PCE) entre 1942 et 1960, présidente de ce parti entre 1960 et 1989.
- Mary "Mother" Jones : militante syndicaliste et socialiste américaine, membre des Industrial Workers of the World.
- Rachel Katznelson : figure active du mouvement du sionisme et conjointe de Zalman Shazar, troisième président de l'État d'Israël.
- Helen Keller : écrivaine et conférencière américaine. Bien qu'elle fût sourde, muette et aveugle au début de sa vie, elle parvint à obtenir un diplôme universitaire. Sa détermination a suscité l'admiration, principalement aux États-Unis. Elle a écrit 12 livres et de nombreux articles.
- Alexandra Kollontaï (Aleksandra Kollantay) : femme politique communiste et féministe soviétique. Elle est la première femme de l'Histoire contemporaine à avoir été membre d'un gouvernement[60] et ambassadrice dans un pays étranger. De retour en Russie, elle est élue commissaire au Bien-être social[61].
- Nadejda Kroupskaïa (Nadezhda Krupskaya) : épouse de Lénine. Pédagogue de métier, elle est surtout connue en tant que militante bolchévique et collaboratrice politique de son époux.
- Rosa Luxemburg : militante socialiste et théoricienne marxiste. Figure de l'aile gauche de l'Internationale ouvrière, révolutionnaire et partisane de l'internationalisme, elle s'opposa à la Première Guerre mondiale. Pour cette raison, elle fut exclue du SPD, et cofonda la Ligue spartakiste, puis le Parti communiste d'Allemagne. Elle fut assassinée par des soldats en 1919. Ses idées ont inspiré des tendances de la gauche communiste et donné naissance, a posteriori, au courant intellectuel connu sous le nom de luxemburgisme.
- Margaret Mead : anthropologue américaine controversée. Son étude des mœurs sexuelles des populations indigènes de l'Asie du Sud-Est et du Pacifique ont contribué à donner forme à la révolution sexuelle des années 1960.
- Golda Meir : ministre des Affaires étrangères d'Israël qui a participé à la création de l'État d'Israël, ainsi que quatrième Premier ministre d'Israël. En raison de sa fermeté, elle avait gagné le surnom de « Dame de fer » de la politique israélienne avant que ce qualificatif ne soit employé pour Margaret Thatcher. Pendant sa vie politique, Golda Meir avait gagné les surnoms de « meilleur homme du gouvernement » (par Ben Gourion) et de « grand-mère d'Israël » par la presse populaire. Elle a été la première femme à devenir Première ministre en Israël et la troisième femme dans le monde à ce niveau de responsabilité.
- Louise Michel : institutrice, militante anarchiste, franc-maçonne, aux idées féministes et l’une des figures majeures de la Commune de Paris. Première à arborer le drapeau noir, elle popularise celui-ci au sein du mouvement libertaire.
- Katti Møller (Katti Moeler) : féministe norvégienne, avocate des droits des enfants, et une pionnière des droits de la reproduction. Elle est passée à la postérité sous le nom d'avocate des mères.
- Maria Montessori : femme médecin et une pédagogue italienne . Elle est mondialement connue pour la méthode pédagogique qui porte son nom, la pédagogie Montessori.
- Federica Montseny : intellectuelle et une militante anarchiste espagnole, ministre de la Santé entre 1936 et 1937, sous la Seconde République espagnole, pendant la guerre civile déclenchée par l'armée. Elle est ainsi la première femme espagnole à devenir ministre.
- Emma Paterson : militante féministe et syndicaliste anglaise.
- Frances Perkins : femme politique américaine. Elle fut la première femme à siéger au Cabinet présidentiel en tant que secrétaire au Travail sous la présidence de Franklin Delano Roosevelt. Elle sera avec le secrétaire à l'Intérieur Harold Ickes la seule membre du cabinet à être présente durant toute la durée les trois mandats de Roosevelt. Durant sa fonction, Frances Perkins mena à bien les objectifs du New Deal, dont la création du Civilian Conservation Corps.
- Sofia Perovskaïa (Sofia Perovskaya) : militante anarchiste révolutionnaire russe membre de l'organisation Narodnaïa Volia.
- Gabrielle Petit : infirmière et résistante belge qui a fait de l'espionnage pour le compte des Alliés au cours de la Première Guerre mondiale.
- Jeannette Rankin : première femme élue à la chambre des représentants américaine, où elle siégea de 1917 à 1919, pour l’État du Montana, comme membre du parti républicain. Elle fut la seule à s'opposer à l'entrée en guerre de États-Unis dans la Première Guerre mondiale en 1917 et durant la Seconde Guerre mondiale au lendemain de l'attaque de Pearl Harbor le 8 décembre 1941. Son pacifisme la poussa à s'opposer à l'engagement de son pays dans la guerre du Viet Nam.
- Ellen Richards : chimiste et écologiste américaine, fondatrice de l'écoféminisme.
- Eleanor Roosevelt : épouse de Franklin Delano Roosevelt : par cette union, elle devient la Première dame des États-Unis et la première à rendre ce rôle actif. Elle pèse aussi sur la décision d'engager les États-Unis dans la Seconde Guerre mondiale. Féministe engagée, elle s'oppose au racisme et défend le Mouvement américain pour les droits civiques. Après le conflit, elle joue un rôle déterminant dans la création de l’Organisation des Nations unies (ONU) puis préside pendant la présidence de Harry S. Truman la commission chargée de rédiger la Déclaration universelle des droits de l’homme.
- Agustina Saragossa (Augustina Saragossa) : héroïne espagnole de la guerre d'indépendance. Se battant comme civile, elle fut ensuite officière de l'armée espagnole. Célébrée comme la « Jeanne d'Arc espagnole », elle connut une grande célébrité. Elle devint une héroïne de chansons, de poèmes et de tableaux, comme les dessins de Francisco de Goya et un poème de Lord Byron.
- Marie Stopes : paléobotaniste écossaise, une militante pour le droit des femmes et une pionnière du contrôle des naissances.
- Hannah Szenes (Hannah Senesh) : d'origine hongroise, fut l’une des 37 personnes juives vivant en Palestine, maintenant Israël, qui ont suivi l’entraînement spécial britannique pour être parachutées ou infiltrées en Europe en vue d’aider à sauver les Juifs et servir d'agentes de liaison avec l'armée britannique. C’est une héroïne en Israël : parmi les rues portant un nom de femme, le sien est celui qui revient le plus fréquemment (même devant celui de Golda Meir), et ses poèmes sont très connus.
- Henrietta Szold : Juive américaine, figure de proue sioniste et fondatrice de Hadassah, la Women's Zionist Organization of America. En 1942, elle co-fonde Ihud, un parti politique pour un état binational.
- Beatrice Webb : socialiste et économiste britannique. Elle participe à la création de la London School of Economics (LSE).
- Véra Zassoulitch (Vera Zasulich) : révolutionnaire et écrivaine marxiste russe. En 1883, elle participe à la fondation de la Libération du Travail, le premier groupe marxiste russe. Plus tard, elle œuvre au comité éditorial de Iskra, un journal révolutionnaire marxiste. Après la scission du Parti social démocratique russe en 1903, Zasulich devient cheffe de la faction Menshevik.
- Clara Zetkin : enseignante, journaliste et femme politique marxiste allemande, figure historique du féminisme. Après avoir été membre jusqu'en 1917 de l'aile gauche du SPD, elle rejoint l'USPD (pacifistes) pour se retrouver dans le courant révolutionnaire que constitue la Ligue spartakiste. Ce courant donne naissance pendant la révolution allemande au Parti communiste d'Allemagne (KPD), dont Clara Zetkin est députée au Reichstag durant la république de Weimar.

### Natalie Barney

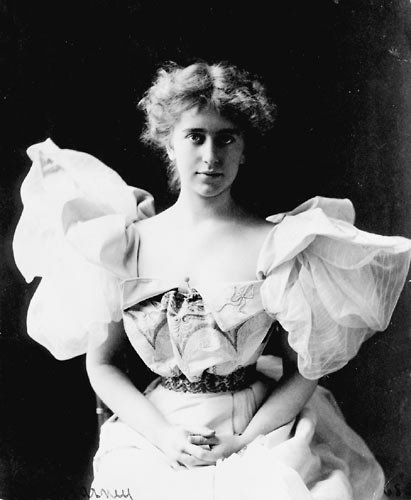
Natalie Barney vers 1900.

Natalie Barney. Femme de lettres américaine autrice de poésies, des mémoires et des épigrammes. Ouvertement lesbienne, elle travaille à faire revivre une histoire littéraire des femmes. Particulièrement intéressée par les poésies de Sappho, elle essaie de recréer une école de femmes-poètes.
- Lou Andreas-Salomé (Lou Andreas Salomé) : femme de lettres allemande d'origine russe. Romancière, essayiste, nouvelliste, psychanalyste, cette figure même de l'égérie a déchaîné de nombreuses passions amoureuses.
- Djuna Barnes : romancière, dramaturge et artiste américaine. Elle a parfois utilisé les pseudonymes de Lydia Steptoe et Lady of Fashion.
- Anne Bonny (Anne Bonney) : piratesse, issue d’une famille irlandaise. Elle a navigué avec Calico Jack Rackham. Elle est, avec Mary Read, est l’une des deux piratesses les plus célèbres de l’histoire.
- Romaine Brooks : peintre américaine qui s’est spécialisée dans l’art du portrait et a employé une palette sombre dominée par la couleur grise. Elle a ignoré les tendances artistiques contemporaines comme le cubisme et le fauvisme pour leur préférer les mouvements symboliste et esthétiste du XIXe siècle, particulièrement des travaux de Whistler.
- Eleanor Butler : les dames de Llangollen, soient Eleanor Butler et Sarah Ponsonby, sont deux femmes anglo-irlandaises dont la relation a scandalisé et fasciné leurs contemporains. Elles représentent depuis un exemple d'amitié passionnée dans l'histoire, et pour certains, de saphisme.
- Sophie de Condorcet : femme de lettres française.
- Marie du Deffand : épistolière et salonnière française.
- Stéphanie de Genlis (Stephanie de Genlis) : femme de lettres française.
- Marie Geoffrin : salonnière française.
- Radclyffe Hall : poétesse et romancière britannique, autrice de huit romans, dont le roman lesbien Le Puits de solitude.
- Mata Hari : danseuse et courtisane néerlandaise fusillée pour espionnage pendant la Première Guerre mondiale.
- Louise Labé : poétesse française surnommée « La Belle Cordière », elle fait partie des artistes de poésie en activité à Lyon pendant la Renaissance.
- Ninon de Lenclos (Ninon de L'Enclos) : courtisane, femme d'esprit, épistolière et femme de lettres française.
- Julie de Lespinasse : salonnière et épistolière française. Elle inspira une grande passion à Jean d'Alembert et mourut prématurément.
- Alice Pike Barney : mère de Natalie Clifford Barney, militante pour les arts, artiste et philanthrope. Elle a tenu salon avec les personnalités connues de la société de Washington. Elle a fait don de sa maison à la Smithsonian Institution, qui en a alors vendu tout le contenu[62].
- Sarah Ponsonby : les dames de Llangollen, soient Eleanor Butler et Sarah Ponsonby, sont deux femmes anglo-irlandaises dont la relation a scandalisé et fasciné leurs contemporains. Elles représentent depuis un exemple d'amitié passionnée dans l'histoire, et pour certains, de saphisme.
- Catherine de Rambouillet : femme d'exception qui tint au XVIIe siècle le premier salon parisien célèbre dans son hôtel (l'hôtel de Rambouillet, situé à Paris.
- Mary Read : piratesse qui, avec Anne Bonny, est l’une des deux piratesses les plus célèbres de l’histoire.
- Juliette Récamier (Jeanne Recamier) : femme d'esprit dont le salon parisien réunit, à partir du Directoire et jusqu'à la monarchie de Juillet, les plus grandes célébrités du monde politique, littéraire et artistique.
- Madeleine de Sablé (Madeleine de Sable) : femme de lettres française. Bien qu’elles n’aient été éditées qu’après sa mort, les Maximes de la marquise de Sablé ont été composées avant celles de La Rochefoucauld.
- Marie Sallé : danseuse française.
- Madeleine de Scudéry : femme de lettres française. Son œuvre littéraire marque l'apogée du mouvement précieux.
- Marie de Sévigné : épistolière française.
- Gertrude Stein : poétesse, écrivaine, dramaturge et féministe américaine. Elle passa la majeure partie de sa vie en France et fut un catalyseur dans le développement de la littérature et de l'art moderne. Par sa collection personnelle et par ses livres, elle contribua à la diffusion du cubisme et plus particulièrement de l'œuvre de Picasso, de Matisse et de Cézanne.
- Claudine de Tencin : femme de lettres et salonnière française. Elle est la mère de d'Alembert.
- Cristina Trivulzio : patriote italienne du XIXe siècle, femme de lettres, journaliste, qui participa activement au mouvement qui mena à l'unité italienne (« Risorgimento »).
- Renée Vivien (Renee Vivien) : poétesse britannique de langue française du courant parnassien de la Belle Époque.

### Virginia Woolf

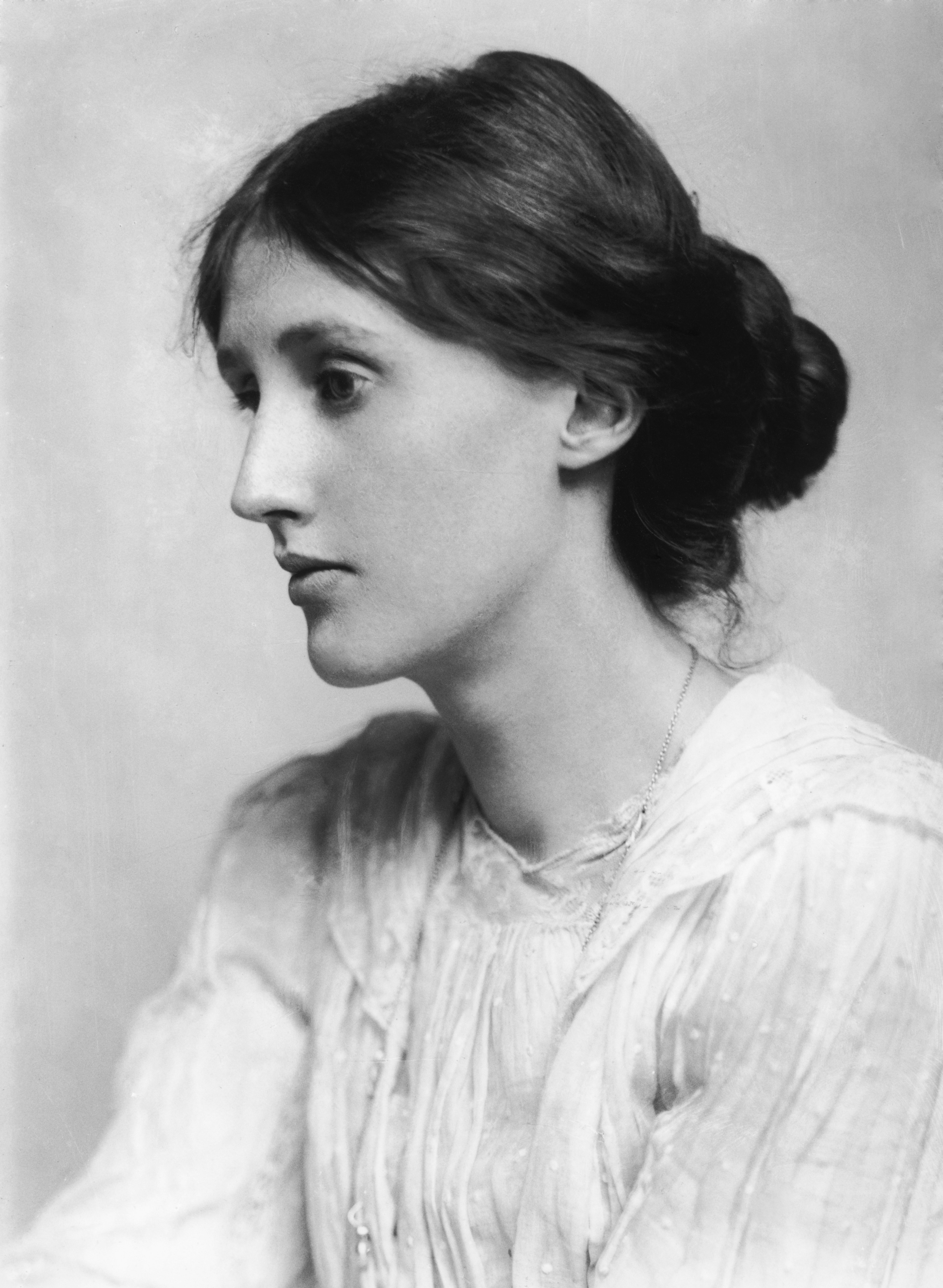
Virginia Woolf

Virginia Woolf, britannique, écrivaine moderniste et féministe. Pendant l'entre-deux-guerres, elle fut une figure marquante de la société littéraire londonienne et une membre centrale du Bloomsbury Group, qui réunissait des autaires, artistes et philosophes d'Angleterre. Les romans Mrs Dalloway (1925), La Promenade au phare (1927) et Orlando (1928), ainsi que l'essai Une chambre à soi (1929) demeurent parmi ses écrits les plus célèbres.
- Hannah Arendt, allemande, professeuse de théorie politique :
- Simone de Beauvoir, française, autrice et philosophe :
- Willa Cather, américaine, écrivaine connue pour ses romans se déroulant dans les Grandes Plaines :
- Colette, française, écrivaine :
- Helen Diner, autrichienne, nom de plume de Bertha Diener, historienne et autrice :
- Isak Dinesen, suédoise, nom de plume de Karen von Blixen-Finecke, écrivaine :
- Lorraine Hansberry, américaine, écrivaine, engagée dans la lutte pour les droits civiques pour l'égalité et les droits humains :
- Mary Esther Harding (Mary Esther Karding), première psychologue analytique américaine :
- Karen Horney, allemande, psychologue analytique qui a remis en question certaines conceptions de Freud :
- Selma Lagerlöf (Selma Lagerlof), suédoise, prix nobel de littérature, autrice du Merveilleux Voyage de Nils Holgersson à travers la Suède :
- Susanne Langer (Suzanne Langer), américaine, philosophe de l'esprit :
- Doris Lessing, britannique, écrivaine militante et prix Nobel de littérature :
- Gabriela Mistral, chilienne, poétesse et diplomate et prix Nobel de littérature :
- Anaïs Nin, américaine, écrivaine, l'une des premières femmes à écrire de l'érotisme :
- Emilia Pardo Bazán (Emilia Pardo-Bazán), espagnole, écrivaine :
- Dorothy Richardson, britannique, écrivaine et journaliste :
- Nelly Sachs, allemande, poétesse et dramaturge, d'origine juive et témoignant de la montée du nazisme en Europe :
- Vita Sackville-West (Vita Sackville West), britannique, écrivaine, poétesse et jardinière, vivant durant 50 ans un mariage ouvert avec des relations bisexuelles :
- Olive Schreiner, sud-africaine, écrivaine et militante pacifiste :
- Edith Sitwell, britannique, poétesse :
- Agnes Smedley, américaine, journaliste, a visité Berlin en 1920 et aidé à ouvrir la première clinique allemande de contrôle des naissances, a ensuite continué à voyager dans le monde, devenant témoin de cas de violations des droits humains et a écrit plusieurs ouvrages, dont une autobiographie et une couverture de la situation en Chine durant la Deuxième Guerre mondiale[63],[64] :
- Edna St. Vincent Millay, américaine, poétesse lyrique, prix Pulitzer de poésie :
- Alfonsina Storni, argentine, poétesse, actrice, éducatrice et féministe, fondatrice de l'Argentine Society of Writers : à la suite d'un cancer et l'échec de traitements, elle se désintéresse de la médecine, se rend à l'océan et s'y est tuée en marchant dans l'eau[65] :
- Sigrid Undset, norvégienne, écrivain, prix Nobel de littérature :
- Simone Weil (à ne pas confondre avec la politicienne et académicienne Simone Veil), française, philosophe, figure du mysticisme chrétien :
- Rebecca West, britannique, écrivaine, journaliste et critique littéraire :
- Edith Wharton, américaine, écrivaine, prix Pulitzer du roman et designer :
- Adela Zamudio-Ribero (Adela Zambudia-Ribero), bolivienne, poétesse, intellectuelle et fondatrice du Mouvement féministe bolivien.

### Georgia O'Keeffe

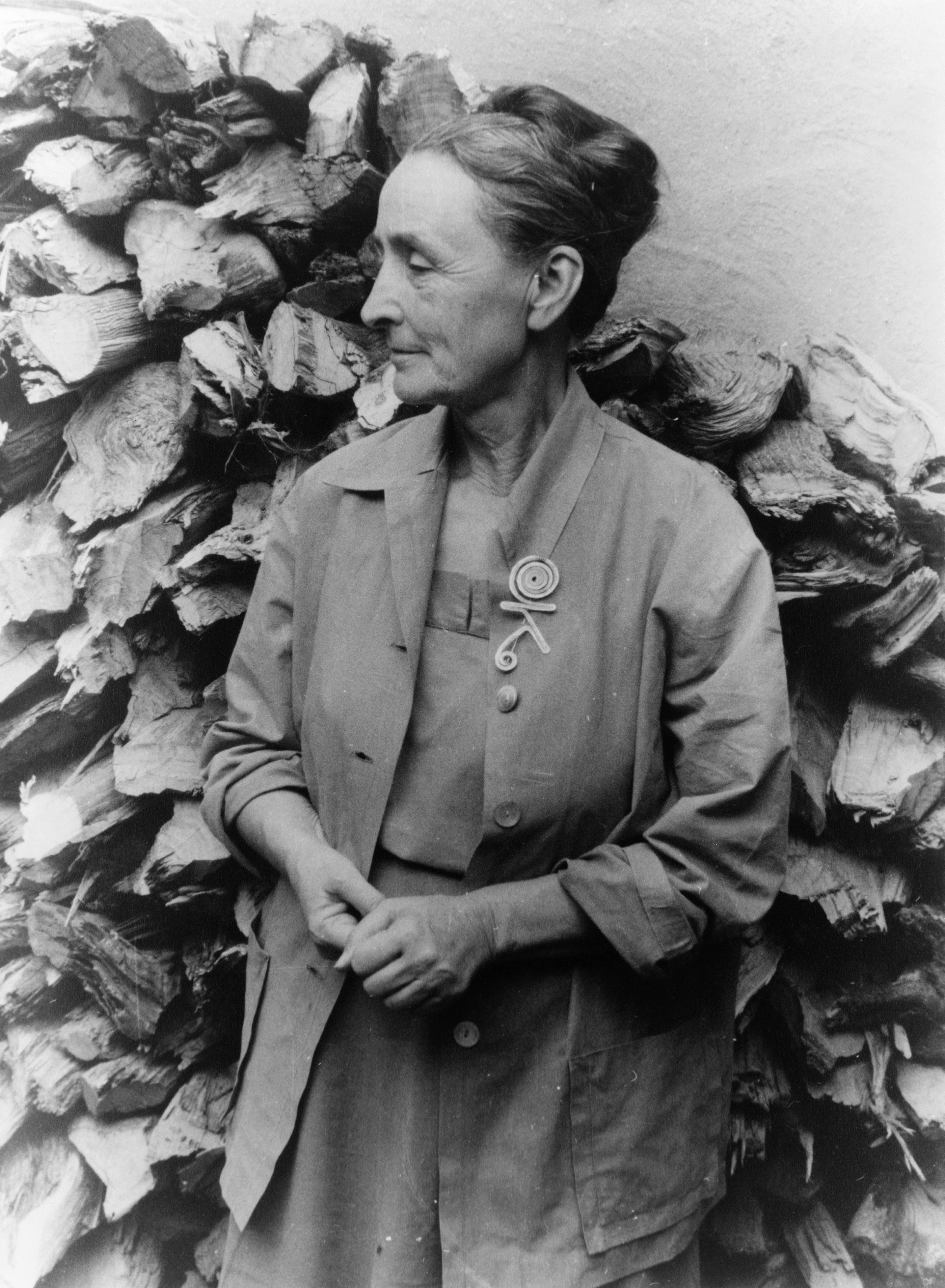
Georgia O'Keeffe

Georgia O'Keeffe : peintre américaine considérée comme une des peintres modernistes majeures du XXe siècle. Elle est reconnue comme la mère du modernisme américain (en).
- Anna Pavlova : considérée comme la meilleure danseuse de ballet classique de l'histoire. Elle a été une étoile du Ballet impérial russe, et des Ballets russes de Serge Diaghilev : son rôle le plus célèbre était La Mort du cygne et elle a été la première ballerine à parcourir le monde avec sa propre compagnie de ballet.
- Augusta Savage : sculptrice afro-américaine qui participa au mouvement de la Renaissance de Harlem.
- Barbara Hepworth : sculptrice britannique, une représentante majeure de la sculpture abstraite de la première partie du XXe siècle.
- Berthe Morisot : artiste-peintre française, membre fondateur et doyenne du mouvement d'avant-garde que fut l'Impressionnisme.
- Dorothea Lange : photographe américaine dont les travaux les plus connus ont été réalisés pendant la Grande Dépression, dans le cadre d'une mission confiée par la Farm Security Administration (FSA) (« Administration d'assurance paysanne »).
- Dorothy Arzner : réalisatrice, monteuse, scénariste, productrice et pédagogue américaine. Quand elle réalise son premier film en 1927, elle est la seule femme réalisatrice à Hollywood.
- Edith Evans : actrice britannique qui est apparue dans nombre de films, interprétant des rôles de dames aristocratiques, dont les plus célèbres sont Lady Bracknell dans Il importe d'être Constant (sur scène et dans le film de 1952) et Miss Western dans Tom Jones de 1963.
- Eileen Gray : artiste spécialiste de la laque, designer de mobilier, et architecte irlandaise. Elle est connue pour avoir incorporé de luxueuses finitions laquées sur des meubles d'esthétique Art déco puis évolué vers le mobilier à structure en acier tubulaire de Style international dans les années 1920. Dans le domaine architectural, elle est célèbre pour avoir créé la Villa E-1027 avec Jean Badovici, interprétation libre de l'architecture moderniste.
- Eleonora Duse (Eleanor Duse) : comédienne italienne, l'une des plus grandes comédiennes de son temps. Rivale de Sarah Bernhardt, elle lui voua cependant une admiration profonde.
- Elisabet Ney (Elizabeth Ney) : sculptrice d'origine allemande qui a passé la première moitié de sa carrière en Europe, travaillant pour Otto von Bismarck, Giuseppe Garibaldi et Georges V de Hanovre. Elle émigre au Texas avec son conjoint Edmund Montgomery et y devient une pionnière des arts.
- Emily Carr : une des artistes les plus reconnues du Canada. Ses peintures ont pour thèmes principaux les forêts de sa région, la Colombie-Britannique, et l'art totémique des Autochtones (Premières nations).
- Frida Kahlo : artiste peintre mexicaine.
- Gabriele Münter : peintre allemande du mouvement expressionniste. Elle fut l'une des représentantes majeures de l'avant-garde munichoise au début du XXe siècle en tant que membre du mouvement artistique du Blaue Reiter (mouvement du Cavalier bleu).
- Gertrude Käsebier (Gertrude Kasebier) : photographe américaine.
- Hannah Höch (Hannah Hoch) : artiste plasticienne Dada.
- Harriet Hosmer : sculptrice américaine.
- Ida Kamińska (Ida Kaminska) : actrice polonaise.
- Imogen Cunningham : figure de proue de la photographie américaine du XXe siècle, à l’œuvre vaste et diversifiée et dont la carrière s’étend sur plus de 70 ans.
- Isadora Duncan : danseuse américaine qui révolutionna la pratique de la danse par un retour au modèle des figures antiques grecques. Par sa grande liberté d'expression, qui privilégiait la spontanéité, le naturel, elle apporta les premières bases de la danse moderne européenne, à l'origine de la danse contemporaine.
- Julia Cameron : photographe britannique, surtout connue pour ses portraits de célébrités de son temps. Elle réalisa aussi des illustrations photographiques inspirées par la peinture préraphaélite anglaise.
- Julia Morgan : architecte américaine.
- Katharine Hepburn : comédienne américaine. Elle fut récompensée par l'Oscar de la meilleure actrice à quatre reprises, un record inégalé, mais « Miss Kate », comme elle fut surnommée, ne prit même pas la peine de venir en chercher un. Elle est classée par l'American Film Institute comme la plus grande actrice de légende du cinéma américain en 1999.
- Käthe Kollwitz (Kathe Kollwitz) : femme sculpteur, graveur, dessinatrice allemande, parmi les artistes les plus représentatifs du XXe siècle.
- Louise Nevelson : sculptrice américaine d'origine ukrainienne.
- Marie Bashkirtseff (Marie Bashkirtsev) : diariste, peintre et sculpteur d'origine ukrainienne.
- Marie Laurencin : peintre figuratif, portraitiste, illustrateur et graveur français. Épistolière à la fantaisie déconcertante, elle a également composé de nombreux poèmes en vers libres, indissociables, dans le cours de son processus de création, de l'expression picturale des scènes fantasmatiques qu'elle représente.
- Martha Graham : danseuse et chorégraphe américaine. Elle est considérée comme l'une des plus grandes innovatrices de la danse moderne.
- Mary Cassatt : artiste peintre américaine. Amie de Edgar Degas, elle est souvent rattachée à l'impressionnisme, qui a une grande influence sur son œuvre précoce. Ses peintures, ses gravures et ses dessins de maturité doivent cependant plutôt être comparés à ceux produits par la génération de peintres post-impressionnistes : Toulouse-Lautrec ou encore les Nabis, avec qui elle partage un net intérêt pour les peintres et graveurs de l'Ukiyo-e, période du japonisme.
- Mary Louise McLaughlin : peintre de céramique américaine et studio potter de Cincinnati, et la principale compétitrice locale de Maria Longworth Nichols Storer, qui a fondé Rookwood Pottery. De même que Storer, McLaughlin est à l'origine du mouvement d'art de poterie qui a été très populaire aux États-Unis.
- Maya Deren : réalisatrice américaine d'origine ukrainienne, c'est une personnalité majeure du cinéma expérimental américain des années 1940.
- Nathalie Gontcharoff (Natalia Goncharova) : peintre, dessinatrice et décoratrice de théâtre d'origine russe naturalisée française en 1939.
- Paula Modersohn-Becker : peintre allemande, et l’une des représentantes les plus précoces du mouvement expressionniste dans son pays. Elle rejoint des artistes indépendants qui prônaient un retour à la nature et aux valeurs simples de la paysannerie. Le manque d'audace des peintres worpswediens, toutefois, la poussa à s'ouvrir aux inspirations extérieures et à effectuer des séjours répétés à Paris, auprès de l'avant-garde artistique.
- Rosa Bonheur : artiste peintre et sculptrice française, spécialisée dans les scènes de genre avec des animaux et la peinture animalière. Éloignée des tendances contemporaines de la peinture, la gloire de Rosa Bonheur connaît une éclipse après sa mort. À partir de 1980, plus que sa peinture, sa vie, que l'on associe désormais aux débuts du féminisme, fait l'objet de publications.
- Sarah Bernhardt : une des plus importantes actrices françaises du XIXe siècle et du début du XXe siècle. Appelée par Victor Hugo « la Voix d'or », mais aussi par d'autres « la Divine » ou encore l'« Impératrice du théâtre », elle est considérée par beaucoup comme une des plus grandes tragédiennes françaises du XIXe siècle. Première « star » internationale, elle est la première comédienne à avoir fait des tournées triomphales sur les cinq continents, Jean Cocteau inventant pour elle l'expression de « monstre sacré ».
- Sonia Delaunay : artiste peintre, d'origine ukrainienne. Adoptée par un oncle maternel Henri Terk dont elle prend le nom, elle étudie assez peu les beaux-arts : le dessin à Karlsruhe pendant deux ans, puis à Paris à l'Académie de la Palette dans le Quartier du Montparnasse.
- Sophia Hayden Bennett (Sophia Haydn) : première femme diplômée en architecture au Massachusetts Institute of Technology.
- Sophie Taeuber-Arp : artiste, peintre et sculptrice suisse ayant participé aux mouvements Dada puis surréaliste avec son époux Jean Arp.
- Suzanne Valadon : Française, acrobate de cirque de 1880 jusqu’à ce qu’une chute mette fin à cette activité, puis artiste peintre. Elle est la mère du peintre Maurice Utrillo.